# Armorial des communes de la Somme
L'Armorial des communes de la Somme recense les armoiries (figures et blasonnements) des communes du département de la Somme. Pour certaines communes les armoiries remontent au Moyen Âge, pour d'autres à l'époque moderne, pour quelques-unes au XIXe siècle. Un certain nombre de communes se sont dotées d'armoiries dans la seconde moitié du XXe siècle voire au XXIe siècle.
(0 dessin(s) en attente.)

Le blason de la Somme se présente comme cela :

- Blasonnement : écartelé un et quatre d'azur à trois fleurs de lys d'or, deux et trois de gueules à trois lionceaux d'or rampant à senestre à la fasce ondée d'argent brochant sur le tout.
- Supports : un cygne sauvage et un flamant rose reposant sur une terrasse garnie des attributs de l'agriculture et de l'industrie.
- Devise : « Libertas omnium in uno commune. »

## Les communes du département
- Haut – A
- B
- C
- D
- E
- F
- G
- H
- I
- J
- K
- L
- M
- N
- O
- P
- Q
- R
- S
- T
- U
- V
- W
- X
- Y
- Z

### A
| Blason de Abbeville | Blason  | D'azur à trois bandes d'or ; à la bordure de gueules ; le tout sommé d'un chef d'azur semé de fleurs de lis d'or brochant sur la bordure. Ornements extérieursCouronne murale : quatre ou cinq tours Soutiens : Une branche de chêne et une branche de laurier nouées par un ruban où est écrit la devise. Décorations : Légion d'honneur, Croix de guerre 1914-1918, Croix de guerre 1939-1945. Devise / CriFidelis (fidèle) |
| Blason de Abbeville | Détails | La ville reprend dans les années 1290 le blason du Ponthieu dont elle est la capitale, et inverse les couleurs des bandes. Les fleurs de lis sont ajoutées en 1369 par Charles V. Utilisé depuis 1369, le statut officiel reste à déterminer. |

| Blason de Acheux-en-Amiénois | Blason  | Parti de gueules et d'or, au 1er une hache, au 2e une clé contournée, le tout de l'un en l'autre. Ornements extérieursCouronne murale : trois tours         |
| Blason de Acheux-en-Amiénois | Détails | La hache fait référence au nom de la commune, et la clé rappelle l'abbaye de Corbie à qui la commune appartenait,. Armes parlantes (hache). Adopté en 1970. |

| Blason de Acheux-en-Vimeu | Blason  | Parti : d'argent à la croix de sable, et aussi d'argent à l'aigle aussi de sable. |
| Blason de Acheux-en-Vimeu | Détails | La commune a repris le blason de la famille d'Acheux, originaire du village. La croix a cependant été modifiée, passant d'une croix ancrée à une croix simple. Utilisé par la commune, le statut officiel reste à déterminer. |

| Blason de Aigneville | Blason  | D'argent à l'orle d'azur. |
| Blason de Aigneville | Détails | La commune a repris le blason de la famille d'Aigneville, seigneurs du lieu. Utilisé par la commune, le statut officiel reste à déterminer. |

| Blason de Ailly-le-Haut-Clocher | Blason  | De gueules à un haut clocher d'argent brochant sur le tout, au chef échiqueté d'argent et d'azur. Ornements extérieursCouronne murale : trois tours Décorations : Croix de guerre 1939-1945.                                                               |
| Blason de Ailly-le-Haut-Clocher | Détails | La commune a repris le chef, et le champ de gueules du blason de la famille d'Ailly, seigneurs du lieu, sur lequel elle a posé un clocher d'argent, évoquant la deuxième partie du nom du village,. Armes parlantes (haut clocher). Adopté le 23 mai 1970. |

| Blason de Ailly-sur-Noye | Blason  | D'argent au lion de gueules, la queue fourchée et passée en sautoir, armé et couronné d'or. Ornements extérieursDécorations : Croix de guerre 1914-1918, Croix de guerre 1939-1945. |
| Blason de Ailly-sur-Noye | Détails | La commune a repris le blason de la maison de Luxembourg, seigneurs du lieu aux XIVe et XVe siècles,. Utilisé par la commune, le statut officiel reste à déterminer.                |

| Blason de Ailly-sur-Somme | Blason  | De gueules aux deux branches d'alisier d'argent passées en sautoir, au chef échiqueté d'azur et d'argent de trois tires. Ornements extérieursCouronne murale : trois tours Décorations : Croix de guerre 1939-1945. |
| Blason de Ailly-sur-Somme | Détails | La commune a repris le blason de la famille d'Ailly qui n'étaient, cependant, pas seigneurs du village,. Utilisé par la commune, le statut officiel reste à déterminer.                                             |

| Blason de Airaines | Blason  | De gueules à l'aigle d'argent accompagnée de 8 fleurs de lis d'or en orle. Ornements extérieursCouronne murale : trois tours Décorations : Croix de guerre 1939-1945. |
| Blason de Airaines | Détails | La commune a officialisé son blason retrouvé sur un sceau communal du XVe siècle,. Utilisé depuis le XVe siècle, le statut officiel reste à déterminer.               |

| Blason de Aizecourt-le-Haut | Blason  | Parti : au 1er d'azur au buste de saint Quentin d'or, au 2d d'argent à un tau fleuronné de gueules aux extrémités duquel sont appendues deux clochettes d'azur ; le tout au chef de sinople chargé de trois gerbes de blé d'or, liées de gueules. Ornements extérieursDécorations : Croix de guerre 1914-1918 |
| Blason de Aizecourt-le-Haut | Détails | Pas d'explication connue. Adopté en décembre 2024. Auteur(s)J.-F. Binon |

| Blason de Albert | Blason  | Burelé d'argent et de gueules de dix pièces. Ornements extérieursCouronne murale : quatre ou cinq tours Supports : une ancre de marine Décorations : Légion d'honneur, Croix de guerre 1914-1918. Devise / CriVis mea ferrum (ma force est le fer) |
| Blason de Albert | Détails | On trouve la trace la plus ancienne de ce blason sur un sceau de 1277, conservé dans les archives de la Chambre des Comptes de Lille,. Adopté en 1876.                                                                                             |

| Blason de Allenay | Blason  | Parti : au 1er d'or à un aulne têtard arraché de sinople, au 2e de gueules à l'écusson du champ bordé d'argent. Ornements extérieursCouronne murale : trois tours                                     |
| Blason de Allenay | Détails | Le premier parti renvoie au toponyme de la commune et le deuxième parti reprend le blason de la famille de Vaudricourt, seigneurs du lieu de 1529 à la Révolution. Adopté en 1975. Auteur(s)J. Dulphy |

| Blason de Allery | Blason  | De sable à trois flanchis d'or accolés, posés et rangés en bande. |
| Blason de Allery | Détails | La commune s'est inspirée du blason de la famille du Hamel (d'argent à la bande de sable chargée de trois flanchis d'or posés dans le sens de la bande), seigneurs du lieu. Elle a cependant changé les émaux. Utilisé par la commune, le statut officiel reste à déterminer. |

| Blason de Amiens | Blason  | De gueules à un lierre d'argent, au chef d'azur semé de fleurs de lis d'or. Ornements extérieursCouronne murale : cinq tours Supports : deux licornes cabrées Soutiens : feuilles d'acanthe et le ruban sur lequel est inscrit la devise Décorations : Légion d'honneur, Croix de guerre 1914-1918, Croix de guerre 1939-1945. Devise / CriLiliis tenaci vimine jungor (un lien puissant m'unit au lis) |
| Blason de Amiens | Détails | Le blason d'Amiens est connu depuis la fin du XIIIe siècle. Auparavant de gueules plein, au chef d'azur semé de trois fleurs de lis d'or, au XVe siècle, le lierre est ajouté,. Utilisé depuis 1626, le statut officiel reste à déterminer. |

| Blason de Andainville | Blason  | Parti d'azur et de gueules à une gerbe de blé d'or brochante.      |
| Blason de Andainville | Détails | Pas d'explication connue. Statut officiel confirmé par la commune. |

| Blason de Argœuves | Blason  | D'argent à une hure de sanglier de sable, allumée et défendue du champ, accompagnée de trois croissants de gueules.       |
| Blason de Argœuves | Détails | Est attribué à la commune le blason de la famille de Gorguette, seigneurs du lieu. Le statut officiel reste à déterminer. |

| Blason de Argoules | Blason  | Palé d'or et de gueules de huit pièces. |
| Blason de Argoules | Détails | La commune a repris le blason de la famille de Bensérade, seigneurs du lieu, et y a ajouté deux pièces. Utilisé par la commune, le statut officiel reste à déterminer. |

| Blason de Arguel | Blason  | D'azur à un cerf courant d'or, accompagné en chef à senestre d'un soleil du même et en pointe d'un croissant versé éclairé par le soleil. |
| Blason de Arguel | Détails | Éclairé par le soleil est difficile à interpréter, il est alors ici représenté d'or, en attente de précision.}} Ce blason provient d'un sceau du village datant de 1230, lieu qui était érigé en commune. Blasonnement fautif ou ambigu : Le croissant ne comporte pas d'indication de couleur.. Utilisé par la commune, le statut officiel reste à déterminer. |

| Blason de Armancourt | Blason  | Écartelé : au 1er d'azur à trois fleurs de lys d'or, au 2e de sinople à une gerbe d'or, au 3e d'argent à une épée basse d'azur posée en bande, au 4e de gueules à un grêlier d'argent, l’embouchure à dextre, posé en barre et enfermant le nombre « 42 » du même. Ornements extérieursDécorations : Croix de guerre 1914-1918, Croix de guerre 1939-1945. |
| Blason de Armancourt | Détails | Pas d'explication connue. Adopté en juin 2021. Auteur(s)J.-F. Binon |

| Blason de Arrest | Blason  | D'argent au lion de gueules. |
| Blason de Arrest | Détails | Est attribué à la commune le blason de la famille d'Arrest, originaires du lieu mais qui n'ont jamais été seigneurs de celui-ci. Utilisé, le statut officiel reste à déterminer. |

| Blason de Assevillers | Blason  | De gueules à trois besants d'argent. Ornements extérieursDécorations : Croix de guerre 1914-1918. Devise / CriJe seray tant que je vivray                            |
| Blason de Assevillers | Détails | La commune reprend le blason de Philippe d'Amerval, seigneur du lieu en 1697, et a inversé les émaux. Utilisé par la commune, le statut officiel reste à déterminer. |

| Blason de Athies | Blason  | D'argent à trois fasces de sable, à la barre de gueules brochant sur le tout. Ornements extérieursDécorations : Croix de guerre 1914-1918.                                |
| Blason de Athies | Détails | La commune a repris le blason de la famille d'Athies, originaire du lieu, mais a changé la bande en barre. Utilisé par la commune, le statut officiel reste à déterminer. |

| Blason de Aubigny | Blason  | D'or à trois lionceaux couronnés de gueules ; au comble ondé d'azur. Ornements extérieursDécorations : Croix de guerre 1914-1918, Croix de guerre 1939-1945.         |
| Blason de Aubigny | Détails | Le blason reprend celui de Gautier d'Aubigny, et le lambel a été changé par un comble ondé pour rappeler la Somme. Adopté en juin 2012. Auteur(s)J. Dulphy, D. Juric |

| Blason de Ault | Blason  | Écartelé : au 1er d'azur à la croix ancrée d'or, cantonnée de quatre croissants d'argent, au 2e cinq points d'azur équipolés à quatre d'argent, au 3e d'or aux trois chevrons de gueules, au 4e d'argent à la croix de gueules. Ornements extérieursDécorations : Croix de guerre 1939-1945. |
| Blason de Ault | Détails | La commune a repris le blason de la famille d'Ault, seigneurs du lieu en 1369,. Utilisé par la commune, le statut officiel reste à déterminer. |

| Blason de Autheux | Blason  | D'argent aux deux bandes de sable. |
| Blason de Autheux | Détails | La commune reprend le blason moderne de la famille d'Autheux, seigneurs du lieu. Utilisé par la commune, le statut officiel reste à déterminer. |

| Blason de Authieule | Blason  | D'argent au chevron de gueules chargé de trois roses d'or. Ornements extérieursCouronne murale : trois tours |
| Blason de Authieule | Détails | La commune reprend le blason de Jean d'Authieule/Jean de la Rosière, seigneur du lieu. Cependant, un chevron de gueules a été ajouté, et les roses sont passées de gueules en or. Utilisé par la commune, le statut officiel reste à déterminer. |

| Blason de Authuille | Blason  | D'or à trois maillets de gueules. Ornements extérieursDécorations : Croix de guerre 1914-1918.                           |
| Blason de Authuille | Détails | Est attribué à la commune le blason de la famille d'Authuille, seigneurs du lieu. Le statut officiel reste à déterminer. |

| Blason de Avelesges | Blason  | Parti : au 1er de sinople à une gerbe d'or liée de gueules, au 2e d'azur à une rose des jardins d'or ; au chef d'argent chargé de trois merlettes de gueules. |
| Blason de Avelesges | Détails | La couleur verte et le blé évoque le côté agricole du village. La rose est l'attribut de Notre Dame qui est la sainte patronne de la paroisse et les merlettes sont reprises du blason de la famille Picquet d'Avelesges. Adopté en décembre 2021. Auteur(s)J.-F. Binon |

Pas d'information pour les communes suivantes : Ablaincourt-Pressoir, Agenville, Agenvillers, Aizecourt-le-Bas, Allaines, Allonville, Andechy, Arquèves, Arry (Somme), Arvillers, Assainvillers, Aubercourt, Aubvillers, Auchonvillers, Aumâtre, Aumont, Authie, Aveluy, Avesnes-Chaussoy, Ayencourt
- Haut – A
- B
- C
- D
- E
- F
- G
- H
- I
- J
- K
- L
- M
- N
- O
- P
- Q
- R
- S
- T
- U
- V
- W
- X
- Y
- Z

### B
| Blason de Bacouel-sur-Selle | Blason  | De gueules semé de croisettes recroisetées d'argent, aux deux bars adossés du même brochant sur le tout.                                                                                             |
| Blason de Bacouel-sur-Selle | Détails | Le blason de la famille de Bacouel en Ponthieu, aux couleurs non définies, est attribué à la commune, qui les choisit (argent sur gueules) pour son adoption. Le statut officiel reste à déterminer. |

| Blason de Bailleul | Blason  | D'hermine à l'écusson de gueules. Ornements extérieursDécorations : Croix de guerre 1939-1945.                                               |
| Blason de Bailleul | Détails | La commune a repris le blason de la famille de Bailleul, originaires du lieu. Utilisé par la commune, le statut officiel reste à déterminer. |

| Blason de Baizieux | Blason  | Tiercé en pairle renversé : au 1er d'azur à une tête de cheval coupée d'argent, au 2e d'argent à l'aigle au vol abaissé de gueules, au 3e de sinople à une gerbe d'or. Ornements extérieursDécorations : Croix de guerre 1914-1918. |
| Blason de Baizieux | Détails | Le cheval représente saint Martin, saint-patron de l'église locale, l'aigle évoque la famille de Rune, anciens seigneurs de Baizieux et qui portait pour armes : d'argent, au sautoir d'azur, cantonné de 4 aiglettes au vol abaissé de gueules et le 3e l'activité agricole, sur fond vert représentant le bois Robert. Adopté en 2015. Auteur(s)J.-F. Binon |

| Blason de Bazentin | Blason  | D'azur semé de fleurs de lis d'argent. Ornements extérieursDécorations : Croix de guerre 1914-1918.                                                                 |
| Blason de Bazentin | Détails | Est attribué à la commune le blason de Huart de Bazentin, seigneur du lieu à la fin du XIIIe siècle. Utilisé par la commune, le statut officiel reste à déterminer. |

| Blason de Béalcourt | Blason  | Écartelé : aux 1er et 4e de sable à six billettes d'or posées en orle, trois en chef senestre et trois en pointe dextre, aux 2e et 3e d'azur à deux bandes d'or ; à la croix en filet de gueules brochant sur la partition ; à la cotice d'or brochant sur le tout. |
| Blason de Béalcourt | Détails | La commune a repris pour blason celui que tient un ange sur un culot de pierre du XVe siècle situé au-dessus de la porte de l'église. L'écartelé 1 et 4 serait le blason de la famille de Saveuse (de gueules à la bande d'or accompagnée de six billettes du même) et aux 2 et 3 celui de la famille de Beauvoir (d'argent à deux bandes de gueules). Ce blason réunit les deux blasons du couple composé de Jannet de Saveuse et d'Antoinette de Beauvoir qui étaient les parents de Ferry de Saveuse, seigneur de Béalcourt. La commune a repris ce blason, a ajouté un filet en croix sur la partition et a choisi des émaux fantaisistes. Utilisé par la commune, le statut officiel reste à déterminer. |

| Blason de Beaucamps-le-Vieux | Blason  | D'argent à la bande de sable grillagé d'or.                                                                                                 |
| Blason de Beaucamps-le-Vieux | Détails | La commune a repris le blason de la famille de Beaucamps, seigneurs du lieu. Utilisé par la commune, le statut officiel reste à déterminer. |

| Blason de Beauchamps | Blason  | Fascé d'hermine et de sinople. |
| Blason de Beauchamps | Détails | La commune a repris le blason de la famille de Beauchamps, seigneurs du lieu jusqu'au XVe siècle. Utilisé par la commune, le statut officiel reste à déterminer. |

| Blason de Beaucourt-sur-l'Hallue | Blason  | Tiercé en pairle renversé : au 1er d'or à un frêne de sinople, au 2e de gueules à trois fers à cheval d'argent, au 3e d'azur à la fasce ondée d'argent et à la gerbe d'or liée de gueules brochante. |
| Blason de Beaucourt-sur-l'Hallue | Détails | Pas d'explication connue. Adopté en 2019. Auteur(s)J.-F. Binon |

| Blason de Beaumetz | Blason  | Parti : au 1er d'or à trois bandes d'azur et à trois roses de gueules brochant sur le tout, au 2e de sinople à un bouquet de trois épis de blé tigés, feuillés et liés d'or, accompagnés de trois besants d'argent. |
| Blason de Beaumetz | Détails | Les bandes d'azur viennent du blason du comté de Ponthieu, les roses sont reprises du blason de la famille Le Fournier de Ribeaucourt, le blé et le champ de sinople symbolisent l'agriculture et les besants sont les attributs de saint Nicolas, saint-patron de l'église. Adopté le 19 mars 2019. Auteur(s)J.-F. Binon |

| Blason de Beaumont-Hamel | Blason  | D'azur au lion d'or. Ornements extérieursDécorations : Croix de guerre 1914-1918. |
| Blason de Beaumont-Hamel | Détails | La commune semblerait avoir repris le blason de la famille de Beaumont, mais qui n'ont jamais été seigneurs, ni originaire du lieu : la famille vient de Beaumont-sur-Oise. Utilisé par la commune, le statut officiel reste à déterminer. |

| Blason de Beauquesne | Blason  | Parti : au 1er d'or à un chêne de sinople, au 2e mi-parti d'azur à une fleur de lis d'or. Ornements extérieursDécorations : Croix de guerre 1914-1918. |
| Blason de Beauquesne | Détails | La fleur de lis rappelle l'existence de la prévôté royale de Beauquesne de la fin du XIIe siècle au XVIIIe siècle. Ce blason est représenté au centre d'un vitrail du début du XXe siècle au-dessus de la porte latérale nord de la nef de l'église de Beauquesne. Le chêne fait référence au toponyme de la commune,. Armes parlantes en Picard (Quesne = chêne). Utilisé, le statut officiel reste à déterminer. |

| Blason de Beauval | Blason  | D'azur à trois gerbes d'avoine d'or. Ornements extérieursCouronne murale : trois tours Décorations : Croix de guerre 1939-1945.                                           |
| Blason de Beauval | Détails | La commune a repris le blason de Robert Campdavène, seigneur de Beauval, qui figure sur un sceau de 1262,. Utilisé par la commune, le statut officiel reste à déterminer. |

| Blason de Béhen | Blason  | D'argent au sautoir de gueules, cantonné de quatre hures de sanglier de sable. Ornements extérieursDécorations : Croix de guerre 1939-1945. |
| Blason de Béhen | Détails | Est attribué à la commune le blason de la famille Carue, seigneurs du lieu. Utilisé par la commune, le statut officiel reste à déterminer.  |

| Blason de Bellancourt | Blason  | D'or à un cheval passant de gueules ; au chef d'azur chargé d'un poisson d'argent. Ornements extérieursCouronne murale : trois tours |
| Blason de Bellancourt | Détails | Au XIe siècle, à Monflières, hameau près de Bellancourt, un berger qui gardait son troupeau découvrait une statue de la Vierge. Deux villages ont voulu posséder la statue: Vauchelles et Bellancourt. La statue est placée sur un char attelé de quatre chevaux de Vauchelles, et de l'autre du seul cheval que possédait Bellancourt. C'est vers Bellancourt que se déplaça le char, Bellancourt devint donc le gardien de la statue. Le cheval a donc été retenu pour figurer sur le blason. De plus, le cheval est plusieurs fois présent dans l'histoire du village: l'église est sous le vocable de saint Martin (le cavalier) et jusqu'au XIXe siècle un relais de poste à chevaux existait à la sortie du village. Le poisson est repris du blason des abbesses de Berteaucourt (d'azur à trois poissons d'argent posés en fasce l'un sur l'autre) seigneurs du lieu. Adopté en juin 2006. Auteur(s)J. Dulphy |

| Blason de Belloy-Saint-Léonard | Blason  | D'argent aux trois fasces de gueules.                                                                                  |
| Blason de Belloy-Saint-Léonard | Détails | Est attribué à la commune le blason de la famille de Belloy, seigneurs du lieu. Le statut officiel reste à déterminer. |

| Blason de Bernâtre | Blason  | D'or à la croix de sable chargée de cinq coquilles d'argent.                                                                     |
| Blason de Bernâtre | Détails | La commune a repris le blason de la famille de Raineval-Bernâtre. Utilisé par la commune, le statut officiel reste à déterminer. |

| Blason de Bernaville | Blason  | D'azur à trois coquillages d'argent ; au chef d'azur chargé de trois bandes d'or et à la bordure de gueules. Ornements extérieursCouronne murale : trois tours Décorations : Croix de guerre 1939-1945. |
| Blason de Bernaville | Détails | Les coquillages rappellent l'industrie du nacre durant le XIXe siècle, le chef est une référence au Ponthieu dont fait partie le bourg. Adopté le 7 juillet 1970.                                       |

| Blason de Bernes | Blason  | D'azur à une tête de lion d'or, arrachée de gueules. Ornements extérieursCouronne murale : trois tours Soutiens : deux branches de chêne Décorations : Croix de guerre 1914-1918. |
| Blason de Bernes | Détails | L'origine de ce blason est inconnue : il n'a jamais appartenu à une famille originaire ou seigneur du lieu. Utilisé par la commune, le statut officiel reste à déterminer.        |

| Blason de Bertangles | Blason  | De gueules à cinq tourelles d'or posées en orle.                                                                           |
| Blason de Bertangles | Détails | Est attribué à la commune le blason de la famille de Bertangles, seigneurs du lieu. Le statut officiel reste à déterminer. |

| Blason de Berteaucourt-les-Dames | Blason  | D'azur à trois poissons d'argent posés en fasce l'un au-dessus de l'autre. Ornements extérieursCouronne murale : trois tours Décorations : Croix de guerre 1939-1945. |
| Blason de Berteaucourt-les-Dames | Détails | La commune s'est inspiré du blason de abbaye Notre-Dame de Berteaucourt-les-Dames (d'azur à trois poissons d'argent fascé l'un au dessus de l'autre, d'un pal de gueules brochant sur le tout, chargé d'une crosse d'abbesse d'argent), dont la commune n'a gardé que les poissons sur l'azur. Utilisé par la commune, le statut officiel reste à déterminer. |

| Blason de Berteaucourt-lès-Thennes | Blason  | D'argent à deux bars adossés de sable accompagnés de sept croisettes recroisetées de gueules. Ornements extérieursDécorations : Croix de guerre 1914-1918. |
| Blason de Berteaucourt-lès-Thennes | Détails | La commune a repris le blason de la famille de Berteaucourt, seigneurs du lieu. Utilisé par la commune, le statut officiel reste à déterminer.             |

| Blason de Bertrancourt | Blason  | D'argent au lion de sable armé et lampassé d'azur. Ornements extérieursDécorations : Croix de guerre 1914-1918.              |
| Blason de Bertrancourt | Détails | Est attribué à la commune le blason de la famille de Bertrancourt, seigneurs du lieu. Le statut officiel reste à déterminer. |

| Blason de Béthencourt-sur-Mer | Blason  | D'argent au lion de sable, armé et lampassé de gueules, soutenu d'un coupeau de sinople |
| Blason de Béthencourt-sur-Mer | Détails | La coupeau représente la motte féodale, toujours existante. Le lion, lui, est repris du blason de Jean de Béthencourt, non pas issu de Béthencourt-sur-Mer, mais du hameau de Béthencourt de la commune de Sigy-en-Bray, en Normandie. Adopté le 22 juillet 2016. |

| Blason de Béthencourt-sur-Somme | Blason  | D'or à douze merlettes de gueules posées en orle, accompagnées d'un lambel d'azur. Ornements extérieursDécorations : Croix de guerre 1914-1918, Croix de guerre 1939-1945. |
| Blason de Béthencourt-sur-Somme | Détails | Est attribué à la commune le blason ancien de la famille de Béthencourt, seigneurs du lieu. Le statut officiel reste à déterminer.                                         |

| Blason de Bettencourt-Rivière | Blason  | D'argent au chevron de gueules soutenu d'une épée haute du même ; au chef-retrait de sinople plain. Ornements extérieursDécorations : Croix de guerre 1939-1945.             |
| Blason de Bettencourt-Rivière | Détails | Le blason reprend celui de la famille de Damiette, seigneurs du lieu, auquel est ajouté un comble de sinople. Utilisé par la commune, le statut officiel reste à déterminer. |

| Blason de Beuvraignes | Blason  | D'azur au chevron brisé d'argent accompagné en chef de deux épis de seigle, tigés et feuillés d'or et en pointe d'une tête de bélier arrachée d'argent et accornée d'or ; au chef d'argent chargé de trois roses de gueules. Ornements extérieursDécorations : Croix de guerre 1914-1918.                                                |
| Blason de Beuvraignes | Détails | La blason reprend les épis du blason de la famille de Seiglières, seigneurs du lieu. Il reprend aussi le chevron brisé, les trois roses en chef (dont les couleurs ont été inversées) et le bélier dont elle n'a conservé que la tête, du blason des Leurye du Proy, également seigneurs du lieu. Adopté en mai 2012. Auteur(s)J. Dulphy |

| Blason de Biaches | Blason  | D'or à une molette d'azur ; au chef de sinople plain. Ornements extérieursCouronne murale : trois tours Décorations : Croix de guerre 1914-1918. |
| Blason de Biaches | Détails | Le blason de la commune est inspiré de celui de l'abbaye Notre-Dame de Biaches (d'or à un chef de sinople, chargé d'une molette d'argent). La commune l'a repris mais blasonné tel qu'il est dessiné dans l'Armorial de la Somme (1972). Utilisé par la commune, le statut officiel reste à déterminer. |

| Blason de Biencourt | Blason  | De sable au lion d'argent, lampassé de gueules, couronné d'or.                                                            |
| Blason de Biencourt | Détails | Est attribué à la commune le blason de la famille de Biencourt, seigneurs du lieu. Le statut officiel reste à déterminer. |

| Blason de Blangy-Tronville | Blason  | D'azur à la fasce d'or chargée de trois merlettes de sable, accompagnée de trois croissants d'or. Ornements extérieursCouronne murale : trois tours Décorations : Croix de guerre 1939-1945. |
| Blason de Blangy-Tronville | Détails | La commune a repris le blason de Charles de Louvencourt, seigneur de Blangy. Adopté le 23 avril 1971.                                                                                        |

| Blason de Boisle (Le) | Blason  | De gueules à un saule têtard écourté d'argent ; au chef échiqueté d'argent et d'azur. |
| Blason de Boisle (Le) | Détails | Le blason s'inspire du blason de la famille d'Ailly, seigneurs du lieu. Les branches d'alisier sont remplacés par un saule, qui symbolise le marais, la culture de l'osier et la vannerie qui ont fait du ville un des principaux centres de Picardie pour cette activité. Adopté le 30 juin 2017. Auteur(s)J. Dulphy |

| Blason de Boismont | Blason  | D'argent à un oiseau essorant de sinople. |
| Blason de Boismont | Détails | La commune s'est inspiré du blason de la famille Briet de Rainvillers (d'argent au sautoir de sable accompagné de huit oiseaux (ou perroquets) de sinople), seigneurs du lieu : elle a repris le fond d'argent et un oiseau (qui n'est pas un perroquet) de sinople. Utilisé par la commune, le statut officiel reste à déterminer. |

| Blason de Bouchavesnes-Bergen | Blason  | De gueules à la croix engrêlée d'or. Ornements extérieursDécorations : Croix de guerre 1914-1918.                                                        |
| Blason de Bouchavesnes-Bergen | Détails | Est attribué à la commune le blason de la famille de Bouchavesnes, seigneurs du lieu, et les émaux sont inversés. Le statut officiel reste à déterminer. |

| Blason de Bouchon | Blason  | Écartelé : aux 1er et 4e d'argent à deux bandes de gueules, aux 2e et 3e d'hermine à une fleur de lis au pied nourri de gueules ; sur le tout, d'argent au lion de sable à la queue fourchée passée en sautoir. Ornements extérieursCouronne murale : trois tours Devise / CriJe seray tant que je vivray. |
| Blason de Bouchon | Détails | Ce blason réunit les blasons de trois familles qui ont été seigneurs du lieu : les De Beauvoir (d'argent à deux bandes de gueules), les Quiéret (d'hermine à trois fleurs de lis au pied nourri de gueules) et les De Bournouville (d'argent au lion à la queue fourchée passée en sautoir de sable), néanmoins le lion représenté dans l'église du lieu est représenté de sable sur champ d'argent. Les blasons des Quiéret et des De Bournouville ont été simplifiés. Adopté le 21 juin 2013. Auteur(s)J. Fouré, J. Dulphy, D. Juric |

| Blason de Boufflers | Blason  | D'argent à trois molettes de gueules, accompagnées de neuf croisettes recroisetées du même, trois en chef, trois en fasce et trois en pointe ordonnées 2 et 1. |
| Blason de Boufflers | Détails | La commune a repris le blason de la famille De Boufflers, originaire du lieu. Utilisé par la commune, non entériné par le conseil municipal.                   |

| Blason de Bougainville | Blason  | De sinople à trois fleurs à six pétales d'argent mal ordonnées ; à la terrasse crénelée d'argent et maçonnée de sable. Ornements extérieursSupports : une brebis contournée                        |
| Blason de Bougainville | Détails | Le blason est inspiré de celui de la famille de Bougainville, seigneurs du lieu : la commune a repris les fleurs que l'on retrouve sur un sceau de cette famille du XIIIe siècle,. Adopté en 1990. |

| Blason de Bourseville | Blason  | Parti : au 1er d'azur à une branche de chêne d'argent feuillée de deux pièces et englantée d'une, au 2e de gueules à une clé contournée et renversée et à une navette, toutes deux d'or et passées en sautoir. Ornements extérieursCouronne murale : trois tours Soutiens : deux branches de chêne Devise / CriFort conme [sic] Borséville |
| Blason de Bourseville | Détails | La branche de chêne est repris du blason de Claude Ledoux, dernier seigneur du lieu. La clef et la navette évoque deux activités très répandues dans le Vimeu, et notamment à Bourseville du XVIIe au XIXe siècle : la fabrique de serrures et le tissage à domicile. Adopté en 1976. Auteur(s)J. Dulphy                                   |

| Blason de Bouttencourt | Blason  | Parti d'or et d'azur, à la croix ancrée de gueules brochante. Ornements extérieursCouronne murale : trois tours                         |
| Blason de Bouttencourt | Détails | La commune a repris le blason de la famille de Caïeu, seigneurs du lieu. Utilisé par la commune, le statut officiel reste à déterminer. |

| Blason de Bouvaincourt-sur-Bresle | Blason  | D'argent au chevron de gueules, accompagné en chef à dextre de trois tourteaux du même et à senestre de trois billettes de sable, en pointe de trois billettes du même. Ornements extérieursCouronne murale : trois tours Supports : deux lévriers Terrasse : pelouse |
| Blason de Bouvaincourt-sur-Bresle | Détails | La commune a repris le blason de la famille de Friaucourt, seigneurs du lieu. Utilisé par la commune, le statut officiel reste à déterminer. |

| Blason de Bouvincourt-en-Vermandois | Blason  | De sinople aux trois fasces d'argent. Ornements extérieursDécorations : Croix de guerre 1914-1918, Croix de guerre 1939-1945.                                                     |
| Blason de Bouvincourt-en-Vermandois | Détails | Est attribué à la commune le blason de la famille de Bouvincourt, seigneurs du lieu, et des émaux ont été ajoutés. Utilisé par la commune, le statut officiel reste à déterminer. |

| Blason de Boves | Blason  | De gueules à la bande d'or côtoyée de deux filets du même.. Ornements extérieursCouronne murale : trois tours Décorations : Croix de guerre 1914-1918.                                               |
| Blason de Boves | Détails | La commune a repris le blason de Robert de Boves, seigneur du lieu au XIIIe siècle. Le blason est visible sur la façade de la mairie. Utilisé par la commune, le statut officiel reste à déterminer. |

| Blason de Brailly-Cornehotte | Blason  | De gueules à une licorne saillante, ailée d'argent, accornée et onglée d'or, accompagnée en pointe d'un écusson d'argent à la croix pattée et alésée de gueules. Ornements extérieursCouronne murale : trois tours                                                                                                |
| Blason de Brailly-Cornehotte | Détails | La licorne ailée, mais la tête contournée, était utilisée comme logo par la commune. L'écusson en pointe rappelle la présence au Moyen-Âge, au hameau du Grand Bellinval, d'une commanderie templière. Armes allusives (licorne saillante = corne haute !). Adopté le 14 avril 2011. Auteur(s)J. Dulphy, D. Juric |

| Blason de Bray-lès-Mareuil | Blason  | De sinople à un héron d'argent, becqué et membré d'or, accosté de deux coquilles d'or ; au chef d'argent chargé de trois fleurs de lis au pied nourri de gueules. Ornements extérieursDécorations : Croix de guerre 1939-1945. |
| Blason de Bray-lès-Mareuil | Détails | Les fleurs de lis proviennent du blason de la famille Carpentin, seigneurs du lieu. Les coquilles étaient censées symboliser la famille de Marcillac, également seigneurs du lieu auraient mal interprété les "marcs", meubles héraldiques rarissimes représentant des pots à anse souvent mal représentés. Le héron symbolise les marais du val de Somme. Adopté le 2 juin 2006. Auteur(s)J. Dulphy |

| Blason de Bray-sur-Somme | Blason  | De gueules à la fasce cousue d'azur chargée de trois fleurs de lys d'or. Ornements extérieursCouronne murale : trois tours Décorations : Croix de guerre 1914-1918. |
| Blason de Bray-sur-Somme | Détails | Les fleurs de lis sont ajoutées par le roi Philippe Auguste en 1210 lorsque le bourg est rattaché à la couronne de France,. * Ces armes emploient le terme « cousu » dans le seul but de contrevenir à la règle de contrariété des couleurs : elles sont fautives (azur sur gueules). Utilisé par la commune, le statut officiel reste à déterminer. |

| Blason de Breilly | Blason  | D'azur à une colline d'or mouvant du flanc senestre, à un moulin à vent d'argent, maçonné de sable, ouvert, essoré et ailé de gueules, brochant à senestre, accompagné d'un canard d'argent couché au milieu de brins d'herbe de sinople. Ornements extérieursDécorations : Croix de guerre 1939-1945. |
| Blason de Breilly | Détails | Le blason représente "les deux visages du village" : la vallée de la Somme (eau, canard) et le coteau (colline, moulin à vent). Utilisé par la commune, le statut officiel reste à déterminer. |

| Blason de Bresle | Blason  | D'azur aux trois gerbes d'or. Ornements extérieursDécorations : Croix de guerre 1939-1945.                             |
| Blason de Bresle | Détails | Est attribué à la commune le blason de la famille de Bresle, seigneurs du lieu. Le statut officiel reste à déterminer. |

| Blason de Brévillers | Blason  | De gueules au chevron d'or, accompagné de trois croissants d'argent. |
| Blason de Brévillers | Détails | Pas d'explication connue. Le statut officiel reste à déterminer.     |

| Blason de Brie | Blason  | D'azur au chevron d'or accompagné en chef de deux demi-vols adossés d'argent, et en pointe de l'église du lieu d'or mouvant de la pointe. Ornements extérieursDécorations : Croix de guerre 1914-1918.                                                                |
| Blason de Brie | Détails | La commune a repris le blason de la famille Eudel, seigneurs du lieu. En 2022, elle a modifié son blason pour ajouter l'église du village, et a choisi l'or pour rappeler le drapeau ukrainien (contexte de la guerre en Ukraine). Adopté en 2022. Auteur(s)J. Dulphy |
| Blason de Brie | Alias   | D'azur au chevron d'or accompagné de trois demi-vols d'argent, ceux du chef adossés. Ancien blason, adopté en 2012. |

| Blason de Briquemesnil-Floxicourt | Blason  | Écartelé : au 1er d'hermine à deux annelets d'azur rangés en fasce et entrelacés, au 2e de sinople au lion d'argent armé et lampassé de gueules, au 3e de sinople à une gerbe de blé d'or liée de gueules, au 4e d'argent à saint Martin à cheval au naturel. Ornements extérieursDécorations : Croix de guerre 1939-1945. |
| Blason de Briquemesnil-Floxicourt | Détails | Les deux anneaux représentent la fusion de Briquemesnil et de Floxicourt en 1925. Saint Martin sur son cheval rappelle qu'il est le saint patron de la paroisse, la gerbe de blé évoque le caractère rural du village. Le lion d'argent rappelle le blason du seigneur Jean Le Normand de Briquemesnil. Le fond blanc parsemé de fourrure d'hermine noire est repris du blason de Leroy de Valanglart, autre seigneur de Briquemesnil. Adopté en décembre 2020. Auteur(s)J.-F. Binon |

| Blason de Brocourt | Blason  | D'or au lion contourné de gueules. |
| Blason de Brocourt | Détails | Est attribué à la commune le blason de la famille de Brocourt, seigneurs du lieu. Utilisé par la commune, le statut officiel reste à déterminer. |

| Blason de Brouchy | Blason  | De gueules à deux chevrons d'argent accompagnés de trois trèfles d'or. Ornements extérieursCouronne murale : trois tours Décorations : Croix de guerre 1914-1918, Croix de guerre 1939-1945. |
| Blason de Brouchy | Détails | La commune a repris le blason de la famille Langlois, seigneurs du lieu. Utilisé par la commune, le statut officiel reste à déterminer.                                                      |

| Blason de Brucamps | Blason  | De sinople au lion d'or, armé et lampassé de gueules. |
| Blason de Brucamps | Détails | La provenance exacte de ce blason n'est pas connue, cependant, il semblerait qu'il provienne d'une de ces trois familles : la famille de Moreuil, seigneurs du lieu et (un lion naissant d'argent, sur champ fleurdelysé) dont son blason gravé sur une plaque de métal verdie aurait pu influencer le sinople ; la famille Bos de Fiennes (d'argent au lion de sable armé et lampassé de gueules), seigneurs du lieu, et la famille de Brucamps (de sinople au lion d'or armé et lampassé de gueules), originaire mais non seigneurs du lieu. Adopté en 1992. |

| Blason de Brutelles | Blason  | Parti : au 1er coupé au I de gueules à un lion d'argent, armé, lampassé et couronné d'or, au II d'or à une rose de gueules boutonnée du champ ; au 2e de sinople à un héron d'argent, le bec et l'aigrette de sable. |
| Blason de Brutelles | Détails | Pas d'explication connue. Statut officiel confirmé par la commune. Auteur(s)J.-F. Binon |

| Blason de Buigny-l'Abbé | Blason  | D'azur à un arbre d'or accompagné de quatre fleurs de lis du même. Ornements extérieursCouronne murale : trois tours |
| Blason de Buigny-l'Abbé | Détails | L'arbre symbolise à la fois l'origine du nom (le petit bois) et rappelle un orme qui était la fierté du village et qui est mort au début des années 1970. Le champ d'azur et les lys sont un rappel des armes de Saint-Riquier (d'azur semé de fleur de lys d'or), dont les abbés furent de tous temps féodaux les seigneurs du lieu. Adopté en juillet 1992. Auteur(s)J. Dulphy |

| Blason de Buigny-Saint-Maclou | Blason  | D'or à la bande de gueules, chargée de trois lionceaux d'argent, accompagnée de deux buis de sinople                  |
| Blason de Buigny-Saint-Maclou | Détails | La commune a relevé les armes de la famille de Buigny. Utilisé par la commune, le statut officiel reste à déterminer. |

| Blason de Buire-sur-l'Ancre | Blason  | Tiercé en pairle renversé : au 1er de gueules à une volute de crosse d'or, au 2e d'or à trois coquelicots au naturel, au 3e d'azur à deux burelles ondées d'argent et à une fleur de lis d'or brochant sur celles-ci. Ornements extérieursDécorations : Croix de guerre 1914-1918.                                                  |
| Blason de Buire-sur-l'Ancre | Détails | Les burelles ondées évoquent l'Ancre qui arrose la commune, la volute de crosse est l'attribut de saint Hilaire, la fleur de lys rappelle le blason de la Picardie et les coquelicots rappellent la Première Guerre Mondiale et/ou la Communauté de communes du Pays du Coquelicot. Adopté le 29 juillet 2015. Auteur(s)J.-F. Binon |

| Blason de Bus-la-Mésière | Blason  | D'or à deux lions de gueules, lampassés d'azur, adossés et passés en sautoir, les queues passées en double sautoir, tenant chacun entre leurs pattes antérieures une clé d'azur. Ornements extérieursDécorations : Croix de guerre 1914-1918, Croix de guerre 1939-1945.                                 |
| Blason de Bus-la-Mésière | Détails | Le blason de la commune associe les deux lions adossés et entrelacés des Desfossés, derniers seigneurs du lieu, ainsi que les deux clefs de saint Pierre qui syrnbolisent I'abbaye Saint-Pierre de Corbie duquel Bus appartenait. Adopté le 12 février 2024. Auteur(s)J. Dulphy, R. Godbert, A. Voronzov |

| Blason de Bus-lès-Artois | Blason  | Tiercé en pairle renversé : au 1er de gueules à deux clés d'or passées en sautoir, au 2e d'argent au chêne au naturel, au 3e d'azur à une fleur de lys d'or. |
| Blason de Bus-lès-Artois | Détails | Le chêne symbolise un ancien bois, qui aurait donné le nom de "Bus". La fleur de lys est extraite du blason de la famille Pelet et peut également faire référence aux blasons de la Somme et de la Picardie. Les deux clés sont celles de saint Pierre, patron de la paroisse. Statut officiel confirmé par la commune. Auteur(s)J.-F. Binon |

| Blason de Bussus-lès-Yaucourt | Blason  | D'or à la bande de sable chargée de trois coquilles d'or posées à plomb accompagnée de deux aigles de sable, becquées et membrées de gueules. |
| Blason de Bussus-lès-Yaucourt | Détails | Ce blason combine ceux de Bussus-Bussuel et Yaucourt-Bussus, les deux villages de cette commune nouvelle. Ainsi, on y trouve deux aigles (sur trois) des chevaliers d'Yaucourt et la bande aux trois coquilles des chevaliers de Bussus. Adopté le 16 septembre 2024. Auteur(s)J. Dulphy |

| Blason de Bussy-lès-Poix | Blason  | D'argent à la croix de gueules dentelée d'azur, chargée de cinq coquilles d'or                                                                |
| Blason de Bussy-lès-Poix | Détails | Est attribué à la commune le blason de la famille de Bussy, seigneurs du lieu. Utilisé par la commune, le statut officiel reste à déterminer. |

Pas d'information pour les communes suivantes : Balâtre, Barleux, Barly, Bavelincourt, Bayencourt, Bayonvillers, Beaucamps-le-Jeune, Beaucourt-en-Santerre, Beaucourt-sur-l'Ancre, Beaufort-en-Santerre, Bécordel-Bécourt, Becquigny, Béhencourt, Belleuse, Belloy-en-Santerre, Belloy-sur-Somme, Bergicourt, Bermesnil, Bernay-en-Ponthieu, Berneuil, Berny-en-Santerre, Bettembos, Bettencourt-Saint-Ouen, Biarre, Billancourt, Blangy-sous-Poix, Boisbergues, Bonnay, Bonneville, Bosquel, Bouchoir, Bouillancourt-en-Séry, Bouillancourt-la-Bataille, Bouquemaison, Bourdon, Boussicourt, Bouzincourt, Bovelles, Braches, Brassy, Breuil, Buigny-lès-Gamaches, Buire-Courcelles, Bussu, Bussy-lès-Daours, Buverchy
- Haut – A
- B
- C
- D
- E
- F
- G
- H
- I
- J
- K
- L
- M
- N
- O
- P
- Q
- R
- S
- T
- U
- V
- W
- X
- Y
- Z

### C
| Blason de Cahon | Blason  | D'azur à la bande d'argent, au lion d'or brochant. |
| Blason de Cahon | Détails | La commune a repris le blason de Jean de Cahon, mais la barre s'est transformé en bande. Utilisé par la commune, le statut officiel reste à déterminer. |

| Blason de Caix | Blason  | D'or au chevron d'azur accompagné en pointe d'un lion de gueules; au chef de gueules chargé d'un croissant d'argent accosté de deux étoiles du même. Ornements extérieursDécorations : Croix de guerre 1914-1918 |
| Blason de Caix | Détails | La commune a repris le blason moderne de la famille de Caix, seigneurs du lieu,. Utilisé par la commune, le statut officiel reste à déterminer.                                                                  |

| Blason de Cambron | Blason  | Fascé de gueules et d'or de huit pièces. Ornements extérieursCouronne murale : trois tours Décorations : Croix de guerre 1939-1945. |
| Blason de Cambron | Détails | La commune a repris le blason de la famille de Cambron. Adopté en 1985.                                                             |

| Blason de Camon | Blason  | De gueules au bateau d'hortillon au naturel flottant sur une mer d'azur, brochant sur un soleil non figuré issant d'or et soutenu de deux roses de gueules. Ornements extérieursCouronne murale : trois tours Décorations : Croix de guerre 1939-1945. |
| Blason de Camon | Détails | Ce blason rappelle la culture maraîchère pratiquée dans les hortillonnages accessibles en barque. Les deux roses rappellent la chanson Roses de Picardie. Adopté en 1960.                                                                              |

| Blason de Camps-en-Amiénois | Blason  | D'argent à l'aigle au vol abaissé de sable.                                                                                                |
| Blason de Camps-en-Amiénois | Détails | Est attribué à la commune le blason de la famille de Mannay, seigneurs du village à partir de 1561. le statut officiel reste à déterminer. |

| Blason de Canaples | Blason  | D'or au créquier arraché de sinople. |
| Blason de Canaples | Détails | Est attribué à la commune le blason de la famille Créquy, seigneurs du lieu, mais l'émail du créquier est changé de gueules en sinople. Utilisé, le statut officiel reste à déterminer. |

| Blason de Candas | Blason  | D'azur à une gerbe d'or accompagnée de deux étoiles d'argent en chef et d'un croissant du même en pointe. |
| Blason de Candas | Détails | La commune a repris le blason de la famille du Candas. Adopté en 2012.                                    |

| Blason de Caours | Blason  | Échiqueté d'argent et de sable ; au chef d'or chargé d'un lion léopardé de gueules. |
| Blason de Caours | Détails | La commune a repris le blason de la famille de Caux, originaire du village (Caux est l'autre appellation de Caours jusqu'au XIXe siècle.). Utilisé par la commune, le statut officiel reste à déterminer. |

| Blason de Cappy | Blason  | De gueules au pont crénelé d'argent, maçonné de sable, surmonté de deux tourelles couvertes d'argent, girouettées et maçonnées de sable, défendu par un homme d'armes d'or issant du pont, la hache ensanglantée de gueules sur l'épaule, et soutenu d'une rivière flottée d'azur. Ornements extérieursCouronne murale : trois tours Décorations : Croix de guerre 1914-1918. |
| Blason de Cappy | Détails | La commune a officialisé son blason retrouvé sur un sceau communal datant du XIIIe siècle,. Utilisé depuis 1228, le statut officiel reste à déterminer. |

| Blason de Cardonnette | Blason  | D'argent à une fleur de chardon feuillée de deux pièces de sinople.                                             |
| Blason de Cardonnette | Détails | Le chardon fait référence au toponyme. Armes allusives (chardon→cardon). Le statut officiel reste à déterminer. |

| Blason de Caulières | Blason  | D'argent à la bande de sable accompagnée de six merlettes du même posées en orle.                                        |
| Blason de Caulières | Détails | La commune a repris le blason de la famille de Caulières. Utilisé par la commune, le statut officiel reste à déterminer. |

| Blason de Cayeux-sur-Mer | Blason  | De sinople à trois bandes d'argent ; à la croix ancrée d'or brochant sur le tout. Ornements extérieursCouronne murale : trois tours Soutiens : deux branches de laurier                                             |
| Blason de Cayeux-sur-Mer | Détails | La commune a repris la croix ancrée de la famille de Caïeu et les bandes du comté de Ponthieu (le Vimeu en faisait partie) et en a changé les émaux. Utilisé par la commune, le statut officiel reste à déterminer. |

| Blason de Cerisy | Blason  | De sable aux deux pals dentelés d'or. Ornements extérieursDécorations : Croix de guerre 1914-1918.                    |
| Blason de Cerisy | Détails | La commune a repris le blason de la prévôté de Cerisy. Utilisé par la commune, le statut officiel reste à déterminer. |

| Blason de Cerisy-Buleux | Blason  | D'azur au chef d'or.                                                                                               |
| Blason de Cerisy-Buleux | Détails | La commune a repris le blason de la famille Buleux. Utilisé par la commune, le statut officiel reste à déterminer. |

| Blason de Chaulnes | Blason  | De gueules au château donjonné d'argent, ajouré et maçonné de sable, posé sur une terrasse palée de sinople et de gueules de dix pièces. Ornements extérieursCouronne murale : trois tours Décorations : Croix de guerre 1914-1918, Croix de guerre 1939-1945.                                       |
| Blason de Chaulnes | Détails | La terrasse représente le ruban de la Croix de guerre 1914-1918. Le château représente quant à lui le premier château de la commune, détruit en 1472. Ce blason était en usage avant adoption officielle : figure sculpté sur le socle du monument aux morts érigé en 1924,. Adopté le 3 avril 1970. |

| Blason de Chaussée-Tirancourt (La) | Blason  | D'azur au pélican d'argent sur son aire du même. Ornements extérieursDécorations : Croix de guerre 1939-1945.                                          |
| Blason de Chaussée-Tirancourt (La) | Détails | La commune a repris le blason présent sur un sceau de Warin de La Chaussée, seigneur du village en 1247, dont elle a ajouté des émaux. Adopté en 1976. |

| Blason de Chépy | Blason  | D'or aux trois fasces de gueules. Ornements extérieursTenants : deux hommes sauvages Timbres : couronne ducale, heaume Cimier : panache Devise / CriLibertas omnium in uno commune (La liberté pour tous dans un espace commun.) |
| Blason de Chépy | Détails | La commune a repris le blason de la famille de Grouches, seigneurs du lieu, mais a modifié les fasces vivrées en fasces. Utilisé par la commune, le statut officiel reste à déterminer.                                          |

| Blason de Cléry-sur-Somme | Blason  | D'argent au créquier de sable. Ornements extérieursDécorations : Croix de guerre 1914-1918.                                                                                |
| Blason de Cléry-sur-Somme | Détails | La commune a repris le blason de la famille de Créquy, seigneurs du lieu en 1425, et en a changé les émaux. Utilisé par la commune, le statut officiel reste à déterminer. |

| Blason de Cocquerel | Blason  | D'azur à trois coqs hardis d'argent. Ornements extérieursCouronne murale : trois tours |
| Blason de Cocquerel | Détails | Une famille de Cocquerel, qui n'ont jamais été seigneurs du lieu mais qui y seraient originaires, possédaient le même blason avec un émail différent pour les coqs. Armes parlantes (coqs). Adopté en 1989. |

| Blason de Combles | Blason  | D'argent au chevron de gueules accompagné de trois cœurs de même ; au comble d'azur. Ornements extérieursCouronne murale : trois tours Décorations : Croix de guerre 1914-1918, Croix de guerre 1939-1945. |
| Blason de Combles | Détails | La commune a repris le blason de l'abbaye d'Arrouaise. Elle y a ajouté un comble. Armes parlantes (comble). Utilisé par la commune, le statut officiel reste à déterminer.                                 |
| Blason de Combles | Alias   | D'argent au pal contre-vairé d'or et d'azur. Blason sculpté sur le fronton de la mairie pour "porter" la croix de guerre.                                                                                  |

| Blason de Condé-Folie | Blason  | Divisé en chevron: au 1er d'or à deux panelles de sinople, au 2e de sinople au gardon d'argent ; au chevron de gueules chargé de cinq coquilles d'argent. Ornements extérieursCouronne murale : trois tours Soutiens : deux roseaux Décorations : Croix de guerre 1939-1945.                                                                                        |
| Blason de Condé-Folie | Détails | Le chevron aux coquilles provient du blason de la famille Alliamet de Condé, derniers seigneurs du lieu. Les feuilles de peupliers font référence au toponyme Folie, qui a pour origine latine folium = feuillage. Le gardon évoque le nom jeté de la commune, les péqueux, le marais et la Somme. Adopté le 17 juin 2016. Auteur(s)J. Dulphy, D. Juric, A.Voronzov |

| Blason de Contalmaison | Blason  | Écartelé : au 1er d'azur à une aigle d'or, aux 2e et 3e de gueules à une étoile d'or, au 4e d'azur à deux merlettes d'or rangées en fasce ; sur le tout, d'or à trois chevrons d'azur, au pal du même brochant. Ornements extérieursCouronne murale : trois tours Soutiens : un bouquet de bleuets et un bouquet de coquelicots. Décorations : Croix de guerre 1914-1918. |
| Blason de Contalmaison | Détails | La commune a repris le blason de la famille de Hangre, seigneurs du lieu, et y ajouté en cœur celui de la famille du Peyroux, également seigneurs du lieu. Adopté le 12 février 2021. Auteur(s)J. Dulphy, R.Godbert, D. Juric, A.Voronzov. |

| Blason de Contay | Blason  | Fascé d'argent et de gueules à la bordure d'azur. Ornements extérieursDécorations : Croix de guerre 1939-1945. |
| Blason de Contay | Détails | La commune a repris le blason de la branche picarde de la famille de Contay, de gueules à deux fasces d’or, à la bordure d’azur mais a changé l'or en argent et les fasces en fascé. Utilisé par la commune, le statut officiel reste à déterminer. |

| Blason de Conty | Blason  | D'or au lion de gueules, aux trois bandes alésées de vair brochant sur le tout. Ornements extérieursCouronne murale : trois tours Décorations : Croix de guerre 1939-1945. |
| Blason de Conty | Détails | La commune a repris le blason de la famille de Conty,. Utilisé par la commune, le statut officiel reste à déterminer.                                                      |

| Blason de Corbie | Blason  | D'or à deux clefs de gueules passées en sautoir ; au chef d'azur chargé de trois fleurs de lis d'or. Ornements extérieursCouronne murale : trois tours Décorations : Croix de guerre 1914-1918, Croix de guerre 1939-1945. Devise / CriUrbs aurea altera Roma (la cité d'or, l'autre Rome). |
| Blason de Corbie | Détails | Ce blason s'inspire du blason de l'abbaye de Corbie. Le blason est utilisé depuis le début du XXe siècle. Adopté le 2 avril 1970. |

| Blason de Cottenchy | Blason  | Écartelé : aux 1er et 4e de gueules au chevron d'argent accompagné de trois besants d'or, aux 2e et 3e d'azur à la fasce d'argent chargée de trois hures de sanglier de sable, accompagnée de trois étoiles d'or ; à une crosse d'abbesse d'or brochant sur le tout. Ornements extérieursDécorations : Croix de guerre 1914-1918. |
| Blason de Cottenchy | Détails | Est attribué à la commune le blason de Barbe de Partenay, abbesse de l'abbaye Notre-Dame du Paraclet, qui était présente sur le territoire de la commune. Le statut officiel reste à déterminer. |

| Blason de Coullemelle | Blason  | D'or à une crosse contournée d'azur à dextre sommée d'un corbeau contourné de sable et à un pin de sinople à senestre, fruité du champ et sommé d'une grive chantante de sable ; le tout accompagné en pointe d'un écusson de gueules chargé d'une croix dentelée d'argent. Ornements extérieursDécorations : Croix de guerre 1914-1918. |
| Blason de Coullemelle | Détails | La crosse et le corbeau sont empruntés aux armes de l'abbaye de Corbie. Le pin et la grive aux armes de la famille de Pingré, derniers seigneurs de la commune. Et l'écu aux armes de la famille d'Estourmel, seigneur de Coullemelle à partir de 1603. Adopté en 2012. Auteur(s)J. Dulphy                                               |

| Blason de Coulonvillers | Blason  | Écartelé : aux 1er et 4e de sable au lion à la queue fourchue d'argent, armé, lampassé et couronné d'or, aux 2e et 3e d'azur à trois colombes essorantes d'argent, becquées et membrées de gueules. |
| Blason de Coulonvillers | Détails | Le blason combine les blasons de la famille de Bournonville, seigneurs du lieu et ceux de la famille Coulon, en ayant modifié les pigeons par des colombes en vol. Les colombes font référence au toponyme du lieu : colombe se dit coulon en picard. Armes parlantes en Picard (Coulon = colombe). Adopté le 9 juin 2011. Auteur(s)J. Dulphy |

| Blason de Courcelles-sous-Moyencourt | Blason  | Tiercé en pairle renversé : au 1er d'azur à trois fleurs de lys d'or, au 2e de gueules à un agneau passant contourné d'argent, au 3e d'argent à trois merlettes de gueules mal ordonnées. |
| Blason de Courcelles-sous-Moyencourt | Détails | Le blason reprend trois merlettes du blason de la famille de Gomer et les fleurs de lis du blason de la Picardie. Statut officiel confirmé par la commune. Auteur(s)J.-F. Binon           |

| Blason de Cramont | Blason  | De sinople à la croix d'or chargée de cinq coquilles d'argent. |
| Blason de Cramont | Détails | Le blason reprend, à tort, le blason de la famille de Boubers du village voisin (d'or à la croix de sable chargée de cinq coquilles d'or.), Bernâtre. Les seigneurs de Boubers possédant Cramont étaient un homonyme, et donc arboraient un autre blason. Pour se différencier de la famille, la commune avait décidé de modifier la croix de sable en croix de sinople, mais par erreur, l'or et le sinople se retrouvent inversés mais la commune semble l'adopter comme cela. * Il y a là non-respect de la règle de contrariété des couleurs : ces armes sont fautives (argent sur or). Utilisé par la commune, le statut officiel reste à déterminer. |

| Blason de Crécy-en-Ponthieu | Blason  | D'azur à trois croissants entrelacés d'or. Ornements extérieursCouronne murale : trois tours Décorations : Croix de guerre 1939-1945, Médaille d'argent de la ville de Prague. |
| Blason de Crécy-en-Ponthieu | Détails | Le blason possède des armes allusives : Crécy/croissant. Armes allusives (Crécy/croissant). Utilisé par la commune, le statut officiel reste à déterminer.                     |

| Blason de Croix-Moligneaux | Blason  | De gueules à la croix cramponnée vers dextre d'argent. Ornements extérieursDécorations : Croix de guerre 1914-1918. |
| Blason de Croix-Moligneaux | Détails | L'origine du blason est incertaine, cependant une hypothèse existe : la croix cramponnée porte aussi le nom de croix à loup, et cela était un piège utilisé dans la région. De plus, un Le Loup en 1279 était seigneur de Moligneaux. Armes parlantes (croix). Utilisé par la commune, le statut officiel reste à déterminer. |

| Blason de Le Crotoy | Blason  | D'azur aux trois bandes d'or, bordé de gueules. Ornements extérieursCouronne murale : trois tours Soutiens : une branche de chêne et une branche de laurier Décorations : Croix de guerre 1939-1945. |
| Blason de Le Crotoy | Détails | La commune a repris le blason moderne du Ponthieu,. Utilisé par la commune, le statut officiel reste à déterminer.                                                                                   |

| Blason de Crouy-Saint-Pierre | Blason  | Écartelé : aux 1er et 4e d'argent à trois fasces de gueules, aux 2e et 3e d'argent à trois doloires de gueules, celles du chef adossées. Ornements extérieursDécorations : Croix de guerre 1939-1945. |
| Blason de Crouy-Saint-Pierre | Détails | La commune a repris le blason de la Maison de Croÿ. Utilisé par la commune, le statut officiel reste à déterminer.                                                                                    |

Pas d'information pour les communes suivantes : Cachy, Cagny, Canchy, Cannessières, Cantigny, Le Cardonnois, Carnoy-Mametz, Carrépuis, Cartigny, Cavillon, Cayeux-en-Santerre, Champien, Chaussoy-Epagny, La Chavatte, Chilly, Chipilly, Chirmont, Chuignes, Chuignolles, Citerne, Cizancourt, Clairy-Saulchoix, Coigneux, Coisy, Colincamps, Conteville, Contre, Courcelette, Courcelles-au-Bois, Courcelles-sous-Thoix, Courtemanche, Crémery, Cressy-Omencourt, Creuse, Croixrault, Curchy, Curlu
- Haut – A
- B
- C
- D
- E
- F
- G
- H
- I
- J
- K
- L
- M
- N
- O
- P
- Q
- R
- S
- T
- U
- V
- W
- X
- Y
- Z

### D
| Blason de Dancourt-Popincourt | Blason  | Parti : au 1er d'argent à la bande de cinq fusées de gueules accolées et posées en barre et à une 'épée basse d'or posée en bande brochant, au 2e de sinople à une volute de crosse d'or. Ornements extérieursDécorations : Croix de guerre 1914-1918, Croix de guerre 1939-1945.                        |
| Blason de Dancourt-Popincourt | Détails | La bande fuselée reprend celui du blason de la famille de Caurel, seigneurs de Dancourt. L'épée rappelle saint Martin, le saint-patron de la paroisse. Le sinople rappelle l'agriculture et la crosse rappelle l'abbaye de Corbie, seigneurs de Popincourt. Adopté en octobre 2021. Auteur(s)J.-F. Binon |

| Blason de Daours | Blason  | D'azur au chef d'or, au lion de gueules brochant.                                                                                        |
| Blason de Daours | Détails | La commune a repris le blason de la famille de Daours, seigneurs du lieu. Utilisé par la commune, non entériné par le conseil municipal. |

| Blason de Dargnies | Blason  | D'argent aux trois fasces d'azur. Ornements extérieursCouronne murale : trois tours                                                         |
| Blason de Dargnies | Détails | La commune a repris le blason de la famille de Dargnies, seigneurs du lieu,. Utilisé par la commune, le statut officiel reste à déterminer. |

| Blason de Démuin | Blason  | De gueules à deux branches d'alisier d'or passées en double sautoir ; au chef échiqueté d'argent et d'azur. Ornements extérieursDécorations : Croix de guerre 1914-1918.             |
| Blason de Démuin | Détails | La commune a repris le blason de Philibert-Emmanuel de Picquigny, seigneur du lieu. L'argent a été remplacé par l'or. Utilisé par la commune, le statut officiel reste à déterminer. |

| Blason de Dernancourt | Blason  | Coupé mi parti en chef : au 1er parti d'or à une locomotive à vapeur sur ses rails de sable ; au 2e de gueules à un kangourou et son petit dans sa poche d'or, au 3e de sinople à sept épis de blé empoignés en éventail d'or et liés de gueules ; à la burelle ondée d'azur brochant sur la partition. Ornements extérieursDécorations : Croix de guerre 1914-1918. |
| Blason de Dernancourt | Détails | La locomotive rappelle l'importance jouée par le chemin de fer au XXe siècle. Les kangourous symbolisent le jumelage avec une ville Australienne et l'arrivée des troupes de ce pays pour libérer la commune lors de la Première Guerre Mondiale. Le blé et le sinople évoque l'agriculture. Adopté le 13 janvier 2023. Auteur(s)J.-F. Binon                         |

| Blason de Doingt | Blason  | D'or au sautoir de gueules chargé de cinq besants d'argent ; au chef d'azur chargé d'une merlette d'argent. Ornements extérieursTimbres : heaume Lambrequins : capelines Décorations : Croix de guerre 1914-1918, Croix de guerre 1939-1945. |
| Blason de Doingt | Détails | La commune a repris le blason de Pierre de Doingt, seigneur du lieu en 1326. Elle a ajouté les émaux. Utilisé par la commune, le statut officiel reste à déterminer.                                                                         |

| Blason de Domart-en-Ponthieu | Blason  | Parti au 1er losangé d'azur et d'argent, au 2e d'azur à trois fasces d'or. Ornements extérieursCouronne murale : trois tours Décorations : Croix de guerre 1939-1945.                                                                                    |
| Blason de Domart-en-Ponthieu | Détails | La commune a combiné le blason de Bonne de Fosseux, épouse de Jacques de Craon, seigneur du lieu, et le blason de la famille de Craon. Il semblerait que le choix des émaux soient une erreur de la commune et non des brisures,. Adopté le 7 juin 1970. |

| Blason de Domart-sur-la-Luce | Blason  | D'azur au chevron d'or accompagné en chef de deux étoiles du même et en pointe d'un lion d'or couronné d'argent. Ornements extérieursCouronne murale : trois tours Décorations : Croix de guerre 1914-1918. |
| Blason de Domart-sur-la-Luce | Détails | La commune a repris le blason de Elisabeth-Anne Magon de Boisgarin, veuve du dernier seigneur du lieu, Eugène de Savoie-Carignan. Adopté en 2009.                                                           |

| Blason de Domesmont | Blason  | Tiercé en pairle renversé : au 1er d'or à trois trèfles de sinople, au 2e d'azur à un lion d'or, au 3e de gueules à une volute de crosse d'argent.                                                       |
| Blason de Domesmont | Détails | Les trèfles viennent du blason de la famille Blondin de Baizieux, le lion d'or de celui de la famille Domesmont et la volute est attribut de saint Nicolas. Adopté en janvier 2020. Auteur(s)J.-F. Binon |

| Blason de Dominois | Blason  | De sable à la croix ancrée d'or. |
| Blason de Dominois | Détails | La commune a repris le blason de Gauthier de Dominois, seigneur du lieu en 1231, et a ajouté les émaux. Utilisé par la commune, le statut officiel reste à déterminer. |

| Blason de Dompierre-sur-Authie | Blason  | D'or à trois fasces de gueules ; à l'écusson parti échiqueté d'or et de gueules et d'azur à deux fasces d'argent, brochant sur le tout au premier quartier. Ornements extérieursCouronne murale : trois tours                                              |
| Blason de Dompierre-sur-Authie | Détails | La commune a repris le blason d'André II de Rambures, seigneur de Dompierre au XVe siècle. La brisure est le blason de la famille de Rambures par un écusson parti à celles d'Auxy et de Marigny. Adopté le 4 septembre 2020. Auteur(s)J. Dulphy, D. Juric |
| Blason de Dompierre-sur-Authie | Alias   | D'or à trois fasces de gueules. Ancien blason (mais non officiel) utilisé par la commune, qui reprenait le blason de la famille de Rambures. |

| Blason de Domqueur | Blason  | D'or au chevron de gueules.                                                                                          |
| Blason de Domqueur | Détails | La commune a repris le blason de la famille de Domqueur, seigneurs du lieu. Statut officiel confirmé par la commune. |

| Blason de Domvast | Blason  | Coupé d'argent et d'azur au cerf passant, brochant de l'un en l'autre, accompagné en chef de deux écussons de gueules et en pointe d'un besant d'or. Ornements extérieursCouronne murale : trois tours |
| Blason de Domvast | Détails | Les deux écussons de gueules rappellent la famille d'Abbeville (d'argent à 3 écussons de gueules) dont sont issus les seigneurs de Domvast de 1300 à 1486. Le besant d'or est repris du blason de la famille de Melun (d'azur à neuf besants d'or et au chef du même) seigneurs du lieu jusqu'au XVIIIe siècle et le cerf rappelle les grandes chasses qui firent jadis la réputation de Domvast. Adopté le 26 mars 2019. Auteur(s)J. Dulphy, D. Juric |

| Blason de Douilly | Blason  | D'or fretté ondé d'azur de huit pièces ; au chef parti d'argent et de gueules chargé de trois disques de l'un en l'autre. Ornements extérieursCouronne murale : trois tours Soutiens : une branche de laurier et une branche de chêne Décorations : Croix de guerre 1914-1918. |
| Blason de Douilly | Détails | Le chef évoque le blason de la famille Lallier du Fayet, anciens seigneurs (d'azur, à un hallier d'or, au chef cousu de gueules chargé de trois besants d'or). L'or fretté ondé d'azur s'inspire du blason de la famille de Sons (de gueules fretté d'or de six pièces, au franc quartier d'azur chargé d'une anille), seigneurs du lieu, mais les émaux choisis sont ceux de la famille d'Englebelmer (d'or fretté d'azur) qui n'ont jamais possédé le village. Adopté vers 1990. Auteur(s)C. Gru |

| Blason de Doullens | Blason  | D'azur semé de fleurs de lys d'or, sur le tout d'argent chargé d'une croix de gueules. Ornements extérieursCouronne murale : trois ou quatre tours Soutiens : une branche de chêne et une branche de laurier avec un ruban sur lequel est inscrit la devise Décorations : Croix de guerre 1914-1918 ; Croix de guerre 1939-1945. Devise / CriInfinita decus lilia mihi prestant (une infinité de lis me font honneur). |
| Blason de Doullens | Détails | La ville de Doullens possédait des armoiries avant le XIVe siècle : d'argent à la croix de gueules. Ce serait le roi Charles V qui aurait permis à la commune de placer l'écu de la ville sur un semis de fleurs de lys après la réunion du Ponthieu à la couronne, en 1369,. Utilisé depuis 1369, le statut officiel reste à déterminer.                                                                              |

| Blason de Drucat | Blason  | D'azur fretté d'argent. Ornements extérieursCouronne murale : trois tours Décorations : Croix de guerre 1939-1945.                       |
| Blason de Drucat | Détails | La commune a repris le blason de la famille de Drucat, seigneurs du lieu. Utilisé par la commune, le statut officiel reste à déterminer. |

| Blason de Dury | Blason  | D'argent au chevron de sable, accompagné de deux étoiles en chef et d'un trèfle du même en pointe. Ornements extérieursCouronne murale : trois tours Décorations : Croix de guerre 1939-1945. |
| Blason de Dury | Détails | La commune a repris le blason de Nicolas Caron, prévôt de Dury au XVIe siècle,. Adopté le 30 décembre 1970.                                                                                   |

Pas d'information pour les communes suivantes : Damery, Davenescourt, Devise, Domléger-Longvillers, Dommartin, Dompierre-Becquincourt, Doudelainville, Dreuil-lès-Amiens, Driencourt, Dromesnil
- Haut – A
- B
- C
- D
- E
- F
- G
- H
- I
- J
- K
- L
- M
- N
- O
- P
- Q
- R
- S
- T
- U
- V
- W
- X
- Y
- Z

### E
| Blason de Eaucourt-sur-Somme | Blason  | Parti : au 1er d'argent au sautoir de gueules, au 2e d'azur à la tour d'argent ouverte du champ. Ornements extérieursCouronne murale : trois tours                                                                                  |
| Blason de Eaucourt-sur-Somme | Détails | Le blason reprend le sautoir de gueules du blason de Jean d'Eaucourt, seigneur du lieu, et y ajoute un château, qui fait référence aux ruines du château du village. Utilisé par la commune, le statut officiel reste à déterminer. |

| Blason de L'Échelle-Saint-Aurin | Blason  | De sinople à la cotice d'argent ondé chargée d'une cotice ondée d'azur, accompagnée en chef d'une cloche et en pointe d'un coq, le tout d'or, au pont alésé du même et maçonné de sable brochant sur les cotices en pointe, au franc-quartier de gueules à la tour d'argent maçonnée de sable. Ornements extérieursDécorations : Croix de guerre 1914-1918. |
| Blason de L'Échelle-Saint-Aurin | Détails | La tour représente les ruines du château du village, le coq pour un symbole de la campagne, un pont pour les ponts de la commune et les cloches pour les églises Saint-Pierre et Saint-Aurin. Adopté en janvier 2024. Auteur(s)J.-F. Binon |

| Blason de Embreville | Blason  | Parti : au 1er mi-parti d'or à une croix ancrée de gueules, au 2e d'azur à trois croisettes pattées d'argent rangées en pal ; à une tête de loup arrachée d'argent, lampassée de gueules et brochant en cœur sur le tout. Ornements extérieursCouronne murale : trois tours                                                                      |
| Blason de Embreville | Détails | Le 1er parti reprend le blason de la famille de Monchaux, seigneurs du lieu. Le 2e parti reprend les émaux et croisettes pattées du blason de la famille Gaillard d'Embreville, également seigneurs du lieu. Le loup est une référence au hameau Hucqueleux qui se dit hurle-loup en picard. Adopté le 4 juin 2021. Auteur(s)J. Dulphy, D. Juric |

| Blason de Englebelmer | Blason  | Écartelé : au 1er d'or fretté d'azur, au 2e d'or à une rose des jardins de gueules, tigée et feuillée de sinople, au 3e de gueules à une tête de cheval coupée d'or, au 4e d'argent fretté de sable ; à une médaille de la Croix de Guerre d'or brochant en cœur, sur le tout. Ornements extérieursDécorations : Croix de guerre 1914-1918. |
| Blason de Englebelmer | Détails | Au 1er on trouve le blason de la maison d'Englebelmer (en inversant les émaux), au 2e une rose, attribut de Notre-Dame de Vitermont, au 3e le cheval symbolisant saint Martin, patron de l'église d'Englebelmer, au 4e le blason de la famille d'Humières ayant possédé la seigneurie de Vitermont aux XVe et XVIe siècles. La croix de guerre y a été posée sur le tout. Adopté le 7 octobre 2021. Auteur(s)Cercle historique des Hauts de l'Ancre |

| Blason de Épagne-Épagnette | Blason  | Écartelé : aux 1er et 4e d'or chapé ployé d'azur chargé de deux étoiles du champ en chef ; aux 2e et 3e bandé de gueules et de vair. Ornements extérieursCouronne murale : trois tours    |
| Blason de Épagne-Épagnette | Détails | Le blason reprend le blason de l'abbaye des Dames d'Épagne. Cependant, les bandés de vair et de gueules furent inversées,. Utilisé par la commune, le statut officiel reste à déterminer. |

| Blason de Épehy | Blason  | D'argent diapré de sinople sur le parti, à deux écussons ovales, accolés en chevron renversé, celui de dextre d'azur à trois lionceaux d'or armés et lampassés de gueules, celui de senestre de gueules à l'aigle bicéphale d'argent. Ornements extérieursDécorations : Croix de guerre 1914-1918. Devise / CriEpy, bouge sans répit |
| Blason de Épehy | Détails | La commune a repris deux blasons dessinés sur une plaque en métal présent dans l'église de la commune, détruite en 1917. La supposition était que ces blasons étaient ceux des Lannoy et des Sohier de Vermandois, or cela est impossible. Différences entre dessin et blasonnement : L'argent est dit "diapré sur le parti" alors que non seulement le champ n'est pas parti, mais qu'en plus le parti ne désigne pas une zone susceptible de recevoir un diapré. Statut officiel confirmé par la commune. |

| Blason de Eppeville | Blason  | D'or au sautoir losangé d'azur. Ornements extérieursCouronne murale : trois tours Décorations : Croix de guerre 1914-1918, Croix de guerre 1939-1945.          |
| Blason de Eppeville | Détails | La commune a repris le blason de Jean Chouignart d'Éppeville, seigneur du lieu au XIIIe siècle. Utilisé par la commune, le statut officiel reste à déterminer. |

| Blason de Équancourt | Blason  | Tiercé en pairle renversé : au 1er de gueules à saint Martin à cheval, d'argent, au 2e de sinople à une gerbe de blé d'or liée de gueules, au 3e d'argent à une locomotive de sable. Ornements extérieursDécorations : Croix de guerre 1914-1918. |
| Blason de Équancourt | Détails | Pas d'explication connue. Statut officiel confirmé par la commune. Auteur(s)J.-F. Binon |

| Blason de Equennes-Eramecourt | Blason  | D'argent à la feuille de chêne de sinople versée en bande.                                                                                        |
| Blason de Equennes-Eramecourt | Détails | La commune a choisi une feuille de chêne car cela fait une arme parlante en picard : éch tchène / Étchène. Le statut officiel reste à déterminer. |
| Blason de Equennes-Eramecourt | Alias   | De gueules à trois lionceaux d'argent. Utilisé sur l'Annuaire des collectivités.                                                                  |

| Blason de Ercheu | Blason  | D'azur chargé de deux herses d'or entrelacées en pal, celle en pointe, versée. Ornements extérieursDécorations : Croix de guerre 1914-1918.                                                       |
| Blason de Ercheu | Détails | Ce blason figure sur une pierre de l'ancienne église du village conservé à la mairie. Armes parlantes en Picard (herse = hèrches). Utilisé par la commune, le statut officiel reste à déterminer. |

| Blason de Ergnies | Blason  | De gueules au cavalier armé, casqué et cuirassé d'argent, éperonné d'or, brandissant de sa main dextre une épée d'argent garnie d'or posée en fasce, tenant sur son bras senestre un écu d'or à trois bandes d'azur, chevauchant un cheval cabré d'argent, bridé, sellé, harnaché de sinople et morsé [au mors] d'or. Ornements extérieursCouronne murale : trois tours Décorations : Croix de guerre 1939-1945. |
| Blason de Ergnies | Détails | Le cavalier en armure est Guillaume, le comte de Ponthieu lors de l'attribution du sceau à la commune en 1210. Le blason que tient ce cavalier n'est rien d'autre que le blason ancien du Ponthieu. Adopté le 6 décembre 1210. |

| Blason de Esmery-Hallon | Blason  | D'azur au croissant d'or accompagné de cinq étoiles d'argent. Ornements extérieursDécorations : Croix de guerre 1914-1918.                      |
| Blason de Esmery-Hallon | Détails | La commune a repris le blason de la famille d'Esmery, en ayant changé les émaux. Utilisé par la commune, le statut officiel reste à déterminer. |

| Blason de Estrées-lès-Crécy | Blason  | D'or à trois merlettes de sable. Ornements extérieursCouronne murale : trois tours |
| Blason de Estrées-lès-Crécy | Détails | Le choix ce ce blason semble être une confusion : il est identique à celui d'une famille homonyme, la famille d'Estrées, originaires d'Estrée-Cauchy et qui n'ont jamais possédé le village. Adopté en 1902. |

| Blason de Estrées-Mons | Blason  | D'azur au pal diminué d'argent, adextré d'un arbre d'or sommé d'une aigle essorante et contournée d'argent, et senestré d'une crosse d'or surmontée d'une fleur de lis des jardins d'argent. Ornements extérieursDécorations : Croix de guerre 1914-1918, Croix de guerre 1939-1945. |
| Blason de Estrées-Mons | Détails | Le premier parti reprend des éléments du blason de l'abbaye de Saint-Thierry, seigneur de Mons-en-Chaussée. Ces armes montrent, suivante une légende, une aigle essorante sur un arbre. L'aigle a été contournée pour qu'elle essore vers le milieu de l'écu. Aucun blason n'est connu pour l'abbaye Notre-Dame de Ham (seigneur d'Estrées-en-Chaussée), sauf une figure sur un sceau du XIVe siècle qui montre une vierge à l'enfant. L'abbaye est symbolisé par une crosse d'abbé (écourtée) et d'une fleur de lys de jardin, symbole de la Vierge. Azur et argent sont les couleurs de la Vierge tandis que l'azur et or sont les couleurs de l'abbaye de Saint-Thierry. Le pal diminué central symbolise la voie romaine que désignent les noms d'Estrées et de Mons. Différences entre dessin et blasonnement : L'arbre sur la représentation de la commune est arraché, ce qui n'est pas précisé dans le blasonnement. Adopté en novembre 2023. Auteur(s)J. Dulphy, R. Godbert, D. Juric |

| Blason de Ételfay | Blason  | D'azur au lion d'or. Ornements extérieursDécorations : Croix de guerre 1914-1918, Croix de guerre 1939-1945.                              |
| Blason de Ételfay | Détails | La commune reprend le blason de la famille de Vendeuil, seigneurs du lieu. Utilisé par la commune, le statut officiel reste à déterminer. |

| Blason de L'Étoile | Blason  | D'azur aux trois molettes d'or dans les trois premiers cantons et au besant du même dans le quatrième canton. Ornements extérieursCouronne murale : trois tours |
| Blason de L'Étoile | Détails | La commune reprend le blason de la famille de l'Étoile, originaire du lieu. Adopté le 7 octobre 1982.                                                           |

| Blason de Étinehem-Méricourt | Blason  | Ecartelé : au 1er d’or aux trois canettes d’argent, becquées et membrées de gueules, au 2e d’azur aux trois épis feuillés et liés d’or, au 3e d’azur au percaud contourné frétillant d’or soutenu de deux avirons d’argent passés en sautoir, la pale en bas, au 4e d’or au cor d’argent. Ornements extérieursCouronne murale : trois tours Décorations : Croix de guerre 1914-1918, Croix de guerre 1939-1945. Devise / CriJe ne compte que les heures claires                                                       |
| Blason de Étinehem-Méricourt | Détails | Le blason ressemble des éléments qui appartiennent au patrimoine naturel ou aux activités du village : la chasse au gibier d'eau (les trois canettes), la pêche à la ligne (le percaud, la perche en picard) et le canotage (les avirons), la chasse au bois (le huchet, ou corne de chasse) et les épis, qui symbolisent l'activité agricole. * Il y a là non-respect de la règle de contrariété des couleurs : ces armes sont fautives (argent sur or). Adopté le 1er janvier 2017. Auteur(s)P. Objois, E. Valentin |

| Blason de Étricourt-Manancourt | Blason  | Écartelé : aux 1er et 4e de gueules à neuf macles d'or 3, 3 et 3, aux 2e et 3e d'or à trois chabots de gueules. Ornements extérieursDécorations : Croix de guerre 1914-1918. |
| Blason de Étricourt-Manancourt | Détails | La commune a repris le blason de Josselin de Rohan-Chabot, dernier châtelain du village. Utilisé par la commune, le statut officiel reste à déterminer.                      |

Pas d'information pour les communes suivantes : Éclusier-Vaux, Ennemain, Épaumesnil, Épécamps, Épénancourt, Éplessier, Erches, Ercourt, Érondelle, Esclainvillers, Essertaux, Estrébœuf, Estrées-Deniécourt, Estrées-sur-Noye, Étalon, Éterpigny, Étréjust
- Haut – A
- B
- C
- D
- E
- F
- G
- H
- I
- J
- K
- L
- M
- N
- O
- P
- Q
- R
- S
- T
- U
- V
- W
- X
- Y
- Z

### F
| Blason de Falvy | Blason  | Burelé d'argent et d'azur, à la bande de gueules brochant sur le tout. Ornements extérieursDécorations : Croix de guerre 1914-1918.             |
| Blason de Falvy | Détails | La commune a repris le blason de la famille de Nesle de Falvy, seigneurs du lieu Utilisé par la commune, le statut officiel reste à déterminer. |

| Blason de Ferrières | Blason  | Écartelé en sautoir: au 1er d'azur au souci tigé et feuillé d'or, au 2e d'or à la truelle de sable, au 3e d'or au couteau à couper le velours de sable, au 4e d'azur à la merlette d'argent. Ornements extérieursCouronne murale : trois tours |
| Blason de Ferrières | Détails | Le souci évoque le blason de la famille de Herte, seigneurs de Ferrières aux XVIIe siècle et XVIIIe siècle ( d'azur à trois fleurs de soucis d'or), la merlette est pris du blason de la famille de Tourtier (d'azur au chevron d'argent chargé de trois merlettes de sable, accompagné de trois besants d'argent), châtelains du village. La truelle symbolise la corporation des maçons qui était très importante au XIXe siècle. Le couteau à couper le velours rappelle le travail qui était exécuté à domicile avec cet outil, pour les négociants en velours d'Amiens. L'église de Ferrières est dédiée à saint André, et donc sa croix a sans doute inspiré la partition de l'écu. Adopté vers 1980. Auteur(s)C. de Tourtier-Bonazzi, M. Louis |

| Blason de Feuillères | Blason  | D'argent à la couronne ouverte de sinople formée de deux bouquets de roseau à massette, chacun fruité d'une pièce de sable et fleuri de deux pièces d'or, celui de dextre sommé d'un rameau de chêne et celui de senestre d'un rameau de laurier de sinople, enfermant une perche (poisson) au naturel Ornements extérieursDécorations : Croix de guerre 1914-1918. |
| Blason de Feuillères | Détails | La commune a repris les éléments qui composent un motif sculpté au-dessus de la salle communale construite en 1935. Utilisé par la commune, le statut officiel reste à déterminer. |

| Blason de Feuquières-en-Vimeu | Blason  | Parti : au 1er de gueules au maillet surmonté d'une couronne d'or, au 2e d'or à trois roses de gueules. Ornements extérieursCouronne murale : trois tours |
| Blason de Feuquières-en-Vimeu | Détails | La commune a repris le blason de Pierre de Feuquières, originaire du lieu. Utilisé par la commune, le statut officiel reste à déterminer.                 |

| Blason de Flers-sur-Noye | Blason  | D'or au chevron engrêlé de sinople. Ornements extérieursDécorations : Croix de guerre 1939-1945 |
| Blason de Flers-sur-Noye | Détails | Sur le site de la commune, le blasonnement y est décrit : haie verte sur fond jaune. Cela fait allusion à la racine latine du toponyme, flexus, qui signifie haie enchevêtrée de protection en courbe ou en coude = chevron engrêlé. Armes allusives en Latin (Flers/flexus). Utilisé par la commune, le statut officiel reste à déterminer. |

| Blason de Flesselles | Blason  | D’argent au lion d’azur, la tête courbée en avant ; au chef de gueules chargé de trois besants d’or. Ornements extérieursCouronne murale : trois tours Décorations : Croix de guerre 1939-1945. |
| Blason de Flesselles | Détails | La commune s'est inspiré du blason des Marquis de Brégy, seigneurs du lieu, mais a décidé d'inverser tous les émaux. La Commission décide d'élargir un peu le chef et de cambrer le lion, afin qu'il «prenne moins de place en hauteur»,. Adopté en 1987. Auteur(s)Municipalité, Commission nationale d'Héraldique |

| Blason de Flixecourt | Blason  | De gueules aux trois chevrons de vair. Ornements extérieursCouronne murale : trois tours Décorations : Croix de guerre 1939-1945.                        |
| Blason de Flixecourt | Détails | La commune a repris le blason de la famille de Vignacourt-Flixecourt, seigneurs du lieu,. Utilisé par la commune, le statut officiel reste à déterminer. |

| Blason de Folleville | Blason  | D'or aux dix losanges de gueules ordonnées 3, 3, 3 et 1, au chef échiqueté d'or et d'azur. |
| Blason de Folleville | Détails | Le blason reprend les blasons des familles de Folleville (d'or aux dix losanges de gueules ordonnées 3, 3, 3 et 1) et de Lannoy (échiqueté d'or et d'azur), seigneurs du lieu. Le statut officiel reste à déterminer. |

| Blason de Fontaine-sur-Somme | Blason  | D'azur à la fontaine héraldique d'or remplie d'argent à trois sources d'azur, accompagnés de huit bustes d'échevins aussi d'or, alternativement posés de face et de profil contournés, appointés par leurs bases au centre de la fontaine et mouvants de celle-ci. Ornements extérieursDécorations : Croix de guerre 1939-1945. |
| Blason de Fontaine-sur-Somme | Détails | Le blason s'inspire du sceau des échevins de Fontaines : les échevins sont représentés en buste et non plein corps tirant une corde. Le fond de l'écu est une invention. Armes parlantes (fontaine). Le statut officiel reste à déterminer.                                                                                     |
| Blason de Fontaine-sur-Somme | Alias   | Vairé d'or et d'azur Blason de la famille de Fontaine, seigneurs du lieu. Ce blason est utilisé par l'Annuaire des Collectivités. |

| Blason de Forceville | Blason  | D'azur à trois tierces d'or ; au chef d'or plain.                                                                                            |
| Blason de Forceville | Détails | La commune a repris le blason de la famille de Quérecques, seigneurs du lieu. Utilisé par la commune, le statut officiel reste à déterminer. |

| Blason de Forceville-en-Vimeu | Blason  | De gueules au sautoir d'argent, cantonné de quatre merlettes du même. Ornements extérieursDécorations : Croix de guerre 1939-1945. |
| Blason de Forceville-en-Vimeu | Détails | Est attribué à la commune le blason de la famille de Forceville, seigneurs du lieu. Le statut officiel reste à déterminer.         |

| Blason de Forest-Montiers | Blason  | Parti : au 1er d'argent à un hêtre arraché au naturel, au 2e de gueules à un moine bénédictin tenant un livre ouvert d'or ; à une plaine ondée d'azur brochant sur le tout. |
| Blason de Forest-Montiers | Détails | Pas d'explication connue. Adopté le 29 octobre 2021. |

| Blason de Fort-Mahon-Plage | Blason  | Taillé : au 1er d'argent à la tour de sable battue d'un flot d'azur, au 2e d'or à trois crevettes de sable ; à la barre d'azur chargée de trois fleurs de lis à plomb, brochant sur la partition. Ornements extérieursCouronne murale : cinq tours Décorations : Croix de guerre 1939-1945.                                                          |
| Blason de Fort-Mahon-Plage | Détails | La tour évoque le nom de la commune et un ancien fort protégeant l'entrée de la baie d'Authie au XVIIIe siècle. Les crevettes grises rappelle leur abondance en baie d'Authie ; les fleurs de lis rappellent que sous l'Ancien Régime, le Marquenterre appartenait au comte d'Artois. Utilisé par la commune, le statut officiel reste à déterminer. |

| Blason de Fouilloy | Blason  | D'azur à la fleur de lis d'or, accompagnée en pointe de deux trèfles du même Ornements extérieursCouronne murale : trois tours Décorations : Croix de guerre 1914-1918, Croix de guerre 1939-1945.            |
| Blason de Fouilloy | Détails | La commune a repris blason de la prévôté de Fouilloy, avec les émaux du blason de Corbie avec laquelle elle ne forme qu'une seule agglomération,. Utilisé depuis 1350, le statut officiel reste à déterminer. |

| Blason de Fourcigny | Blason  | D'azur aux trois tours d'or.                                                                                              |
| Blason de Fourcigny | Détails | Est attribué à la commune le blason de la famille de Fourcigny, seigneurs du lieu. Le statut officiel reste à déterminer. |

| Blason de Francières | Blason  | D'azur au sapin arraché d'argent, au chef du même chargé d'un lambel à six pendants d'azur. Ornements extérieursCouronne murale : trois tours |
| Blason de Francières | Détails | Le blason s'inspire du blason de la famille de Francières, seigneurs du lieu. Un sapin est ajouté, qui rappelle le bois jouxtant le village principalement peuplé de sapins. Les émaux ont été ajoutés. Adopté le 13 octobre 2011. Auteur(s)J. Dulphy |
| Blason de Francières | Alias   | D'azur au chef d'argent chargé d'un lambel à six pendants d'azur. La commune a utilisé vers 1990 le blason de la famille de Francières, seigneurs du lieu, mais sans délibération officielle.                                                         |

| Blason de Franqueville | Blason  | D'argent aux trois forets de gueules, surmontés d'un lambel d'azur.                                                           |
| Blason de Franqueville | Détails | Est attribué à la commune le blason de la famille de Franqueville, originaire du lieu. Le statut officiel reste à déterminer. |

| Blason de Fransures | Blason  | D'argent à la fasce de gueules chargée de trois besants d'or. Ornements extérieursDécorations : Croix de guerre 1939-1945. |
| Blason de Fransures | Détails | Est attribué à la commune le blason de la famille de Fransures, seigneurs du lieu. Le statut officiel reste à déterminer.  |

| Blason de Franvillers | Blason  | De sable fretté d'or entre-semé de fleurs de lis du même. Ornements extérieursCouronne murale : trois tours |
| Blason de Franvillers | Détails | Ce blason est une combinaison des blasons de la famille famille de Soyécourt (d'argent fretté de gueules) et de Belleforière (de sable semé de fleurs de lis d'or), toutes deux seigneurs du lieu. Pour ne pas ressembler au blason de Tilloloy, l'argent a été changé en or. Utilisé par la commune, le statut officiel reste à déterminer. |

| Blason de Fréchencourt | Blason  | D'or semé de billettes d'azur, au lion de gueules brochant sur le tout. |
| Blason de Fréchencourt | Détails | La commune a repris le blason de la famille de Walincourt (aussi appelée de Fréchencourt), seigneurs du lieu. Utilisé par la commune, le statut officiel reste à déterminer. |

| Blason de Fresnoy-Andainville | Blason  | D'or au chevron d'azur.                                                                                      |
| Blason de Fresnoy-Andainville | Détails | Est attribué à la commune le blason de Jean de May, seigneur du lieu. Le statut officiel reste à déterminer. |

| Blason de Fresnoy-lès-Roye | Blason  | Coupé : au 1er parti au I d'azur à trois fleurs de lys d'or, au II de gueules à trois lionceaux d'or, au 2e d'argent à un frêne arraché à dextre et à un noyer arraché à senestre, le tout au naturel. Ornements extérieursCrosse : seule Décorations : Croix de guerre 1914-1918. |
| Blason de Fresnoy-lès-Roye | Détails | Pas d'explication connue. Adopté en 2023. Auteur(s)J.-F. Binon |

| Blason de Fressenneville | Blason  | D'argent à la croix ancrée de gueules. |
| Blason de Fressenneville | Détails | Le blason proviendrait du sceau d'Hugues de Fressenneville, qui présente un écu à la croix ancrée. Cela pourrait également faire référence à une croix de tuf, monument du XIIe siècle de la commune. Les émaux pourraient être repris de la famille de Fressenneville (d'argent à trois écussons de gueules). Utilisé par la commune, le statut officiel reste à déterminer. |

| Blason de Frettemeule | Blason  | D'argent à la croix ancrée de gueules. |
| Blason de Frettemeule | Détails | Est attribué à la commune le blason de la famille de Frettemeule, qui portait une croix ancrée. Les émaux de cet écu sont incertains : parfois inconnues, parfois d'argent et de sable, on ne sait d'où viennent ces émaux. Le statut officiel reste à déterminer. |

| Blason de Friaucourt | Blason  | D'argent à six losanges de sable, 3, 2 et 1. Ornements extérieursCouronne murale : trois tours |
| Blason de Friaucourt | Détails | La commune a repris le blason ancien de la famille de Friaucourt. Adopté en 2018.              |

| Blason de Fricamps | Blason  | De gueules à la bande d'or, chargée en chef d'une étoile de sable posée à plomb, accompagnée de huit croisettes aussi d'or posées en orle. |
| Blason de Fricamps | Détails | Le blason combine ceux des familles de Moyencourt (de gueules à la bande d'argent, chargée en chef d'une croisette fichée de sable à plomb, au chef d'or chargé de trois croisettes potencées de sable) et de Fricamps (de gueules à la bande d'or accompagnée de six croisettes recroisetées au pied fiché du même rangées en orle), seigneurs du lieu. Les croisettes ont cependant été remplacées par des croix, et par une étoile dans la bande. Le statut officiel reste à déterminer. |

| Blason de Frise | Blason  | Tiercé en pairle renversé : au 1er de gueules au coq d'or, au 2e d'or au coquelicot au naturel tigé de sinople, au 3e d'azur à trois burelles ondées d'argent et au poisson d'or brochant sur celle du milieu. Ornements extérieursDécorations : Croix de guerre 1914-1918. |
| Blason de Frise | Détails | Le coq est l'attribut de saint Pierre, le coquelicot rappelle la Première Guerre Mondiale, les ondes et le poisson symbolisent la Somme qui traverse la commune. Adopté le 1er février 2019. Auteur(s)J.-F. Binon                                                           |

| Blason de Friville-Escarbotin | Blason  | D'azur au chevron d'or, accompagné de trois cœurs de même. |
| Blason de Friville-Escarbotin | Détails | La commune a repris le blason de Claude de Montmignon, seigneur du lieu. Il a été choisi car il peut symboliser les trois villages réunis (Friville, Escarbotin, Belloy),. Adopté en 1958. |

| Blason de Frohen-sur-Authie | Blason  | Tiercé en pairle renversé : au 1er d'or au créquier de gueules, au 2e de sinople à la foi d'argent accompagnée en pointe d'un trèfle d'or, au 3e d’'azur à trois fasces ondées d'argent et à deux clefs de sable passées en sautoir brochantes.                                                                                            |
| Blason de Frohen-sur-Authie | Détails | Le créquier provient du blason de la famille de Créquy. La foi symbolise la fusion de Frohen-le-Grand et de Frohen-le-Petit. Le trèfle est l'attribut de saint Fursy, né en Irlande. Les ondes représentent l’Authie qui traverse la commune et les clefs sont les attributs de saint Pierre. Adopté le 15 mars 2019. Auteur(s)J.-F. Binon |

| Blason de Froyelles | Blason  | De sinople à trois écots posés en fasce et enflammés d'or. |
| Blason de Froyelles | Détails | Le nom de la commune provient du nom froyères, ou terres défrichées, essartées près d'une forêt. De plus, le village est composé de trois lieux habités: Froyelles, Le Préel et La Hayette, d'où le choix des écots et de leur nombre. Le sinople évoque les champs gagnés sur les bois, et les écots enflammés évoquent donc l'essartage au cours duquel on brûle le bois irrécupérable. Adopté en novembre 2012. |

Pas d'information pour les communes suivantes : La Faloise, Famechon, Faverolles, Favières, Fay, Fescamps, Fieffes-Montrelet, Fienvillers, Fignières, Fins, Flaucourt, Flers, Fleury, Fluy, Folies, Fonches-Fonchette, Fontaine-le-Sec, Fontaine-lès-Cappy, Fontaine-sous-Montdidier, Fontaine-sur-Maye, Forest-l'Abbaye, Fossemanant, Foucaucourt-en-Santerre, Foucaucourt-Hors-Nesle, Fouencamps, Fouquescourt, Fourdrinoy, Framerville-Rainecourt, Framicourt, Franleu, Fransart, Fransu, Frémontiers, Fresnes-Mazancourt, Fresnes-Tilloloy, Fresneville, Fresnoy-au-Val, Fresnoy-en-Chaussée, Frettecuisse, Fricourt, Frucourt
- Haut – A
- B
- C
- D
- E
- F
- G
- H
- I
- J
- K
- L
- M
- N
- O
- P
- Q
- R
- S
- T
- U
- V
- W
- X
- Y
- Z

### G
| Blason de Gamaches | Blason  | De sable à deux léopards d'or l'un au-dessus de l'autre, armés et lampassés de gueules. Ornements extérieursCouronne murale : trois tours                                                                   |
| Blason de Gamaches | Détails | La commune a repris le blason de la famille Rouault, seigneurs du lieu. Adopté le 19 juin 1970. |
| Blason de Gamaches | Alias   | D'or au chef d'azur ; à la cotice de gueules brochant sur le tout. Blason inspiré de celui de la famille de Gamaches, originaire de Gamaches-en-Vexin, qui a été utilisé par la commune entre 1950 et 1960. |

| Blason de Gapennes | Blason  | D'argent à l'écusson d'azur, accompagné de six billettes du même. Ornements extérieursDécorations : Croix de guerre 1939-1945. |
| Blason de Gapennes | Détails | Est attribué à la commune le blason de la famille de Gapennes, seigneurs du lieu. Le statut officiel reste à déterminer.       |

| Blason de Gauville | Blason  | De gueules à un rais d'escarboucle (pommeté et fleurdelysé) d’or ; au chef d'azur chargé de trois fleurs de lys d'or, celle de dextre disparaissant sous un franc-canton d'argent chargé d'un lion de sable. |
| Blason de Gauville | Détails | Pas d'explication connue. Utilisé par la commune, le statut officiel reste à déterminer. |

| Blason de Gézaincourt | Blason  | D'or à trois quintefeuilles de gueules mal ordonnées. |
| Blason de Gézaincourt | Détails | Le blason est inspiré de celui de la famille de Fouquesolles, (d'or/d'argent à trois quintefeuilles de sable/sinople/gueules posés 2 et 1, le blasonnement est incertain) seigneurs du lieu. La commune a choisi comme émail l'or et le gueules, et de mal ordonner ses quintefeuilles. Utilisé par la commune, le statut officiel reste à déterminer. |

| Blason de Ginchy | Blason  | Coupé : au 1er de gueules à deux clés d'argent passées en sautoir surmontées de la lettre capitale G du même, au 2e d'azur à un phénix d'or dans son immortalité de gueules. Ornements extérieursDécorations : Croix de guerre 1914-1918. |
| Blason de Ginchy | Détails | Pas d'explication connue. Adopté en 2023. Auteur(s)J.-F. Binon |

| Blason de Glisy | Blason  | D'argent à la bande fuselée de gueules de cinq pièces, accompagnée d'une aigle du même au canton senestre du chef. Ornements extérieursCouronne murale : trois tours Décorations : Croix de guerre 1939-1945. |
| Blason de Glisy | Détails | La commune a repris le blason de la famille de Glisy, seigneurs du lieu. Utilisé par la commune, le statut officiel reste à déterminer.                                                                       |

| Blason de Gorenflos | Blason  | De gueules au chevron d'or accompagné de trois trèfles du même. Ornements extérieursDécorations : Croix de guerre 1939-1945.                          |
| Blason de Gorenflos | Détails | La commune a repris le blason de la famille de Ballen de Gorenflos, seigneurs du lieu. Utilisé par la commune, le statut officiel reste à déterminer. |

| Blason de Grand-Laviers | Blason  | D'or à trois bandes d'azur, à la proue de drakkar d'argent habillée de gueules brochant sur le tout ; au chef d'argent chargé d'une fleur de lis d'or adextrée d'une croisette ancrée de gueules et senestrée d'une rose du même. |
| Blason de Grand-Laviers | Détails | Le champ est repris au blason ancien du comté de Ponthieu (d'or à trois bandes d'azur), et le village fait partie du Ponthieu. Le drakkar rappelle les passages fréquents au IXe siècle des troupes normandes qui allaient ravager le pays de Ponthieu. L'explication du chef n'est pas certaine : la croix ancrée de gueules symboliserait la léproserie du Val, qui exista du XIIe siècle au XVIIe siècle, mais il aurait fallu alors placer plutôt une croix de Malte de sinople. Pour la fleur de lis et la rose, il existe deux explications possibles: la première hypothèse est que le lis est un rappel de l'achat du village par le roi Louis XI et que la rose est une allusion au privilège qu'avait le doyen des chanoines d'Abbeville de recevoir chaque année un bouquet de rose des mains du fermier du seigneur de Laviers. L'autre hypothèse serait l'évocation du circuit touristique du Lys de France et de la Rose de Picardie, existant en 1987,. Adopté en 1991. |

| Blason de Grattepanche | Blason  | D'argent à l'anneau de sinople chargé de l'inscription de sable « COMMUNE DE GRATTEPANCHE », au portail d'église du lieu du champ, fermé de tenné, essoré d'azur, mouvant de la pointe, le clocher girouetté d'un coq contourné d'argent, au dindon contourné au naturel brochant sur le tout en cœur.                                           |
| Blason de Grattepanche | Détails | Le blason représente le fronton de l'église locale sur lequel broche un dindon, renvoyant au surnom des habitants de Grattepanche : chés codins d'Grattepanche (les dindons de Grattepanche), surnom qui vient de l'ancienne production de dindons et dindes. Utilisé par la commune, le statut officiel reste à déterminer. Auteur(s)D. Navarre |

| Blason de Grébault-Mesnil | Blason  | D'argent à la fasce de gueules, accompagnée en chef de deux flammes du même et en pointe d'un lion de sable.                                  |
| Blason de Grébault-Mesnil | Détails | La commune a repris le blason de la famille de Grébaumesnil, seigneur du lieu. Utilisé par la commune, le statut officiel reste à déterminer. |

| Blason de Grivesnes | Blason  | Parti : au 1er d'azur à l'église du lieu d'argent, au 2e d'or au château du lieu d'argent*, à la colombe en vol du même brochant en chef sur la partition ; le tout sommé d'un chef de gueules chargé de cinq épis de blés d'or, ceux des flancs plus petits, posés en bande à dextre et posés en barre à senestre. Ornements extérieursSoutiens : deux branches de laurier Décorations : Croix de guerre 1914-1918 |
| Blason de Grivesnes | Détails | Le gueules fait référence au sang versé lors de la Première guerre mondiale, les 5 épis de blé évoque le terroir agricole, Grivesnes et les 4 hameaux. L'azur représente la paix et l'infini (comme le ciel) avec par dessus l'église du village. L'or symbolise la richesse, et rappelle le comte de la Myre qui a construit de ses deniers, le château et l'église du village. L'or symbolise aussi l'énergie, avec le château du village, haut lieu de combat lors de la Première Guerre mondiale. La colombe symbolise la paix. * Il y a là non-respect de la règle de contrariété des couleurs : ces armes sont fautives (métal sur métal). Adopté en mars 2018. |

| Blason de Grouches-Luchuel | Blason  | D'or à trois fasces vivrées de gueules. Ornements extérieursTenants : deux hommes sauvages Timbres : couronne ducale, heaume Cimier : panache Devise / CriLibertas omnium in uno commune (La liberté de tous dans un espace commun) |
| Blason de Grouches-Luchuel | Détails | Le blason est une création, mais il est identique au blason de la famille de Grouches, seigneurs du lieu Adopté le 12 avril 1996. Auteur(s)A. Songis                                                                                |

| Blason de Gueschart | Blason  | D'argent aux trois chevrons de gueules. |
| Blason de Gueschart | Détails | La commune a repris le blason de la famille de Gueschart, seigneur du lieu. Utilisé par la commune, le statut officiel reste à déterminer. |

| Blason de Guizancourt | Blason  | D'azur à l'écusson d'argent accompagné de trois molettes d'or.                                                                            |
| Blason de Guizancourt | Détails | La commune a repris le blason de Louis-Charles d'Anglos, seigneur du lieu. Utilisé par la commune, le statut officiel reste à déterminer. |

Pas d'information pour les communes suivantes : Gentelles, Gorges, Goyencourt, Grandcourt, Gratibus, Grivillers, Gruny, Guerbigny, Gueudecourt, Guignemicourt, Guillaucourt, Guillemont, Guyencourt-Saulcourt, Guyencourt-sur-Noye
- Haut – A
- B
- C
- D
- E
- F
- G
- H
- I
- J
- K
- L
- M
- N
- O
- P
- Q
- R
- S
- T
- U
- V
- W
- X
- Y
- Z

### H
| Blason de Hallencourt | Blason  | D'argent à la bande de sable, accostée de deux cotices du même : au chef d'azur chargé de 3 bandes d'or, à la bordure de gueules. Ornements extérieursCouronne murale : trois tours                                                                               |
| Blason de Hallencourt | Détails | Le blason s'inspire de celui de la famille d'Hallencourt, seigneurs du lieu, auquel a été ajouté dans les années 1960 le chef, faisant référence au comté de Ponthieu, dont le Vimeu appartenait,. Utilisé par la commune, le statut officiel reste à déterminer. |

| Blason de Ham | Blason  | D'azur à la muraille d'argent crénelée de quatre pièces, maçonnée de sable, surmontée d'une tour aussi d'argent, ouverte, ajourée et maçonnée aussi de sable, sommée de deux drapeaux d'or. Ornements extérieursCouronne murale : quatre ou cinq tours Soutiens : une branche de chêne et une branche de laurier Décorations : Croix de guerre 1914-1918, Croix de guerre 1939-1945. Devise / CriMon myeulx |
| Blason de Ham | Détails | Ce blason est utilisé par la commune depuis le XVIIIe siècle : il fait référence probablement au fort de Ham, détruit en 1917 ,. Utilisé depuis le XVIIIe siècle, le statut officiel reste à déterminer. |

| Blason de Le Hamel | Blason  | D'argent à la bande de sable chargée de trois flanchis d'or. Ornements extérieursCouronne murale : trois tours Supports : deux cigognes Décorations : Croix de guerre 1914-1918. |
| Blason de Le Hamel | Détails | La commune a repris le blason de la famille du Hamel, seigneurs du lieu. Adopté en juin 2017.                                                                                    |

| Blason de Hamelet | Blason  | D'or à la fasce d'azur chargée d'un moineau d'or, accompagnée de trois roses de gueules. Ornements extérieursDécorations : Croix de guerre 1914-1918.                                                                                            |
| Blason de Hamelet | Détails | Le blason s'inspire de celui de la famille de Hannique, seigneurs du lieu, auquel un moineau en référence au nom jeté des habitants du village : chés mouniers d'Hanmlet (les moineaux d'Hamelet). Adopté le 6 septembre 2022. Auteur(s)C.Génois |

| Blason de Hangard | Blason  | De gueules à trois molettes d'argent. Ornements extérieursDécorations : Croix de guerre 1914-1918.                      |
| Blason de Hangard | Détails | Est attribué à la commune le blason de la famille de Hangard, seigneurs du lieu. Le statut officiel reste à déterminer. |

| Blason de Hangest-en-Santerre | Blason  | D'argent à la croix de gueules chargée de cinq coquilles d'or. Ornements extérieursCouronne murale : trois tours Décorations : Croix de guerre 1914-1918. |
| Blason de Hangest-en-Santerre | Détails | La commune a repris le blason de la famille d'Hangest, originaire du lieu,. Utilisé par la commune, le statut officiel reste à déterminer.                |

| Blason de Harbonnières | Blason  | De sable semé de fleurs de lis d'or. Ornements extérieursDécorations : Croix de guerre 1914-1918.                                      |
| Blason de Harbonnières | Détails | Est attribué à la commune le blason d'Antoine-Adolphe de Seiglières, seigneur du lieu. Utilisé, le statut officiel reste à déterminer. |

| Blason de Harponville | Blason  | De gueules à un fer de harpon à deux crochets d'or. |
| Blason de Harponville | Détails | Le blason est composé d'armes parlantes : le harpon fait référence au toponyme, Harponville. Les émaux évoquent les blasons des familles de Domqueur et de Raincheval, seigneurs du lieu. Ce blason a été créé en 1879, sans émaux, qui ont été ajoutés en 2021. Armes parlantes (harpon). Adopté en mars 2021. Auteur(s)J. Dulphy, D. Juric |

| Blason de Hautvillers-Ouville | Blason  | D'azur au chevron d'argent chargé d'une fleur de lis au pied nourri de gueules en chef et de deux étoiles du même en flancs, accompagné en chef de deux glands feuillés de deux pièces d'or et en pointe d'une tête de loup arrachée d'argent et lampassée de gueules. Ornements extérieursCouronne murale : trois tours Soutiens : deux branches de chêne |
| Blason de Hautvillers-Ouville | Détails | Le blason reprend les glands du blason de la famille Duchesne de Lamotte, le chevron, les étoiles et fleur de lis de celui de la famille Ternisien d'Ouville, toutes deux seigneurs du lieu. La tête de loup rappelle l'appartenance du domaine de La Triquerie à la famille de Louvencourt qui possédait un blason à trois têtes de loup. Différences entre dessin et blasonnement : les glands par défaut sont à plomb cupule et pédoncule vers le haut, mais ne sont pas ainsi dessinés. Adopté le 21 mai 2019. Auteur(s)J. Dulphy, D. Juric |

| Blason de Havernas | Blason  | D'or à l'arbre terrassé de sinople, la couronne de l'arbre chargée d'un filet d'or formant la lettre majuscule cursive H, à l'église et au château du lieu, d'argent, essorés de sable, rangés en bande et émergeant d'un taillis de sinople mouvant de la pointe, brochant en pointe sur la terrasse. |
| Blason de Havernas | Détails | Aucune famille du lieu n'a porté ce blason, il s'agirait d'une création. Utilisé par la commune, le statut officiel reste à déterminer. |

| Blason de Hédauville | Blason  | Tiercé en pairle renversé : au 1er de sinople à trois croisettes recroisetées au pied fiché d'or, au 2e d'or à une fleur de coquelicot tigée et feuillée au naturel, au 3e d'azur à un agneau pascal couché d'argent tenant une croix haute d'or à la bannière d'argent chargée d'une croisette de gueules. Ornements extérieursDécorations : Croix de guerre 1914-1918. |
| Blason de Hédauville | Détails | Pas d'explication connue. Statut officiel confirmé par la commune. Auteur(s)J.-F. Binon |

| Blason de Heilly | Blason  | De gueules à la bande d'or chargée de cinq fusées aboutées d'azur et accompagnée en pointe d'une coquille d'or. Ornements extérieursCouronne : marquis Supports : deux licornes Terrasse : lianes Décorations : Croix de guerre 1914-1918. Devise / CriHeilly tout à part li |
| Blason de Heilly | Détails | La commune s'est inspiré du blason de la famille d'Heilly (d'or à une une bande fuselée de cinq pièces de gueules), et une coquille d'or a été ajouté, sans en connaitre la raison. Utilisé par la commune, le statut officiel reste à déterminer.                           |

| Blason de Hem-Hardinval | Blason  | Taillé : au 1er tranché au 1 d'argent à trois lionceaux de gueules, au 2 d'azur à trois fleurs de lis ordonnées en chevron contourné, au 2e mi-taillé d'or à la roue de moulin de tenné posée sur une champagne burelée ondée d'azur et d'argent. |
| Blason de Hem-Hardinval | Détails | Le premier tranché symbolise la Picardie, le moulin et la champagne évoquent le moulin sur l'Authie. Adopté en 2021. Auteur(s)J.-M. Delassus |

| Blason de Hénencourt | Blason  | D'argent aux trois maillets de sable. Ornements extérieursDécorations : Croix de guerre 1914-1918.                        |
| Blason de Hénencourt | Détails | Est attribué à la commune le blason de la famille d'Hénencourt, seigneurs du lieu. Le statut officiel reste à déterminer. |

| Blason de Heucourt-Croquoison | Blason  | D'argent au franc-canton de gueules.                                                                                       |
| Blason de Heucourt-Croquoison | Détails | Est attribué à la commune le blason de la famille de Croquoison, seigneurs du lieu. Le statut officiel reste à déterminer. |

| Blason de Hiermont | Blason  | D'azur au cavalier contourné d'argent, armé, casqué et cuirassé du même, tenant de sa main dextre une lance pavillonnée de sinople, au cheval d'or, bardé et cuirassé aussi d'argent.                          |
| Blason de Hiermont | Détails | Le blason provient d'une gravure du XIXe siècle, qui a pu être inspiré par un sceau communal du XIIIe siècle. L'origine des émaux est inconnue. Utilisé par la commune, le statut officiel reste à déterminer. |

| Blason de Hornoy-le-Bourg | Blason  | Parti de gueules au noyer d'or et d'or au lion de sable, armé et lampassé de gueules. Ornements extérieursCouronne murale : trois tours Décorations : Croix de guerre 1939-1945. |
| Blason de Hornoy-le-Bourg | Détails | La seconde moitié de l'écu représente le blason de la famille de Dompierre d'Hornoy, seigneurs du lieu. Armes parlantes (Hor-noy →noy(er d')or). Adopté le 1 janvier 1972.       |

| Blason de Huchenneville | Blason  | D'azur au chevron d'or chargé de trois roses de gueules, accompagné de trois molettes d'argent et en cœur d'un trou de serrure d'or. Ornements extérieursDécorations : Croix de guerre 1939-1945. |
| Blason de Huchenneville | Détails | Le blason s'inspire du blason de la famille d'Huchenneville (d'azur au chevron d'or chargé de trois roses de gueules, accompagné de trois molettes d'éperons d'or), seigneurs du lieu. Elle a changé les éperons d'or en argent, et a ajouté un trou de serrure, symbolisant la serrurie, spécialité du Vimeu. Adopté le 10 décembre 2015. Auteur(s)J. Dulphy |

| Blason de Humbercourt | Blason  | D'argent aux trois aiglettes de gueules.                                                                                                 |
| Blason de Humbercourt | Détails | La commune a repris le blason de la famille de Brimeu, seigneurs du lieu. Utilisé par la commune, le statut officiel reste à déterminer. |

| Blason de Huppy | Blason  | D'azur à trois fasces ondées d'or. Ornements extérieursDécorations : Croix de guerre 1939-1945. |
| Blason de Huppy | Détails | Est attribué à la commune ce blason inspiré de la famille de Grouches : les fasces de gueules sont devenues d'azur. Il semblerait que ce blason soit apparu sur des plaques de rue, et il apparait sur un pseudo-blason, adopté en 2018. Blason historique, résilié et remplacé par un logo blasoniforme le 17 avril 2018. |

Pas d'information pour les communes suivantes : Hailles, Hallivillers, Halloy-lès-Pernois, Hallu, Hancourt, Hangest-sur-Somme, Hardecourt-aux-Bois, Hattencourt, Hébécourt, Hem-Monacu, Herbécourt, Hérissart, Herleville, Herly, Hervilly, Hesbécourt, Hescamps, Heudicourt, Heuzecourt, Hombleux, Hypercourt
- Haut – A
- B
- C
- D
- E
- F
- G
- H
- I
- J
- K
- L
- M
- N
- O
- P
- Q
- R
- S
- T
- U
- V
- W
- X
- Y
- Z

### I
Pas d'information pour les communes suivantes : Ignaucourt, Inval-Boiron, Irles

### J
| Blason de Jumel | Blason  | De sable à trois gerbes d'or liées de gueules. Ornements extérieursDécorations : Croix de guerre 1939-1945.                                       |
| Blason de Jumel | Détails | La commune a repris le blason de la famille d'Aoust de Jumelles, seigneurs du lieu. Utilisé par la commune, le statut officiel reste à déterminer |

### L
| Blason de Laboissière-en-Santerre | Blason  | Écartelé : au 1er et au 4e d'or au chevron de sable accompagné de trois merlettes du même, au 2e et au 3e d'or aux trois fasces de gueules. Ornements extérieursDécorations : Croix de guerre 1939-1945. |
| Blason de Laboissière-en-Santerre | Détails | Est attribué à la commune le blason de la famille de La Boissière, seigneurs du lieu. Utilisé, le statut officiel reste à déterminer.                                                                    |

| Blason de Lahoussoye | Blason  | D'azur à la gerbe d'escourgeon (orge) d'or. Ornements extérieursCouronne murale : trois tours |
| Blason de Lahoussoye | Détails | La commune s'est inspirée du blason de la famille de Scourjon (D'azur à trois gerbes d'escourgeon [variété d'orge] d'or), d'où elle n'a repris qu'une gerbe. Utilisé par la commune, le statut officiel reste à déterminer. |

| Blason de Lamotte-Buleux | Blason  | Divisé en chevron d'azur et de gueules, au chevron d'or brochant sur la partition accompagné de trois glands feuillés de deux pièces du même.                                                                                |
| Blason de Lamotte-Buleux | Détails | Le blason s'inspire du blason de la famille Duchesne de Lamotte (d’azur au chevron d’or accompagné de trois glands du même), seigneurs du lieu, avec un chevron de gueules en brisure. Adopté en 1985. Auteur(s)M-R. Brebion |

| Blason de Lanchères | Blason  | De sable au lion d'argent, armé et lampassé de gueules ; au chef cousu de sinople chargé de deux roses en bouton d'or. Ornements extérieursCouronne murale : trois tours |
| Blason de Lanchères | Détails | Le blason reprend le lion du blason de Jean de Biencourt de Poutrincourt, seigneur du lieu. Les deux boutons de roses rappellent la tradition selon laquelle le seigneur recevait chaque année deux boutons de roses et quatre pots de vin. * Ces armes emploient le terme « cousu » dans le seul but de contrevenir à la règle de contrariété des couleurs : elles sont fautives (sinople sur sable). Adopté en juin 1989. |

| Blason de Liancourt-Fosse | Blason  | D'argent aux trois tourteaux de gueules. Ornements extérieursDécorations : Croix de guerre 1914-1918, Croix de guerre 1939-1945. |
| Blason de Liancourt-Fosse | Détails | Est attribué à la commune le blason de la famille d'Amerval, seigneurs du lieu. Le statut officiel reste à déterminer.           |

| Blason de Licourt | Blason  | De sable à la bande d'or chargée d'un annelet de sinople et accompagnée de deux têtes de loup arrachées d'argent, languées de gueules, celle en pointe contournée. Ornements extérieursDécorations : Croix de guerre 1914-1918, Croix de guerre 1939-1945. |
| Blason de Licourt | Détails | Le blason reprend le blason de la famille Dournel, seigneurs du lieu (de sable, à bande d’or, chargée d’un annelet de sinople). Sont ajoutés deux têtes de loups évoquant leur présence dans les bois environnants jusqu'au XIXe siècle mais également le surnom des Licourtois : chés leups d'Licourt (les loups de Licourt). Adopté le 7 décembre 2020. Auteur(s)J. Dulphy, D. Juric |

| Blason de Liercourt | Blason  | De gueules à trois fleurs de lis d'or. Ornements extérieursDécorations : Croix de guerre 1939-1945. |
| Blason de Liercourt | Détails | Le blason s'inspire du blason du roi : la seigneurie de Liercourt, qui constituait l'une des pairies du Ponthieu, était d'abord tenue du roi, comte de Ponthieu. L'azur a été remplacé par le gueules. Utilisé par la commune, le statut officiel reste à déterminer. |

| Blason de Ligescourt | Blason  | D'azur au chevron d'or chargé de trois roses de gueules, accompagné en chef, à dextre, d'une molette d'argent et, à senestre, d'une merlette du même, au phénix d'argent sur son immortalité d'or en pointe, brochant en partie sur le chevron. Ornements extérieursCouronne murale : trois tours Décorations : Croix de guerre 1939-1945. |
| Blason de Ligescourt | Détails | La merlette est reprise du blason de la famille de Ponches (d'argent, à l'orle de huit merlettes de sinople), la molette du blason de la famille de Boufflers (d'argent à trois molettes de gueules, accompagnées de neuf croisettes recroisetées du même, trois rangées en chef, trois rangées en cœur et trois en pointe ordonnées 2 et 1) et le chevron d'or chargé de trois roses de gueules du blason de la famille de Gallet (d'azur, au chevron d'or, chargé de trois roses de gueules), trois familles seigneurs du lieu. Le phénix évoque la reconstruction du village après avoir détruit à 80% durant la Seconde Guerre Mondiale. Adopté le 6 novembre 2020. Auteur(s)J. Dulphy, D. Juric |

| Blason de Lignières-Châtelain | Blason  | De gueules aux trois croissants d'or.                                                                 |
| Blason de Lignières-Châtelain | Détails | Est attribué à la commune le blason de la famille des Essarts. Le statut officiel reste à déterminer. |

| Blason de Lihons | Blason  | Mi parti de gueules à la croix d'argent cantonnée de 4 têtes de lions contournées du même et d'azur à la croix d'or cantonnée de 4 têtes de lions du même. Ornements extérieursCouronne murale : trois tours Décorations : Croix de guerre 1914-1918, Croix de guerre 1939-1945. |
| Blason de Lihons | Détails | La commune a repris le blason du prieuré de Lihons,. Armes parlantes (lions). Adopté le 12 juin 1970. |

| Blason de Limeux | Blason  | De sable aux trois anges d'or, mains jointes et ailes déployées.                                                      |
| Blason de Limeux | Détails | Est attribué à la commune le blason de la famille de Limeu, seigneurs du lieu. Le statut officiel reste à déterminer. |

| Blason de Liomer | Blason  | De gueules aux trois lionceaux d'or, au chef d'argent. Ornements extérieursDécorations : Croix de guerre 1939-1945.                                              |
| Blason de Liomer | Détails | La commune a repris le blason de la famille de Liomer, seigneurs du lieu. Armes allusives (lion). Utilisé par la commune, le statut officiel reste à déterminer. |

| Blason de Long | Blason  | De gueules aux trois écussons de vair. Ornements extérieursCouronne murale : trois tours Décorations : Croix de guerre 1939-1945. Devise / CriBelle église, bieu catieu, s'téte din chés camps ses pieds din l'ieu » (belle église, beau château, sa tête aux champs, ses pieds dans l'eau) |
| Blason de Long | Détails | La commune a repris le blason du sceau communal datant du XIVe siècle. Utilisé par la commune, le statut officiel reste à déterminer. |

| Blason de Longavesnes | Blason  | Écartelé : au 1er d'azur à l'aigle d'argent, au 2e d'azur à la tête de brebis d'or, coupée et posée de trois-quarts, au 3e de gueules à la tête de cheval d'or, coupée et contournée, au 4e de gueules à la tête de vache coupée d'argent ; à la burelle ondée d'argent brochant sur le coupé de l'écartelé. Ornements extérieursSoutiens : deux branches de laurier Décorations : Croix de guerre 1914-1918. |
| Blason de Longavesnes | Détails | Les animaux évoquent le passé du village, les émaux et la burelle ondée s'inspirent du blason de la Somme. Le choix de l'aigle est inconnu. Statut officiel confirmé par la commune. |

| Blason de Longpré-les-Corps-Saints | Blason  | Parti : au 1er d'or à trois écussons de vair, au 2e d'azur à la fasce d'or chargée de trois merlettes de sable et accompagnée de trois croissants d'or. Ornements extérieursDécorations : Croix de guerre 1939-1945.         |
| Blason de Longpré-les-Corps-Saints | Détails | Le blason reprend le blason de la famille de Fontaines (en le triplant, et en ajoutant un fond d'or), à dextre, et le blason de la famille de Louvencourt, à senestre, seigneurs du lieu. Adopté en 1978. Auteur(s)J. Pacaud |

| Blason de Longueau | Blason  | D'argent aux trois aiglettes de sable, accompagnées en chef d'une étoile aussi de sable. Ornements extérieursDécorations : Croix de guerre 1939-1945. Devise / CriPax et labor (paix et travail) |
| Blason de Longueau | Détails | La commune a repris le blason de Pierre Caignet, prévôt de Longueau en 1405,. Adopté le 8 janvier 1971.                                                                                          |

| Blason de Longueval | Blason  | Bandé de vair et de gueules. Ornements extérieursDécorations : Croix de guerre 1914-1918.                                 |
| Blason de Longueval | Détails | Est attribué à la commune le blason de la famille de Longueval, seigneurs du lieu. Le statut officiel reste à déterminer. |

| Blason de Louvencourt | Blason  | D'azur semé de billettes d'or, à la bande d'argent brochante et chargée de trois molettes de gueules. Ornements extérieursSupports : deux louves Devise / CriOmni fidelis (fidèle à tous) |
| Blason de Louvencourt | Détails | La commune a repris le blason de Charles de Lestocq, seigneur du lieu et contrôleur des finances en 1696. Adopté en mai 2010. Auteur(s)C. Songis                                          |
| Blason de Louvencourt | Alias   | D'azur à la fasce d'or, chargée de trois merlettes de sable, accompagnée de trois croissants d'or. Ancien blason, non officiel, utilisé par la commune.                                   |

| Blason de Lucheux | Blason  | D'azur à un brochet d'argent langué de gueules, posé en pal. Ornements extérieursCouronne murale : trois tours                                                                 |
| Blason de Lucheux | Détails | La commune a repris le blason présent sur le sceau communal de 1270,. Armes parlantes en latin (luceus = brochet). Utilisé depuis 1270, le statut officiel reste à déterminer. |

Pas d'information pour les communes suivantes : Lachapelle, Lafresguimont-Saint-Martin, Laleu, Lamaronde, Lamotte-Brebière, Lamotte-Warfusée, Lanches-Saint-Hilaire, Languevoisin-Quiquery, Laucourt, Laviéville, Lawarde-Mauger-l'Hortoy, Léalvillers, Lesbœufs, Liéramont, Lignières, Lignières-en-Vimeu, Longuevillette, Louvrechy
- Haut – A
- B
- C
- D
- E
- F
- G
- H
- I
- J
- K
- L
- M
- N
- O
- P
- Q
- R
- S
- T
- U
- V
- W
- X
- Y
- Z

### M
| Blason de Machy | Blason  | D'azur aux trois aigles au vol abaissé d'or.                                                                             |
| Blason de Machy | Détails | La commune a repris le blason de la famille de Machy, seigneurs du lieu. Utilisé, le statut officiel reste à déterminer. |

| Blason de Mailly-Maillet | Blason  | D'or à trois maillets de gueules. Ornements extérieursCouronne murale : trois tours Décorations : Croix de guerre 1914-1918, Croix de guerre 1939-1945.                                                               |
| Blason de Mailly-Maillet | Détails | La commune a repris le blason de la famille de Mailly, seigneurs du lieu, mais a changé les maillets de sinople en gueules Armes parlantes (maillets). Utilisé par la commune, le statut officiel reste à déterminer. |

| Blason de Mailly-Raineval | Blason  | Écartelé : au premier et au quatrième d'or à la croix de sable chargée de cinq coquilles d'argent, au deuxième et au troisième d'or aux trois maillets de sinople. Ornements extérieursCouronne murale : trois tours Soutiens : une branche de chêne et une branche de laurier Décorations : Croix de guerre 1914-1918. Devise / CriHongne qui vonra (grogne qui voudra) |
| Blason de Mailly-Raineval | Détails | Le blason combine les blasons de deux familles seigneurs du lieu : les de Mailly (d'or à trois maillets de sinople) et les de Rayneval (d'or à la croix de sable chargée de cinq coquilles d'argent). Armes parlantes (maillets). Utilisé, le statut officiel reste à déterminer.                                                                                        |

| Blason de Maisnières | Blason  | Tranché d'azur à trois étoiles de six rais d'argent, et d'or à la bande d'azur. Ornements extérieursSupports : deux licornes |
| Blason de Maisnières | Détails | Le blason reprend la bande d'azur du blason de la famille de Maisnières (d'or aux trois bandes d'azur) et les molettes de la famille Lesperon mais le « trou » de celles-ci ont été oubliées, et ce sont donc des étoiles qui sont représentées. Adopté en 2024. |
| Blason de Maisnières | Alias   | D'or aux trois bandes d'azur. Ancien blason de la commune. |

| Blason de Maison-Ponthieu | Blason  | D'argent au sautoir de gueules chargé de quatre besants d'argent et cantonné de quatre lionceaux de sable ; au chef d'or chargé de trois bandes d'azur et à la bordure de gueules. |
| Blason de Maison-Ponthieu | Détails | Le blason reprend le blason de la famille de Wierre, seigneurs du lieu, et ajoute un chef évoquant le Ponthieu. Utilisé par la commune, le statut officiel reste à déterminer.     |

| Blason de Marcelcave | Blason  | D'argent au frêne arraché de sinople. Ornements extérieursDécorations : Croix de guerre 1914-1918.                                                                                      |
| Blason de Marcelcave | Détails | Le blason est inspiré du blason de Pierre du Fresne (d'or au frêne arraché de sinople), seigneur du lieu. L'or a été modifié en argent. Utilisé, le statut officiel reste à déterminer. |

| Blason de Mareuil-Caubert | Blason  | D'or à la croix d'azur. Ornements extérieursDécorations : Croix de guerre 1939-1945.                                |
| Blason de Mareuil-Caubert | Détails | La commune a repris le blason du prieuré de Mareuil. Utilisé par la commune, le statut officiel reste à déterminer. |

| Blason de Martainneville | Blason  | D'azur au chevron d'argent, chargé de trois trèfles de sable, accompagné de trois molettes d'or.                                                |
| Blason de Martainneville | Détails | Est attribué à la commune le blason de la famille du Bus, seigneurs de 2 hameaux disparus de la commune. Le statut officiel reste à déterminer. |

| Blason de Matigny | Blason  | Parti : au 1er d'argent à la croix pattée alésée de gueules, au 2e de gueules à trois fasces d'argent ; à la vergette d'argent brochant sur la partition. Ornements extérieursDécorations : Croix de guerre 1914-1918. |
| Blason de Matigny | Détails | Les raisons de ce choix de blason sont inconnus. Néanmoins, le premier parti pourrait évoquer la commanderie d'Eterpigny : elle aurait été une fondation templière. et le second le blason de Jean de Callendre seigneur du lieu. Une vergette d'argent a été ajoutée, sans en connaître la raison. Utilisé par la commune, le statut officiel reste à déterminer. |

| Blason de Méricourt-l'Abbé | Blason  | Écartelé : aux 1er et 4e d'azur à la main dextre appaumée d'argent, aux 2e et 3e d'argent à trois fleurs de lis au pied nourri de gueules. Ornements extérieursDécorations : Croix de guerre 1914-1918. |
| Blason de Méricourt-l'Abbé | Détails | La commune a repris le blason de la famille de Waroquier, seigneurs du lieu. Statut officiel confirmé par la commune.                                                                                   |

| Blason de Mers-les-Bains | Blason  | Écartelé : aux 1er et 4e de gueules à la bande d'or ; au 2e d'azur chargé de trois coqs d'or ; au 3e d'azur à la fasce d'or accompagnée en chef de deux roses d'argent et en pointe d'un croissant du même Ornements extérieursDécorations : Croix de guerre 1939-1945 Devise / CriIn litore floreo (sur le littoral, je m'épanouis) |
| Blason de Mers-les-Bains | Détails | Le blason reprend les blasons de trois familles seigneurs de Mers et ses hameaux : les Torcy (de sable à la bande d'or), les Mython (une fasce, deux roses, un croissant) et les Lattaignant (les trois coqs). Le sable des Torcy a été modifié en gueules. Adopté en décembre 1962. Auteur(s)J. Lebeuf                              |

| Blason de Mesge (Le) | Blason  | De gueules aux six étoiles d'or.                                                                                 |
| Blason de Mesge (Le) | Détails | Est attribué à la commune le blason de Robert du Mesge, seigneur du lieu. Le statut officiel reste à déterminer. |

| Blason de Mesnil-Bruntel | Blason  | Écartelé : aux 1er et 4e échiqueté d'or et de gueules de cinq tires de cinq points, aux 2e et 3e de gueules au lion d'argent armé, lampassé et couronné d'or. Ornements extérieursCouronne murale : trois tours Décorations : Croix de guerre 1914-1918.  |
| Blason de Mesnil-Bruntel | Détails | Le blason combine les blasons des familles d'Auxy et de Blécourt, seigneurs du lieu. Il est dit qu'une pierre tombale présente dans l'ancienne église présentait cet écu. Adopté en septembre 2023. Auteur(s)J. Dulphy, R. Godbert, D. Juric, A. Voronzov |

| Blason de Mesnil-Domqueur | Blason  | D'azur au chevron d'or chargé de trois roses de gueules et accompagné de trois molettes d'argent ; sur le tout, d'or au chevron de gueules soutenu d'une épée du même. |
| Blason de Mesnil-Domqueur | Détails | Le blason combine les blasons des familles de Damiette (d'argent au chevron de gueules soutenu d'une épée haute du même) ; l'argent a été remplacé par de l'or par souci de lisibilité ; et des Le Bel (d'azur au chevron d'or chargé de trois roses de gueules et accompagné de trois molettes d'éperon d'argent). Adopté le 1er avril 2015. Auteur(s)J. Dulphy |

| Blason de Mesnil-en-Arrouaise | Blason  | D'or à la bande d'azur chargée de trois arbres d'argent posés à plomb, accompagnée en chef d'une croisette ancrée de gueules et en pointe d'une maison de sinople. |
| Blason de Mesnil-en-Arrouaise | Détails | Les arbres évoquent l'ancienne forêt d'Arrouaise, la maison rappelle l'étymologie du nom Mesnil, signifiant petit domaine agricole. La croix ancrée est une référence à l'abbaye de Saint-Vaast (d'or à la croix ancrée et alaisée de gueules), seigneur du lieu. Adopté en 2007. Auteur(s)N. Quint |

| Blason de Métigny | Blason  | De sable aux trois étoiles d'argent.                                                                                                 |
| Blason de Métigny | Détails | La commune a repris le blason de Basine de Métigny, seigneur du lieu. Utilisé par la commune, le statut officiel reste à déterminer. |

| Blason de Mézerolles | Blason  | Écartelé : au 1er de sinople à trois canards en vol de sable, au 2e d'argent à trois peupliers de sinople, au 3e d'argent à la truite au naturel, posée en pal, contournée et ployée vers dextre, au 4e de sinople au grêlier contourné d'or. Ornements extérieursCouronne murale : trois tours Soutiens : deux branches de saules         |
| Blason de Mézerolles | Détails | Est attribué à la commune ce blason qui évoque la campagne et la nature : la truite pour l'Authie, les peupliers pour les marais, les canards sauvages et la trompette de chasseurs. * Il y a là non-respect de la règle de contrariété des couleurs : ces armes sont fautives (sable sur sinople). Le statut officiel reste à déterminer. |

| Blason de Mézières-en-Santerre | Blason  | D'azur fretté d'or. Ornements extérieursDécorations : Croix de guerre 1914-1918.                                                           |
| Blason de Mézières-en-Santerre | Détails | La commune a repris le blason de la famille de Béthisy, seigneurs du lieu,. Utilisé par la commune, le statut officiel reste à déterminer. |

| Blason de Miannay | Blason  | D'azur aux trois molettes d'argent.                                                                                    |
| Blason de Miannay | Détails | La commune a repris le blason de la famille de Miannay. Utilisé par la commune, le statut officiel reste à déterminer. |

| Blason de Millencourt-en-Ponthieu | Blason  | D'argent au chevron de sable accompagné en chef de deux roses de jardin de gueules, tigées et feuillées de sinople, posées dans le sens du chevron et en pointe d'un soleil non figuré d'or. |
| Blason de Millencourt-en-Ponthieu | Détails | Le blason s'inspire du blason de la famille de Dreux-Brézé (d’azur au chevron d’or, accompagné en chef de deux roses d’argent et en pointe d’un soleil d'or), seigneurs du village, les roses de jardin rappellent également le fleurissement du village. * Il y a là non-respect de la règle de contrariété des couleurs : ces armes sont fautives (métal sur métal). Adopté en 2003. Auteur(s)A. Berthelot |

| Blason de Miraumont | Blason  | D'argent à trois tourteaux de gueules. Ornements extérieursCouronne murale : trois tours Décorations : Croix de guerre 1914-1918.           |
| Blason de Miraumont | Détails | La commune a repris le blason de la famille de Miraumont, seigneurs du lieu. Utilisé par la commune, le statut officiel reste à déterminer. |

| Blason de Molliens-au-Bois | Blason  | D'or à l'arbre de sinople ; chapé d'azur chargé de deux bouquets de trois roseaux à massette tigés et feuillés d'or, chacun soutenu d'un croissant d'argent. |
| Blason de Molliens-au-Bois | Détails | Le blason s'inspire du blason de la famille de Poujol de Molliens (d'azur, au pal d'argent accosté de deux croissants du même supportant chacun un bouquet de trois roseaux à masette [ou trois roseaux sans bouquet] tigés et feuillés d'or). Le pal est remplacé par un chapé d'or, faisant référence à la famille du Fresne (d'or au frêne de sinople) et pour y faire figurer un arbre, évoquant le nom du village. Adopté le 29 avril 2016. Auteur(s)J. Dulphy |

| Blason de Molliens-Dreuil | Blason  | D'argent à trois fasces d'azur. Ornements extérieursCouronne murale : trois tours |
| Blason de Molliens-Dreuil | Détails | La commune a repris le blason de la famille de Picquigny, seigneurs des hameaux de Molliens-Vidame et Dreuil-lès-Molliens qui ont formé Molliens-Dreuil. Utilisé par la commune, le statut officiel reste à déterminer. |

| Blason de Monchy-Lagache | Blason  | De gueules à trois maillets d'or. Ornements extérieursCouronne murale : trois tours Décorations : Croix de guerre 1914-1918.             |
| Blason de Monchy-Lagache | Détails | La commune a repris le blason de la famille de Monchy, seigneurs du lieu. Utilisé par la commune, le statut officiel reste à déterminer. |

| Blason de Monsures | Blason  | D'or à la bande ondée d'azur accompagnée de deux peupliers de sinople ; au franc-quartier de gueules chargé d'une tour d'argent ouverte, ajourée et maçonnée de sable.                                                                                            |
| Blason de Monsures | Détails | Le franc-quartier à la tour rappelle le blason du baron Louis Boyeldieu, originaire du lieu. La bande ondée symbolise la rivière La Selle et les peupliers représentent les peupleraies communales. Statut officiel confirmé par la commune. Auteur(s)J.-F. Binon |

| Blason de Montauban-de-Picardie | Blason  | D'argent à la fasce d'azur accompagnée de trois tourteaux de gueules ; au chef du même chargé d'un léopard d'or. Ornements extérieursCouronne murale : trois tours Décorations : Croix de guerre 1914-1918. |
| Blason de Montauban-de-Picardie | Détails | La commune utilise ce blason, dont on ne connait pas du tout l'origine : il a existé une famille de Montauban (d'argent à la fasce d'azur accompagnée de trois tourteaux de gueules, au chef de gueules chargé d'un léopard d'or) et parmi les autres familles possédant le village, aucune ne portait ce blason. Statut officiel confirmé par la commune. |

| Blason de Montdidier | Blason  | D'azur à la tour crénelée, donjonnée d'une tourelle crénelée d'argent, ouverte de gueules, maçonnée et ajourée de sable, accompagnée de sept fleurs de lis d'or, trois à dextre, trois à senestre, la septième coupée, la partie inférieure mouvant du point du chef, la partie supérieure mouvant de la pointe. Ornements extérieursCouronne : comte Décorations : Légion d'honneur, Croix de guerre, Croix de guerre 1939-1945. Devise / CriUrbs cultissima (ville très cultivée) |
| Blason de Montdidier | Détails | La commune reprend le blason inscrit sur le sceau communal,. Utilisé depuis 1308, le statut officiel reste à déterminer. |

| Blason de Moreuil | Blason  | D'azur semé de fleurs de lys d'or au lion naissant d'argent brochant sur le tout. Ornements extérieursCouronne murale : trois tours Décorations : Croix de guerre 1914-1918, Croix de guerre 1939-1945. |
| Blason de Moreuil | Détails | La commune a repris le blason de Bernard III de Moreuil, seigneur du lieu,. Utilisé par la commune, le statut officiel reste à déterminer.                                                              |

| Blason de Morlancourt | Blason  | D'or à la fasce de menu vair au lion de gueules brochant sur le tout. Ornements extérieursDécorations : Croix de guerre 1914-1918. |
| Blason de Morlancourt | Détails | La commune a repris le blason de la famille de Morlancourt, seigneurs du lieu. Adopté vers 1900.                                   |

| Blason de Morvillers-Saint-Saturnin | Blason  | D'argent aux deux fasces de gueules.                                                                                       |
| Blason de Morvillers-Saint-Saturnin | Détails | Est attribué à la commune le blason de la famille de Morvillers, seigneurs du lieu. Le statut officiel reste à déterminer. |

| Blason de Moyencourt-lès-Poix | Blason  | De gueules à la bande d'argent, chargée en chef d'une croisette fichée de sable à plomb, au chef d'or chargé de trois croisettes potencées de sable. |
| Blason de Moyencourt-lès-Poix | Détails | Est attribué à la commune le blason de la famille de Moyencourt, seigneurs du lieu. Le statut officiel reste à déterminer.                           |

| Blason de Moyenneville | Blason  | D'argent aux deux lions affrontés de sable, armés et lampassés de gueules, au double trescheur contre-fleurdelysés du même. Ornements extérieursCouronne murale : trois tours Décorations : Croix de guerre 1939-1945.                                                             |
| Blason de Moyenneville | Détails | Le blason s'inspire du blason de la famille de Moyenneville (d'argent à deux lions affrontés de sable au trescheur fleuré de gueules), originaire du lieu : le trescheur est devenu un double trescheur et les lions sont armés et lampassés de gueules. Adopté le 9 février 1970. |

| Blason de Muille-Villette | Blason  | De gueules au pal d'or accosté de quatre demi-vols du même, adossés deux à deux. Ornements extérieursCouronne murale : trois tours Décorations: Croix de guerre 1914-1918, Croix de guerre 1939-1945. |
| Blason de Muille-Villette | Détails | Le blason semblerait être apparu d'une erreur de blasonnement : la commune aurait repris la description du blason de Charles de Bovelles, seigneur du lieu, tel que décrit par Paul Decagny. Or, il portait : de gueules au vol abaissé d'or, au pal de sinople chargé de trois coquilles d'argent, brochant sur le tout.. Utilisé par la commune, le statut officiel reste à déterminer. |

Pas d'information pour les communes suivantes : Machiel, Maison-Ponthieu, Maizicourt, Malpart, Marché-Allouarde, Marchélepot-Misery, Marestmontiers, Maricourt, Marieux, Marlers, Marquaix, Marquivillers, Maucourt, Maurepas, Le Mazis, Méaulte, Méharicourt, Meigneux, Le Meillard, Méneslies, Méréaucourt, Mérélessart, Méricourt-en-Vimeu, Mesnil-Martinsart, Mesnil-Saint-Georges, Mesnil-Saint-Nicaise, Millencourt, Mirvaux, Moislains, Mons-Boubert, Montagne-Fayel, Montigny-les-Jongleurs, Montigny-sur-l'Hallue, Montonvillers, Morchain, Morcourt, Morisel, Mouflers, Mouflières, Moyencourt
- Haut – A
- B
- C
- D
- E
- F
- G
- H
- I
- J
- K
- L
- M
- N
- O
- P
- Q
- R
- S
- T
- U
- V
- W
- X
- Y
- Z

### N
| Blason de Naours | Blason  | D'azur à l'épée basse d'or posée en bande, à la lampe à huile du même, allumée de gueules, la flamme à senestre ; au comble de sable chargé de l'inscription « NAOURS » d'or.                                |
| Blason de Naours | Détails | La lampe à huile allumée et l'épée évoquent le village souterrain creusé pour protéger les villageois lors des guerres depuis le IXe siècle . Utilisé par la commune, le statut officiel reste à déterminer. |

| Blason de Nesle | Blason  | De gueules à trois poissons d'or posés en pal, celui du milieu plus petit et surmonté d'une fleur de lys du même. Ornements extérieursCouronne murale : trois ou quatre tours Soutiens : une branche de chêne et une branche de laurier Décorations : Croix de guerre 1914-1918, Croix de guerre 1939-1945.                                                                               |
| Blason de Nesle | Détails | Le blason s'inspire d'un sceau communal du XIVe siècle : de gueules semé de trèfles d'or aux deux poissons adossés du même brochant sur le tout, les deux bars ont été modifiés en trois poissons de rivière, plus conforme aux espèces présentes dans le bourg et le semé a disparu au profit d'une unique fleur de lis,. Utilisé par la commune, le statut officiel reste à déterminer. |

| Blason de Neuilly-le-Dien | Blason  | Divisé en chevron : au 1er de sable plain, au 2e d’azur à la rose d’argent ; au chevron de sinople soutenu d’argent, chargé sur chaque flanc de deux épis de blé empoignés en barre à dextre, en bande à senestre, le tout brochant ; au lion naissant d’argent brochant en chef. |
| Blason de Neuilly-le-Dien | Détails | Le blason reprend des éléments de deux familles seigneurs du lieu : le sable et le lion naissant de la famille Le Vasseur (de sable, à trois croissants d'argent, posés deux aux flancs et un en pointe, surmontés d'un lion naissant de même), l'azur et la rose de la famille Le Blond (d’azur au chevron d’argent accompagné de trois roses du même). Le chevron d'argent est devenu un soutenu d'argent pour un chevron de sinople, chargé de deux épis de blé pour évoquer l'agriculture Adopté le 25 février 2014. Auteur(s)J. Dulphy, D. Mesureur |

| Blason de Neuville-Coppegueule | Blason  | D'argent à trois fasces de gueules.                                                                                             |
| Blason de Neuville-Coppegueule | Détails | Est attribué à la commune le blason de la famille de La Rue, seigneurs du lieu. Utilisé, le statut officiel reste à déterminer. |

| Blason de Nibas | Blason  | De gueules à la hache franque d'argent, couronnée d'or et accostée de deux épées d'argent garnies d'or. |
| Blason de Nibas | Détails | Le blason s'inspire du blason de la famille de Nibas (de gueules à trois épées hautes d'argent garnies d'or, rangées en fasce), dont elle reprend les émaux et deux épées. La hache franque et la couronne évoque la bataille de Saucourt-en-Vimeu (hameau de Nibas) en 888. Adopté en 1980. Auteur(s)J. Dulphy, T. Sellier |

| Blason de Nouvion | Blason  | D'azur aux trois aigles d'or. Ornements extérieursCouronne murale : trois tours                                                            |
| Blason de Nouvion | Détails | La commune a repris le blason de la famille de Nouvion, seigneurs du lieu,. Utilisé par la commune, le statut officiel reste à déterminer. |

| Blason de Noyelles-en-Chaussée | Blason  | D'azur à la pie au naturel accompagnée de trois fleurs de lis d'or ; au chef d'azur chargé de trois bandes d'or et à la bordure de gueules. Ornements extérieursCouronne murale : trois tours Décorations : Croix de guerre 1939-1945.                                             |
| Blason de Noyelles-en-Chaussée | Détails | Le blason reprend ses éléments de plusieurs seigneurs du lieu : l'azur et la fleur de lis rappelle le blason de l'abbaye de Saint-Riquier, la pie évoque la famille Lagache, et le chef évoque le Ponthieu, son comté et ses comtes. Adopté le 22 février 2016. Auteur(s)J. Dulphy |

| Blason de Noyelles-sur-Mer | Blason  | D'argent à la fasce d'azur, accompagné en chef de trois fleurs de lys de gueules et en pointe d'une molette de sable.                       |
| Blason de Noyelles-sur-Mer | Détails | La commune reprend le blason de la famille de Noyelles, originaires du lieu. Utilisé par la commune, le statut officiel reste à déterminer. |

Pas d'information pour les communes suivantes : Nampont, Namps-Maisnil, Nampty, Nesle-l'Hôpital, Neslette, Neufmoulin, Neuilly-l'Hôpital, Neuville-au-Bois, La Neuville-lès-Bray, La Neuville-Sire-Bernard, Neuvillette, Nurlu
- Haut – A
- B
- C
- D
- E
- F
- G
- H
- I
- J
- K
- L
- M
- N
- O
- P
- Q
- R
- S
- T
- U
- V
- W
- X
- Y
- Z

### O
| Blason de Occoches | Blason  | D'argent à la fasce de gueules, surmontée de trois coqs de sable, membrés, crêtés, becqués et couronnés aussi de gueules.                 |
| Blason de Occoches | Détails | La commune a repris le blason de la famille d'Occoches, seigneurs du lieu. Utilisé par la commune, le statut officiel reste à déterminer. |

| Blason de Ochancourt | Blason  | De sable à la bande d'or accompagnée en chef de trois billettes ordonnées en orle et en pointe de trois molettes d'éperons ordonnées en orle, le tout du même, à une chouette d'argent brochant sur la bande. Ornements extérieursCouronne murale : trois tours Soutiens : une branche d'orme et une branche de chêne                                                                                 |
| Blason de Ochancourt | Détails | Le champ de sable, la bande d'or et les trois billettes sont repris du blason de la famille d'Anvin de Hardenthun, seigneurs du lieu. Les trois molettes d'éperons sont reprises de la famille Lesperon, également seigneurs du lieu. La chouette est une référence au surnom des habitants, chés dort in l'air d'Ochincourt (les chouettes d'Ochancourt). Adopté le 22 juin 2023. Auteur(s)J. Dulphy |

| Blason de Offignies | Blason  | D'argent au sautoir de gueules.                                                                                          |
| Blason de Offignies | Détails | Est attribué à la commune le blason de la famille d'Offignies, seigneurs du lieu. Le statut officiel reste à déterminer. |

| Blason de Offoy | Blason  | D'argent au sautoir d'azur cantonné de quatre alérions de gueules. Ornements extérieursDécorations : Croix de guerre 1914-1918. |
| Blason de Offoy | Détails | Est attribué à la commune le blason de la famille de Rune, seigneurs du lieu. Utilisé, le statut officiel reste à déterminer.   |

| Blason de Oisemont | Blason  | D'argent à la croix pattée alésée de gueules. Ornements extérieursCouronne murale : trois tours |
| Blason de Oisemont | Détails | La croix pattée évoque les chevaliers du Temple, seigneurs du lieu,. Adopté le 3 mars 1970.     |

| Blason de Oissy | Blason  | D'azur à trois daims saillants d'or ; au comble cousu de gueules chargé de l'inscription « OISSY » accostée à dextre d'une navette de tisserand posée en barre et à senestre d'un épi de blé, le tout d'or. |
| Blason de Oissy | Détails | Le blason est inspiré du blason de la famille de Trudaine (d'or à trois daims de sable), seigneurs du lieu, dont elle a repris les daims. La navette de tisserand et l'épi de blé rappellent les travaux des habitants au XIXe siècle. * Ces armes emploient le terme « cousu » dans le seul but de contrevenir à la règle de contrariété des couleurs : elles sont fautives (gueules sur azur). Statut officiel confirmé par la commune. |

| Blason de Oneux | Blason  | Taillé d'azur et d'argent ; à la crosse d'or, mouvant de la pointe, brochant sur le tout, adextrée d'une étoile à six rais d'argent et senestrée d'une fleur de lis au pied nourri de gueules. |
| Blason de Oneux | Détails | La crosse d'or et le champ d'azur rappelle le blason de l'abbaye de Saint-Riquier (d'azur à la crosse abbatiale d'or accompagnée de trois fleurs de lis du même), seigneurs d'Oneux. L'étoile à six rais d'argent évoque le blason de la famille de Neuville (étoile à six rais), seigneurs du hameau de Neuville. La fleur de lis au pied nourri de gueules est reprise du blason de la famille de Carpentin (d'argent à trois fleurs de lis au pied nourri de gueules), suzeraine du hameau du Festel. Adopté le 1er juillet 2013. Auteur(s)J. Dulphy, D. Juric, M. Leseur |

| Blason de Oust-Marest | Blason  | De sinople aux trois gerbes d'or liées de gueules. Ornements extérieursCouronne murale : trois tours                 |
| Blason de Oust-Marest | Détails | Le blason est inspiré de celui de Raoul d'Aoust, seigneur du lieu, et la commune a choisi ces émaux. Adopté en 1988. |

| Blason de Outrebois | Blason  | De gueules à trois chevrons de vair ; au franc-quartier de gueules chargé d'un lion d'or armé et lampassé d'azur.                                                            |
| Blason de Outrebois | Détails | Le blason est repris de celui de Gilles d'Amiens, seigneur du lieu. Les émaux du franc-quartier n'étant pas connus, ils ont été inventés. Adopté en 2019. Auteur(s)J. Dulphy |

| Blason de Ovillers-la-Boisselle | Blason  | Écartelé : au 1er d'azur à trois fleurs de lis d'or, au 2e échiqueté d'argent et de sable, au 3e de gueules à trois lionceaux d'or, au 4e d'argent à trois roses de gueules ; à la divise ondée d'argent brochant sur la partition. Ornements extérieursDécorations : Croix de guerre 1914-1918.    |
| Blason de Ovillers-la-Boisselle | Détails | Le 1er et 3e de l'écartelé ainsi que la divise ondée sont une référence au blason de la Somme, l'échiqueté rappelle la famille Sachy de Saint-Aubin, seigneurs d'Ovillers, et les roses évoquent la famille de Lagrénée, seigneurs de La Boisselle. Adopté le 17 juillet 2015. Auteur(s)J.-F. Binon |

Pas d'information pour les communes suivantes : Ô-de-Selle et Oresmaux
- Haut – A
- B
- C
- D
- E
- F
- G
- H
- I
- J
- K
- L
- M
- N
- O
- P
- Q
- R
- S
- T
- U
- V
- W
- X
- Y
- Z

### P
| Blason de Pargny | Blason  | D'azur à la barre d'argent chargée de trois canettes nageant de sable, becquées d'or et posées à plomb, accompagnée en chef d'une fleur de lis d'or et en pointe d'une tour du même. Ornements extérieursDécorations : Croix de guerre 1914-1918, Croix de guerre 1939-1945. |
| Blason de Pargny | Détails | La fleur de lis évoque le blason de la famille de Béthencourt (d'or à douze merlettes de gueules ordonnées en orle, accompagnées d'un lambel d'azur), seigneurs du lieu. Les canettes représentent la faune du village, la tour rappelle un château-fort présent dans la commune au XVIe siècle. La barre symboliserait la Somme. Utilisé par la commune, le statut officiel reste à déterminer. |

| Blason de Parvillers-le-Quesnoy | Blason  | D'or à trois chevrons d'azur entravaillés avec un chêne arraché de sinople englanté du champ, passant sous le deuxième chevron et brochant sur les deux autres. Ornements extérieursSoutiens : deux branches de laurier Décorations : Croix de guerre 1914-1918.                          |
| Blason de Parvillers-le-Quesnoy | Détails | Les trois chevrons d'azur sur champ d'or sont repris du blason de la famille de Rely, seigneurs de Parvillers. Le chêne évoque l'étymologie de Le Quesnoy, signifiant lieu planté de chêne. Armes allusives en picard (Quesne/chêne). Adopté le 17 mai 2022. Auteur(s)J. Dulphy, D. Juric |

| Blason de Pernois | Blason  | D'azur semé de trèfles d'or, à deux plumes adossées du même brochantes. Ornements extérieursCouronne murale : trois tours |
| Blason de Pernois | Détails | La commune a repris le blason de la famille de Pernois, seigneurs du lieu. Adopté le 10 décembre 2015.                    |

| Blason de Péronne | Blason  | D'azur aux trois fleurs de lis d'or, à la lettre P capitale couronnée du même en abîme. Ornements extérieursCouronne murale : quatre tours Supports : deux barbets Terrasse : épis de blé et roseaux à massette Cimier : une jeune fille tenant une épée Décorations : Légion d'honneur, Croix de guerre 1914-1918, Croix de guerre 1939-1945. Devise / CriUrbs nescia vinci (ville qui ignore la défaite). |
| Blason de Péronne | Détails | Le blason date du rattachement définitif de la ville à la France sous Louis XI au XVe siècle. En février 1536, François Ier a permis à la ville d'ajouter à son blason une couronne fleurdelisée au-dessus du « P », en souvenir du siège par Charles Quint, en 1536,. Utilisé depuis 1536, le statut officiel reste à déterminer.                                                                          |

| Blason de Picquigny | Blason  | Fascé d'argent et d'azur, à la bordure de gueules.                                                                                           |
| Blason de Picquigny | Détails | La commune a repris le blason de la famille de Picquigny, seigneurs du lieu,. Utilisé par la commune, le statut officiel reste à déterminer. |

| Blason de Pissy | Blason  | D'azur à deux truelles d'or passées en sautoir la poignée vers la pointe, cantonnées en chef d'une rose, en flancs de deux pommes feuillées d'une pièce et en pointe d'un poisson, le tout du même. Ornements extérieursCouronne murale : trois tours |
| Blason de Pissy | Détails | Le blason comprend deux truelles, en référence aux nombreux maçons recensés dans la commune au XIXe siècle. Les deux pommes symbolisent une variété locale, la Belle de Pissy. La rose, les émaux azur et or, sont repris du blason de la famille Chassepot de Pissy, seigneurs du lieu. Le poisson évoque le toponyme du village. Armes allusives en latin (Pissy/Pisciacum). Adopté le 29 septembre 2017. Auteur(s)J. Dulphy, D. Juric, P. Poiret, A. Voronzov. |

| Blason de Plachy-Buyon | Blason  | D'or à cinq peupliers de sinople, rangés en fasce, ceux des flancs et celui du milieu plus grands que les deux autres, posés sur une rivière flottée d'azur, mouvant de la pointe chargée de trois poissons d'argent ; au comble du champ* chargé de trois cœurs de gueules. Ornements extérieursCouronne murale : trois tours Soutiens : deux branches de laurier Décorations : Croix de guerre 1939-1945. |
| Blason de Plachy-Buyon | Détails | Les peupliers évoquent les arbres qui bordent la Selle, elle-même représentée par la rivière ondée et les poissons d'argent. Les trois cœurs de gueules évoquent l'engagement de la commune dans le domaine des collectes de sang. * Il y a là non-respect de la règle de contrariété des couleurs : ces armes sont fautives (Comble d'or sur champ d'or). Adopté en 1979. Auteur(s)A. Wallet               |

| Blason de Pœuilly | Blason  | D'azur à un marteau d'or soutenu par deux lions affrontés d'argent ; au chef cousu* de gueules chargé de trois trèfles d'argent. Ornements extérieursCouronne murale : trois tours Soutiens : deux branches d'épis de blé Décorations : Croix de guerre 1914-1918 |
| Blason de Pœuilly | Détails | Ce blason reprend le blason de la famille Pieffort (qui portait ce blason sans le marteau, avec deux lions non-affrontés), seigneurs du lieu. Le marteau d'or est celui de saint Éloi, saint patron de l'église. * Ces armes emploient le terme « cousu » dans le seul but de contrevenir à la règle de contrariété des couleurs : elles sont fautives (gueules sur azur). Adopté le 16 avril 2021. Auteur(s)J. Dulphy, D. Juric, A. Voronzov |

| Blason de Poix-de-Picardie | Blason  | D'azur à la tour d'or, maçonnée et ouverte de sable, accostée de deux croisettes recroisetées au pied fiché d'or. Ornements extérieursDécorations : Croix de guerre 1939-1945. Devise / CriEt semper manet (et reste toujours)                                                                                             |
| Blason de Poix-de-Picardie | Détails | Ce blason en a remplacé un autre, de gueules à la bande d’argent accompagnée de six croisettes recroisetées et fichées d’or, repris de la famille de Tyrel, et dont les croisettes seraient reprises. La tour rappelle un ancien donjon, construit en 1212. Utilisé par la commune, le statut officiel reste à déterminer. |

| Blason de Ponches-Estruval | Blason  | D'argent aux huit canettes de sinople, onglées et becquées de gueules, posées en orle.                                                    |
| Blason de Ponches-Estruval | Détails | La commune a repris le blason de la famille de Ponches, seigneurs du lieu. Utilisé par la commune, le statut officiel reste à déterminer. |

| Blason de Pont-de-Metz | Blason  | De gueules au pont à trois arches d'or crénelé et maçonné de sable, posé sur une rivière d'azur. Ornements extérieursCouronne murale : trois tours                                                              |
| Blason de Pont-de-Metz | Détails | Le blason symbolise le pont franchissant la Selle du Metz, nom originel de la commune et qui s'est transformé en Pont-de-Metz. Ce sont des armes parlantes. Armes parlantes (pont). Adopté le 28 novembre 1969. |

| Blason de Pont-Noyelles | Blason  | Coupé ondé : au 1er parti au I d'azur à la colonne Faidherbe d'argent et au II de gueules à saint Martin à cheval d'or, au 2e de sinople au pont isolé de trois arches d'argent, maçonné de sable et accompagné de trois nymphales (feuilles de nénuphar) d'or.                                                           |
| Blason de Pont-Noyelles | Détails | Le pont évoque le toponyme du village, les nénuphars rappellent leur présence dans le marais. Le saint Martin est le saint-patron de l'église, et la Colonne Faidherbe est un monument du village rappellant la bataille de Querrieu-Pont-Noyelles en 1870. Adopté en 2016. Auteur(s)J.-F. Binon, Écoliers de la commune. |

| Blason de Pont-Remy | Blason  | D'argent au chef de gueules. Ornements extérieursCouronne murale : trois tours Soutiens : un roseau entouré d'une corde accrochée à une gaffe, un roseau entouré d'une corde accrochée à une rame Décorations : Croix de guerre 1939-1945. |
| Blason de Pont-Remy | Détails | La commune a repris le blason de la famille de Pont-Remy, seigneurs du lieu,. Adopté le 10 mars 2014. |

| Blason de Ponthoile | Blason  | D'or au sautoir engrêlé de sable, cantonné en chef d'une étoile du même. |
| Blason de Ponthoile | Détails | La commune a repris le blason de la famille de Saint-Blimont ((d'or au sautoir engrelé de sable), seigneurs du lieu, et a ajouté une étoile en brisure. Utilisé par la commune, le statut officiel reste à déterminer. |

| Blason de Potte | Blason  | D'or à la barre (ou bande) de sinople chargée de trois pots de sable. Ornements extérieursDécorations : Croix de guerre 1914-1918, Croix de guerre 1939-1945. |
| Blason de Potte | Détails | La commune semblerait s'être trompé lors du choix de son blason : elle a repris le blason de la famille Potte, or cette famille est seigneur et originaire du village de Pottes en Belgique. Blasonnement fautif ou ambigu : Si le blasonnement décrit une bande, c'est bien une barre qui est dessinée par la commune. * Il y a là non-respect de la règle de contrariété des couleurs : ces armes sont fautives (sable sur sinople). Adopté en 1992. |

| Blason de Prouville | Blason  | De sinople à la bouterolle d'or. |
| Blason de Prouville | Détails | La commune a repris le blason de Louis de Brossart, seigneur du lieu. Utilisé par la commune, le statut officiel reste à déterminer. |

| Blason de Prouzel | Blason  | D'or à une aigle d'azur, becquée et membrée de gueules, chargée en cœur d'un écu de gueules au chef d'or, soutenue d'une burelle de sable frettée d'argent et cloutée du même ; au comble ondé d'azur chargé d'une coquille d'argent à dextre et d'une croix pattée du même à senestre. Ornements extérieursDécorations : Croix de guerre 1939-1945. |
| Blason de Prouzel | Détails | Plusieurs élements sont repris de familles seigneurs de la commune : l'écu central, de gueules au chef d'or, est celui de la famille de Longroy, l'aigle est repris du blason de la famille Le Sellier, la croix du blason de la famille Gaillard. Des éléments ont été empruntés aux résidents du domaine de Prouzel : la coquille évoque le blason du Général de Lamoricière, la burelle frettée est tirée du blason de la famille de L'Epine. Le comble ondé d'azur symbolise la Selle qui coule dans le village. Adopté le 30 mai 2023. Auteur(s)Conseil municipal, B. de L'Épine, J. Dulphy, R. Godbert. |

| Blason de Puchevillers | Blason  | Tranché : au 1er de sable à trois lionceaux d'or, au 2e d'or à la fleur de coquelicot de gueules, boutonnée de sable aux étamines d'or ; à la cotice de gueules chargée de cinq fusées d'argent aboutées, brochant sur la partition. |
| Blason de Puchevillers | Détails | L'explication du blason est incertaine : les losanges en bande seraient inspirés du blason de Baudoin de Puchevillers (cinq losanges posées en bande, accompagnées d'une molette à cinq rais), seigneur du lieu. Le coquelicot évoquerait les soldats anglais de la Première Guerre Mondiale (la commune possède un cimetière anglais) ou la Communauté de communes du Pays du Coquelicot. Utilisé par la commune, le statut officiel reste à déterminer. |

Pas d'information pour les communes suivantes : Pendé, Piennes-Onvillers, Pierregot, Le Plessier-Rozainvillers, Port-le-Grand, Poulainville, Pozières, Proyart, Punchy, Puzeaux, Pys
- Haut – A
- B
- C
- D
- E
- F
- G
- H
- I
- J
- K
- L
- M
- N
- O
- P
- Q
- R
- S
- T
- U
- V
- W
- X
- Y
- Z

### Q
| Blason de Quend | Blason  | Parti d'or et de sinople, à deux poissons nageant l'un au dessus de l'autre, de l'un en l'autre. Ornements extérieursCouronne murale : trois tours Décorations : Croix de guerre 1939-1945. |
| Blason de Quend | Détails | La commune a repris un sceau communal de Marquenterre, commune qui regroupait des villages et hameaux dont Quend était le bourg principal. Adopté le 25 septembre 1970.                     |

| Blason de Querrieu | Blason  | De gueules au lion d'argent ; à la bordure d'argent chargée de neuf merlettes de gueules. |
| Blason de Querrieu | Détails | Le blason reprend des éléments de deux familles seigneurs du lieu : le lion est celui des de Querrieu (écu au lion, émaux inconnus), les merlettes en orle des de Gaudechart (d'argent à neuf merlettes de gueules posées en orle). Adopté en juillet 2012. Auteur(s)J. Dulphy, D. Juric |

| Blason de Quesne (Le) | Blason  | De vair au pal de gueules. |
| Blason de Quesne (Le) | Détails | La commune a repris le blason de la famille du Quesne, et a ajouté un émail pour le pal. Utilisé par la commune, le statut officiel reste à déterminer. |

| Blason de Quesnoy-sur-Airaines | Blason  | De gueules à un chêne arraché d'or et à l'écu d'hermine à trois fleurs de lys au pied nourri de gueules, brochant en cœur ; au chef échiqueté d'azur et d'argent. Ornements extérieursDécorations : Croix de guerre 1939-1945. |
| Blason de Quesnoy-sur-Airaines | Détails | Le chef échiqueté est repris du blason de la famille d'Ailly (de gueules à deux branches d'alizier d'argent passées en double sautoir, au chef échiqueté d'azur et d'argent), l'écu central est de la famille Quiéret (d'hermine à trois fleurs de lis au pied nourri de gueules), deux familles seigneurs du lieu. Le chêne évoque le toponyme du village. Armes allusives en picard (Quesne/chêne). Statut officiel confirmé par la commune. Auteur(s)J. Dulphy |

Pas d'information pour les communes suivantes : Le Quesnel, Quesnoy-le-Montant, Quevauvillers, Quiry-le-Sec, Quivières
- Haut – A
- B
- C
- D
- E
- F
- G
- H
- I
- J
- K
- L
- M
- N
- O
- P
- Q
- R
- S
- T
- U
- V
- W
- X
- Y
- Z

### R
| Blason de Rainneville | Blason  | Écartelé : aux 1er et 4e de gueules à trois fasces d'or, aux 2e et 3e d'argent à trois étoiles de sable. |
| Blason de Rainneville | Détails | La commune a repris le blason de la famille de Rainneville (écartelé aux I et IV d'argent à trois étoiles de sable et II et III de gueules à trois fasces d'or), seigneurs du lieu, mais a inversé l'écartelé comme sur la représentation de ce blason sur l'église du village. Utilisé par la commune, le statut officiel reste à déterminer. |

| Blason de Ramburelles | Blason  | D'azur à l'écusson d'argent. Ornements extérieursCouronne murale : trois tours                                                                |
| Blason de Ramburelles | Détails | La commune a repris le blason de la famille de Ramburelles, seigneurs du lieu. Utilisé par la commune, le statut officiel reste à déterminer. |

| Blason de Rambures | Blason  | D'or aux trois fasces de gueules. Devise / CriDeo duce ferro comite (dieu pour guide, l'épée pour compagne)                                 |
| Blason de Rambures | Détails | La commune a repris le blason de la famille de Rambures, seigneurs du lieu,. Utilisé par la commune, le statut officiel reste à déterminer. |

| Blason de Ribeaucourt | Blason  | De sable à une fleur de lis d'argent florencée d'or.                                                                        |
| Blason de Ribeaucourt | Détails | Est attribué à la commune le blason de la famille de Ribeaucourt, seigneurs du lieu. Le statut officiel reste à déterminer. |

| Blason de Riencourt | Blason  | D'argent aux trois fasces de gueules frettées d'or. Ornements extérieursTenants : deux hommes sauvages Terrasse : pelouse                   |
| Blason de Riencourt | Détails | La commune a repris le blason de la famille de Riencourt, seigneurs du lieu. Utilisé par la commune, le statut officiel reste à déterminer. |

| Blason de Rivery | Blason  | De gueules à trois pals de vair ; au franc-canton d'or.                                             |
| Blason de Rivery | Détails | La commune a repris le blason de la famille de Rivery, seigneurs du lieu. Adopté le 5 octobre 1970. |

| Blason de Roisel | Blason  | D'azur à un buste de Saint Fursy, évêque, auréolé, tenant dans sa dextre une crosse et cantonné, en chef, de deux fleurs de lys et, en pointe, de deux rencontres de bœuf, le tout d'or. Ornements extérieursCouronne murale : trois tours Décorations : Croix de guerre 1914-1918. |
| Blason de Roisel | Détails | La commune a repris le blason du chapitre (du collège des chanoines) de la collégiale Saint-Fursy de Péronne, seigneurs du lieu,. Adopté en 1967. |

| Blason de Rollot | Blason  | Parti : au 1er d'or à une tour de gueules maçonnée de sable, au 2e coupé au I de sinople à une feuille de houx d'argent, au II de gueules à la barre d'argent ; le tout sommé d'un chef d'azur chargé d'une fleur de lis d'or adextrée d'une plume d'argent posée en bande et senestrée d'un besant d'or. Ornements extérieursDécorations : Croix de guerre 1914-1918. |
| Blason de Rollot | Détails | Le blason de la commune a repris, pour partie, des éléments des blasons de deux familles qui ont tenu la seigneurie. La tour évoque les De La Tournelle (écu aux cinq tours), la barre d'argent sur le gueules rappelle la famille de Roye (de gueules à une bande d'argent). La feuille de houx d'argent sur sinople reprend le blason du chapitre de l'église collégiale de la Sainte-Madeleine de Rollot. La plume évoque Antoine Galland, originaire du village et traducteur des contes Les Mille et Une Nuits. La fleur de lis rappellerait que Galland était "antiquaire du roi" sous Louis XIV. Le besant d'or symbolise le fromage du village, le Rollot. Utilisé par la commune, le statut officiel reste à déterminer. |

| Blason de Ronssoy | Blason  | De sinople à une branche de ronce d'argent ; au chef du même chargé de trois lionceaux de sable, lampassés de gueules et couronnés d'or. Ornements extérieursDécorations : Croix de guerre 1914-1918.                                                                            |
| Blason de Ronssoy | Détails | Le chef provient du blason de la famille d'Halluin (d'argent à trois lionceaux de sable, lampassés de gueules et couronnés d'or), la branche de ronce fait référence à l'étymologie du lieu (lieu planté de ronces). Armes parlantes (ronce). Adopté en 2023. Auteur(s)J. Dulphy |

| Blason de Rosières-en-Santerre | Blason  | D'azur à un pampre d'argent fruité de gueules, surmonté d'une couronne comtale d'or avec ses perles et ses gemmes au naturel, accosté de deux fleurs de lis d'or et soutenu d'une autre du même. Ornements extérieursCouronne murale : trois tours Décorations : Croix de guerre 1914-1918, Croix de guerre 1939-1945. |
| Blason de Rosières-en-Santerre | Détails | Le blason est utilisé par la commune depuis le milieu du XIXe siècle mais l'origine est inconnue. Les trois fleurs de lis pourraient évoquer l'instauration des trois foires franches par Henri II en 1579,. Utilisé par la commune, le statut officiel reste à déterminer.                                            |

| Blason de Rouvrel | Blason  | Coupé : au 1er parti au I d'azur à un gland tigé et feuillé de deux pièces d'or, posé en pal, le gland en chef, au II de sinople à sept épis de blé, empoignés en éventail et liés d'or, au 2e d'argent à saint Martin de carnation, vêtu de gueules, auréolé d'or, coupant son manteau avec une épée d'or, sur un cheval de tenné. Ornements extérieursDécorations : Croix de guerre 1914-1918. |
| Blason de Rouvrel | Détails | Pas d'explications connue. Adopté en novembre 2023. Auteur(s)J.-F. Binon. |

| Blason de Rouvroy-en-Santerre | Blason  | De sable à la croix d'argent chargée de cinq coquilles de gueules. Ornements extérieursDécorations : Croix de guerre 1914-1918. Devise / CriEgo etiam amavi roboretum (j'ai aimé ce lieu planté de chênes rouvres) |
| Blason de Rouvroy-en-Santerre | Détails | Est attribué à la commune le blason de la famille de Rouvroy, seigneurs du lieu. Le statut officiel reste à déterminer.                                                                                            |

| Blason de Roye | Blason  | De gueules à la bande d'argent, au chef cousu d'azur chargé de trois fleurs de lys d'or. Ornements extérieursCouronne murale : trois tours Tenants : un paysan et une paysanne Soutiens : une branche de chêne et une branche de laurier Décorations : Croix de guerre 1914-1918, Croix de guerre 1939-1945.                                                          |
| Blason de Roye | Détails | La commune a repris le blason de la famille de Roye, seigneurs du lieu. Le chef pourrait symboliser le passage de nombreux rois dans la ville,. * Ces armes emploient le terme « cousu » dans le seul but de contrevenir à la règle de contrariété des couleurs : elles sont fautives (azur sur gueules). Utilisé depuis 1381, le statut officiel reste à déterminer. |

| Blason de Rubempré | Blason  | D'argent aux trois jumelles de gueules. Ornements extérieursDécorations : Croix de guerre 1939-1945.                              |
| Blason de Rubempré | Détails | Est attribué à la commune le blason de la famille de Rubempré, seigneurs du lieu. Utilisé, le statut officiel reste à déterminer. |

| Blason de Rue | Blason  | D'azur aux trois lettres capitales R, U et E d'or, ordonnées 2 et 1 ; au chef d'azur à trois bandes d'or et à la bordure de gueules. Ornements extérieursCouronne murale : trois tours Soutiens : deux branches de laurier |
| Blason de Rue | Détails | La commune a repris un contre-sceau d'un accord sur une dîme datant de 1489. Utilisé par la commune, le statut officiel reste à déterminer.                                                                                |

Pas d'information pour les communes suivantes : Raincheval, Rancourt, Regnière-Écluse, Remaisnil, Remaugies, Remiencourt, Rethonvillers, Revelles, Ribemont-sur-Ancre, Rogy, Roiglise, Rouy-le-Grand, Rouy-le-Petit, Rubescourt, Rumigny
- Haut – A
- B
- C
- D
- E
- F
- G
- H
- I
- J
- K
- L
- M
- N
- O
- P
- Q
- R
- S
- T
- U
- V
- W
- X
- Y
- Z

### S
| Blason de Saigneville | Blason  | Tiercé en pairle renversé : au 1er de sinople à quatre roseaux à massettes d'or, empoignés deux par deux, au 2e d'or à trois quintefeuilles d'azur, au 3e d'azur à deux fasces ondées d'argent et à une ancre de sable brochante.                    |
| Blason de Saigneville | Détails | Les roseaux évoquent l'étymologie du village (ville de roseaux), les quintefeuilles d'azur rappellent la culture du lin, les fasces représentent la Somme et l'ancre, le canal qui traverse la commune. Adopté en juillet 2021. Auteur(s)J.-F. Binon |

| Blason de Sailly-le-Sec | Blason  | D'or à la bande de sable chargée de trois ancres d'or posées à plomb, accompagnée de deux saules arrachés de sinople. Ornements extérieursCouronne murale : trois tours Soutiens : deux branches de saules Décorations : Croix de guerre 1914-1918. |
| Blason de Sailly-le-Sec | Détails | La bande de sable et le champ d'or sont empruntées au blason de Pierre Dragon, seigneur du lieu. Les ancres sont tirées de celui de la famille de Lancry, également seigneurs du lieu. Enfin, les deux saules renvoient au toponyme du village (lieu planté de saules). Armes allusives (Saules/Sailly). Adopté le 11 février 2021. Auteur(s)J. Dulphy, R. Godbert, D. Juric, A. Voronzov. |

| Blason de Sailly-Saillisel | Blason  | D'argent au lion de gueules, lampassé d'azur, armé et couronné d'or. Ornements extérieursDécorations : Croix de guerre 1914-1918. Devise / CriDu plus haut, Sailly                                                     |
| Blason de Sailly-Saillisel | Détails | La commune a repris le blason de la famille de Sailly, seigneurs du lieu. Adopté en 2011. |
| Blason de Sailly-Saillisel | Alias   | D'azur au lion d'argent, couronné d'or, armé de gueules et lampassé du champ. Ancien blason officiel (2010-2011) de la commune, il s'inspirait du blason de la famille de Sailly, dont les émaux avaient été modifiés. |

| Blason de Sains-en-Amiénois | Blason  | De gueules aux trois bustes de martyr d'or accompagnés en pointe d'une croisette surmontée d'une épée et d'une palme passées en sautoir, le tout du même. Ornements extérieursDécorations : Croix de guerre 1939-1945. |
| Blason de Sains-en-Amiénois | Détails | Les trois bustes représentent Fuscien, Victoric et Gentien, trois martyrs tués par les Romains au IIe siècle dans le village. Les autres symboles n'ont pas d'explication connue. Adopté le 3 juillet 2006.            |

| Blason de Saint-Aubin-Rivière | Blason  | Parti : au 1er échiqueté d'or et de gueules, au 2e d'argent fretté de gueules. Ornements extérieursCouronne : marquis Soutiens : deux branches de laurier Devise / CriDiscite quid potuere patres (apprendre ce qu'ont fait nos aïeux) |
| Blason de Saint-Aubin-Rivière | Détails | L'écu porte les blasons de deux familles seigneurs du lieu : les d'Auxy (échiqueté d'or et de gueules) et les de Soyécourt (d'argent fretté de gueules). Utilisé par la commune, le statut officiel reste à déterminer.                |

| Blason de Saint-Blimont | Blason  | De sable au sautoir engrêlé d'or.                                                                                           |
| Blason de Saint-Blimont | Détails | La commune a repris le blason de la famille de Saint-Blimond, seigneurs du lieu, et en a inversé les émaux. Adopté en 1980. |

| Blason de Saint-Fuscien | Blason  | D'azur à deux chevronnels jumelés d'or accompagnés de trois besants d'argent. Ornements extérieursDécorations : Croix de guerre 1939-1945.                                                       |
| Blason de Saint-Fuscien | Détails | Le blason est inspiré de celui de l'abbaye de Saint-Fuscien (d'azur à trois chevrons d'argent accompagnés de trois étoiles d'or). Utilisé par la commune, le statut officiel reste à déterminer. |

| Blason de Saint-Gratien | Blason  | Écartelé : au 1er d'argent, au buste de saint Gratien de carnation, d'azur, paré de gueules, chevelé et barbé de sable, auréolé d'or, au 2e d'argent à trois lionceaux de sable, au 3e d'azur à trois fleurs de lis d'or, au 4e d'or à trois noisettes d'argent, renversées posées en barre, involucrées et tigées de sinople ; à la fasce de gueules chargée de l'inscription "Saint Gratien" en lettres onciales de sable brochant sur la partition. |
| Blason de Saint-Gratien | Détails | Les trois lionceaux et les trois fleurs de lis sont empruntés au blason de la Picardie. Le buste de saint Gratien évoque Gratien d'Amiens, arrêté et décapité par les Romains dans le village. Sa houlette de coudrier fut placée sur sa tombe et en une nuit, elle prit racine, et devint un beau buisson de noisetier, d'où les trois noisettes. Ces noisettes pourrait également rappeler la légende qui prétend que chaque année dans la nuit de la Saint-Gratien, les noisetiers du village donnent des fruits de la couleur du sang. * Il y a là non-respect de la règle de contrariété des couleurs : ces armes sont fautives (sable sur gueules). Adopté vers 1980. |

| Blason de Saint-Léger-lès-Authie | Blason  | Parti émanché de quatre plus une demie pièces d’argent et d’une demie plus quatre pièces de gueules. Ornements extérieursCouronne murale : trois tours Supports : deux lévriers Devise / CriFidelis in minimo et in majori fidelis (celui qui est fidèle pour les petites choses, est aussi fidèle pour les grandes) |
| Blason de Saint-Léger-lès-Authie | Détails | Le blason est fortement inspiré de celui de la famille de Landas (coupé émanché d'argent et de gueules de quatre pièces), seigneurs du lieu. Adopté en 2007. Auteur(s)C. Songis |

| Blason de Saint-Léger-lès-Domart | Blason  | Coupé : au 1er d’azur au soleil d’or, au 2e d’or au tilleul arraché de sinople ; à la divise ondée d’argent brochant sur la partition. Ornements extérieursCouronne murale : trois tours Soutiens : une branche de laurier et une branche de chêne Décorations : Croix de guerre 1939-1945. |
| Blason de Saint-Léger-lès-Domart | Détails | La divise ondée représente la Nièvre qui coule dans la commune, le tilleul symbolise le Tilleul de la Croix de Notre-Dame de Bonne-Garde, un arbre classé sur les hauteurs du village. Le soleil évoquerait la tradition selon laquelle, en mai, existait une procession au cours de laquelle le prêtre bénissait les cultures et où les paroissiens priaient pour que le blé soit beau. Adopté en 1992. |

| Blason de Saint-Ouen | Blason  | D'azur au sautoir d'argent accompagné de quatre aiglettes du même. Ornements extérieursCouronne murale : trois tours |
| Blason de Saint-Ouen | Détails | Lors du choix de ce blason, la commune s'est trompée : elle a repris le blason de la famille de Saint-Ouen, qui n'ont jamais été seigneurs du lieu mais qui, de plus, sont originaires de Saint-Ouen-sous-Bailly, en Seine-Maritime. Utilisé par la commune, le statut officiel reste à déterminer. |

| Blason de Saint-Quentin-la-Motte-Croix-au-Bailly | Blason  | Écartelé : au 1er d’azur à la croix ancrée d’or, au 2e de gueules à la bande d’or, au 3e d’argent à quatre bandes de gueules, au 4e d’azur à trois fleurs de lis d’or surmontées d’un lambel d’argent. |
| Blason de Saint-Quentin-la-Motte-Croix-au-Bailly | Détails | Le blason reprend des éléments de plusieurs familles seigneurs du lieu : les de Lamotte (d'azur à la croix ancrée d'or), les Torcy (de sable à la bande d'or): le sable est remplacé par le gueules ; les de Lannoy (d'argent à quatre bandes de gueules) ; plus précisement celui de Jeanne-Antoinette de Belloy, épouse du comte de Lannoy, seigneur du lieu. Le 4e est le blason des Orléans, a qui le château du village appartenait. Adopté en 1977. |

| Blason de Saint-Riquier | Blason  | D'azur semé de fleurs de lys d'or. Ornements extérieursCouronne murale : trois tours                                                                        |
| Blason de Saint-Riquier | Détails | Ce blason, porté par le bourg depuis au moins 1669, reprend celui de la maison de France sous leur aspect ancien,. Statut officiel confirmé par la commune. |
| Blason de Saint-Riquier | Alias   | D'azur semé de fleurs de lys d'or, au chef d'argent. Blason parfois utilisé jusqu'aux années 1990.                                                          |

| Blason de Saint-Sauflieu | Blason  | D'azur à la croix d'or cantonnée de quatorze croisettes du même, quatre ordonnées 2 et 2 dans chaque canton du chef et trois ordonnées 2 et 1 dans chaque canton de la pointe. Ornements extérieursDécorations : Croix de guerre 1939-1945. |
| Blason de Saint-Sauflieu | Détails | La commune a repris le blason de la famille de Saint-Saulieu, seigneur du lieu. Utilisé par la commune, le statut officiel reste à déterminer.                                                                                              |

| Blason de Saint-Sauveur | Blason  | D'argent au louchet de tourbier de sable en pal, accosté de deux briquettes du même enflammées de gueules ; au chef d'or* chargé de trois canards de sinople en vol. Ornements extérieursDécorations : Croix de guerre 1939-1945. |
| Blason de Saint-Sauveur | Détails | Les trois canards en vol évoquent le marais de la Somme. Le louchet de tourbier et les deux briques de tourbe en flamme rappellent que jusqu'au XIXe siècle, l'extraction de la tourbe, pour le chauffage, procurait un emploi important dans le village. * Il y a là non-respect de la règle de contrariété des couleurs : ces armes sont fautives (métal sur métal). Utilisé par la commune, le statut officiel reste à déterminer. |

| Blason de Saint-Vaast-en-Chaussée | Blason  | De gueules à deux têtes de mulet de profil affrontées et accolées, la première de sable oreillée et chevelée d'argent, la seconde d'argent, oreillée et chevelée de sable. |
| Blason de Saint-Vaast-en-Chaussée | Détails | Le blason reprend le surnom des habitants du village, Chés mulets d'Saint-Vo (les mulets de Saint-Vaast). Adopté en 1998.                                                  |

| Blason de Saint-Valery-sur-Somme | Blason  | D’azur à la barque d’or sur une mer d’argent, au chef aussi d’azur chargé de trois fleurs de lys d’or, à la bordure componée d’argent et de gueules. Ornements extérieursCouronne murale : trois tours Soutiens : deux branches de laurier Décorations : Croix de guerre 1939-1945. Devise / CriFides (loyauté) |
| Blason de Saint-Valery-sur-Somme | Détails | La barque et les ondes symbolisent le port et la Baie de Somme. Les fleurs de lis du chef rappellent un sceau communal du XVe siècle. La bordure serait fantaisiste,. Utilisé depuis 1725, le statut officiel reste à déterminer.                                                                               |

| Blason de Saisseval | Blason  | D'azur à deux bars adossés d'argent en chef dextre et à trois trèfles du même rangés en barre en pointe senestre. Ornements extérieursCouronne murale : trois tours Décorations : Croix de guerre 1939-1945.                                     |
| Blason de Saisseval | Détails | La commune a repris le blason de la famille de Saisseval, seigneurs du lieu, et a ajouté trois trèfles, inspiré du blason de la famille de Saisseval de Blérancourt et d'Anville. Utilisé par la commune, le statut officiel reste à déterminer. |

| Blason de Saleux | Blason  | D'argent à l'épi de blé tigé de sinople posé en barre, au marteau de gueules contourné et posé en pal, à la roue crantée du même, chaque figure brochant sur la précédente, à la bande d'azur brochant sur le tout. Ornements extérieursCartouche : tenné Décorations : Croix de guerre 1939-1945. |
| Blason de Saleux | Détails | La bande d'azur symbolise la Selle, la roue dentée et le marteau rappellent le travail du fer et l'industrie locale. L'épi de blé évoque l'agriculture. Adopté en 1977. |

| Blason de Salouël | Blason  | D'azur à la barre d'or chargée de quatre abeilles de gueules posées à plomb, accompagnée de deux ruches d'argent couvertes d'or. Ornements extérieursCouronne murale : trois tours          |
| Blason de Salouël | Détails | La barre d'or symbolise la Selle, les ruches et abeilles rappellent la production jusqu'au XXe siècle d'un miel très estimé. Utilisé par la commune, le statut officiel reste à déterminer. |

| Blason de Sancourt | Blason  | D'argent fretté de gueules. Ornements extérieursDécorations : Croix de guerre 1914-1918.                                                   |
| Blason de Sancourt | Détails | La commune a repris le blason de la famille de Sancourt, seigneurs du lieu. Utilisé par la commune, le statut officiel reste à déterminer. |

| Blason de Saveuse | Blason  | De gueules à la bande d'or, accompagnée de six billettes du même, trois posées en orle en chef et trois rangées en bande en pointe. Ornements extérieursDécorations : Croix de guerre 1939-1945. |
| Blason de Saveuse | Détails | La commune a repris le blason de la famille de Saveuse, seigneurs du lieu. Utilisé par la commune, le statut officiel reste à déterminer.                                                        |

| Blason de Senarpont | Blason  | D'azur à la tour d'argent. |
| Blason de Senarpont | Détails | La commune a repris le blason de Marie de Senarpont, fille d'un seigneur du lieu. Utilisé par la commune, le statut officiel reste à déterminer. |

| Blason de Sentelie | Blason  | D'azur à deux crosses d'abbé d'or passées en sautoir, à une gerbe du même liée de gueules brochant en cœur ; au chef cousu* de gueules chargé de trois besants d'argent, le premier surchargé d'un lion de gueules, le deuxième d'une lettre S de sable, le troisième d'argent plain. |
| Blason de Sentelie | Détails | Pas d'explication connue. * Ces armes emploient le terme « cousu » dans le seul but de contrevenir à la règle de contrariété des couleurs : elles sont fautives (gueules sur azur). Statut officiel confirmé par la commune. Auteur(s)J-F Binon                                       |

| Blason de Seux | Blason  | D'argent à trois têtes de loups arrachées de sable. |
| Blason de Seux | Détails | La commune a repris le blason ancien de la famille de Louvencourt, châtelains du lieu, mais a changé le fond d'or en argent. Utilisé par la commune, le statut officiel reste à déterminer. |

| Blason de Sorel | Blason  | De gueules à deux léopards d'argent, armés, lampassés et couronnés d'or, l'un au-dessus de l'autre. Ornements extérieursDécorations : Croix de guerre 1914-1918. |
| Blason de Sorel | Détails | La commune a repris le blason de la famille de Sorel (du Vermandois), seigneurs du lieu. Utilisé par la commune, le statut officiel reste à déterminer.          |

| Blason de Sorel-en-Vimeu | Blason  | D'or à la bande de sable, accostée de deux cotices du même.                                                                                       |
| Blason de Sorel-en-Vimeu | Détails | La commune reprend le blason de la famille de Sorel (du Vimeu), seigneurs du lieu. Utilisé par la commune, le statut officiel reste à déterminer. |

| Blason de Soyécourt | Blason  | D'argent fretté de gueules. Ornements extérieursDécorations : Croix de guerre 1914-1918.                                  |
| Blason de Soyécourt | Détails | Est attribué à la commune le blason de la famille de Soyécourt, seigneurs du lieu. Le statut officiel reste à déterminer. |

Pas d'information pour les communes suivantes : Sailly-Flibeaucourt, Sailly-Laurette, Saint-Acheul, Saint-Aubin-Montenoy, Saint-Christ-Briost, Saint-Germain-sur-Bresle, Saint-Léger-sur-Bresle, Saint-Mard, Saint-Maulvis, Saint-Maxent, Saint-Quentin-en-Tourmont, Sainte-Segrée, Saulchoy-sous-Poix, Sauvillers-Mongival, Senlis-le-Sec, Soues, Sourdon, Surcamps, Suzanne
- Haut – A
- B
- C
- D
- E
- F
- G
- H
- I
- J
- K
- L
- M
- N
- O
- P
- Q
- R
- S
- T
- U
- V
- W
- X
- Y
- Z

### T
| Blason de Thennes | Blason  | D'or au tau de gueules entrelacé avec une lettre H de sinople. Ornements extérieursCartouche : argent Soutiens : une branche de chêne et une branche de laurier Décorations : Croix de guerre 1914-1918.                                               |
| Blason de Thennes | Détails | La commune semblerait avoir créé ce blason lors de la construction de la mairie après la Première Guerre Mondiale. C'est un monogramme des deux premières lettres du nom de la commune. Utilisé par la commune, le statut officiel reste à déterminer. |

| Blason de Tilloloy | Blason  | De sable fretté d'argent entresemé de fleurs de lys. Ornements extérieursDécorations : Croix de guerre 1914-1918. |
| Blason de Tilloloy | Détails | Le blason reprend des élements de ceux de deux familles seigneurs du lieu : les Belleforière (de sable semé de fleurs de lis d'or) et les Soyécourt (d'argent fretté de gueules), où le fretté est devenu d'argent,. Utilisé par la commune, le statut officiel reste à déterminer. |

| Blason de Tœufles | Blason  | D'argent aux deux lions affrontés de sable, armés et lampassés de gueules, chargés chacun sur l'épaule d'une fleur de lys du même, soutenant un cœur aussi de gueules. |
| Blason de Tœufles | Détails | La commune a repris le blason de la famille de Tœufles, seigneurs du lieu. Utilisé par la commune, le statut officiel reste à déterminer.                              |

| Blason de Tours-en-Vimeu | Blason  | D'hermine à trois fleurs de lis au pied nourri de gueules.                                                                                |
| Blason de Tours-en-Vimeu | Détails | La commune a repris le blason de la famille de Quieret, seigneurs du lieu. Utilisé par la commune, le statut officiel reste à déterminer. |

| Blason de Toutencourt | Blason  | Écartelé : au 1er fascé d'azur et d'argent, les fasces d'argent chargées de six fleurs de lis de gueules, 3, 2 et 1, aux 2e et 3e d'or à trois maillets de sinople au 4e fascé d'argent et d'azur, les fasces d'argent chargées de six fleurs de lis de gueules, 3, 2 et 1. Ornements extérieurs'Couronne : marquis Soutiens : une branche de chêne et une branche de laurier Devise / CriUnguibus et rostro (A bec et à griffes) |
| Blason de Toutencourt | Détails | La commune a repris le blason du comte d'Hézecques, seigneur du lieu. Statut officiel confirmé par la commune. |

Pas d'information pour les communes suivantes : Tailly, Talmas, Templeux-la-Fosse, Templeux-le-Guérard, Terramesnil, Tertry, Thézy-Glimont, Thiepval, Thieulloy-l'Abbaye, Thieulloy-la-Ville, Thièvres, Thoix, Thory, Tilloy-Floriville, Tincourt-Boucly, Le Titre, Le Translay, Treux, Trois-Rivières, Tully
- Haut – A
- B
- C
- D
- E
- F
- G
- H
- I
- J
- K
- L
- M
- N
- O
- P
- Q
- R
- S
- T
- U
- V
- W
- X
- Y
- Z

### U
Pas d'information pour les communes suivantes : Ugny-l'Équipée

### V
| Blason de Vaire-sous-Corbie | Blason  | De sinople à deux bandes d'or, à l'écusson de gueules à la croix dentelée d'argent brochant en abîme ; au chef d'or chargé de trois corbeaux de sable. Ornements extérieursDécorations : Croix de guerre 1914-1918. |
| Blason de Vaire-sous-Corbie | Détails | Le blason reprend des élements de ceux de familles seigneurs du lieu : les Boffles (de sinople à deux bandes d'or) et le sinople à deux bandes d'or, la famille d'Estourmel (de gueules, à la croix dentelée d'argent) et l'écusson brochant et l'abbaye de Corbie avec les corbeaux. Armes parlantes (corbeaux). Adopté le 15 janvier 2021. Auteur(s)J. Dulphy |

| Blason de Valines | Blason  | D'azur à trois écussons d'or chargés chacun d'une croix pattée de gueules. Ornements extérieursCouronne murale : trois tours Lambrequins : d'azur et d'argent |
| Blason de Valines | Détails | Le blason est inspiré de celui de la famille Le Roy (d'azur à trois écussons d'argent chargés chacun d'une croix pattée et alésée de gueules), seigneurs du lieu. Les écussons d'or ont été modifiés en argent. Adopté le 30 janvier 2013 Auteur(s)G. Dizambourg |

| Blason de Varennes | Blason  | De gueules à la croix d'or.                                                                                              |
| Blason de Varennes | Détails | Est attribué à la commune le blason de la famille de Varennes, seigneurs du lieu. Le statut officiel reste à déterminer. |

| Blason de Vauchelles-les-Quesnoy | Blason  | D'argent au chêne terrassé de sinople, englanté d'or ; au chef d'azur chargé de trois pattes de loup d'or. |
| Blason de Vauchelles-les-Quesnoy | Détails | Le chêne fait référence au toponyme du village. Le chef évoque la famille de Cacheleu (d'azur à trois pattes de loup d'or), seigneurs du lieu. Armes allusives en picard (Quesne/chêne). Adopté en 2006. Auteur(s)J. Dulphy |

| Blason de Vaudricourt | Blason  | De gueules à l'orle d'argent. |
| Blason de Vaudricourt | Détails | La commune a repris le blason de la famille de Vaudricourt, seigneurs du lieu. Utilisé par la commune, le statut officiel reste à déterminer. |

| Blason de Vaux-en-Amiénois | Blason  | D'argent au chef d'azur ; à l'église du lieu d'argent, ajourée et essorée de sable et brochant sur le chef ; au tambour d'argent, cerclé de gueules, lacé d'argent et noué de gueules, dans une branche de coudrier [noisetier] feuillée de cinq pièces et fleurie de deux, le tout au naturel et brochant sur le tout, en pointe.                                  |
| Blason de Vaux-en-Amiénois | Détails | Le tambour rappelle le nom du bulletin communal, ainsi qu'à un son et lumière présenté dans la commune en 1991, dont le « fil conducteur » était le garde champêtre avec un tambour. Les feuilles et les chatons de noisetier (ou coudrier) font référence à l'espèce très répandue localement. L'église est celle du village. Adopté en 1991. Auteur(s)P. Vaquette |

| Blason de Vaux-Marquenneville | Blason  | D'argent aux trois têtes de maure de sable, tortillées du champ. Ornements extérieursDécorations : Croix de guerre 1939-1945. |
| Blason de Vaux-Marquenneville | Détails | Est attribué à la commune le blason de la famille de Vaux, seigneurs du lieu. Le statut officiel reste à déterminer.          |

| Blason de Vecquemont | Blason  | D'azur au chevron d'or accompagné en chef de deux gerbes du même liées de gueules et en pointe d'une vache d'or. |
| Blason de Vecquemont | Détails | Le blason combine ceux de deux familles seigneurs du lieu : les Vacquette de Fréchencourt (d'argent à une fasce d'azur, chargée de trois vaches d'or, et accompagnée de trois molettes de gueules, deux en chef et une en pointe) et les Le Quieu de Moyenneville (d'azur au chevron d'or accompagné de trois gerbes de blé du même liées de gueules). Adopté en juillet 2013. Auteur(s)J. Dulphy |

| Blason de Vercourt | Blason  | D'argent à la croix ancrée de sable ; chapé d'azur chargé de deux étoiles d'argent ; le tout sommé d'un chef d'or chargé de deux pals de sable accompagnés de trois merlettes de gueules. |
| Blason de Vercourt | Détails | Le blason combine ceux de deux familles seigneurs du lieu : les de Gourlay (d'argent à la croix ancrée de sable) et les Lefebvre du Grosriez (d'azur à la fasce d'argent accompagnée de trois étoiles du même, au chef d'or chargé de deux pals de sable accompagnés de trois merlettes de gueules). Adopté le 21 décembre 2018. Auteur(s)J. Dulphy, D. Juric |

| Blason de Vers-sur-Selle | Blason  | D'argent à l'arbre arraché de sinople soutenu de trois fasces ondées d'azur. |
| Blason de Vers-sur-Selle | Détails | Les fasces ondées représentent la Selle, l'arbre de couleur verte, sont des armes parlantes. Armes parlantes (vert (sinople)). Utilisé par la commune (sous forme de logo), le statut officiel reste à déterminer. |

| Blason de Vicogne (La) | Blason  | D'argent à la flamme de gueules ; chaussé haussé de sinople chargé de deux doloires adossées d'or, celle de dextre posée en bande et celle de senestre posée en barre. |
| Blason de Vicogne (La) | Détails | Le blason reprend deux doloires du blason de Jean de Béthisy (écu à trois doloires), seigneur du lieu. Le vert et les haches évoquent l’ancienne et grande forêt qui couvrait encore au Moyen Âge une grande partie du nord Amiénois, la forêt de la Vicogne qui a été défrichée à partir du XIIe siècle. La flamme de gueules fait référence à la famille Feuquel de La Vicogne (écu à trois flammes), également seigneurs du lieu. Le chaussé-haussé symbolise l’initiale "V" du nom de la commune. Armes allusives (chaussé-haussé = V). Adopté le 8 mars 2024. Auteur(s)J. Dulphy |

| Blason de Vignacourt | Blason  | D'argent à trois fleurs de lys au pied nourri de gueules. Ornements extérieursCouronne murale : trois tours                                   |
| Blason de Vignacourt | Détails | La commune a repris le blason de la famille de Vignacourt, seigneurs du lieu,. Utilisé par la commune, le statut officiel reste à déterminer. |

| Blason de Ville-sur-Ancre | Blason  | D'or à la champagne ondée d'azur chargée de deux fasces ondées d'argent ; au chevron versé de gueules brochant et accompagné en chef d'une tête de cheval coupée de sable, bridée de gueules, et en flancs de deux coquelicots de gueules tigés et feuillés de sinople, chargeant l'or. |
| Blason de Ville-sur-Ancre | Détails | Pas d'explication connue. Statut officiel confirmé par la commune. Auteur(s)J-F Binon |

| Blason de Villers-Bocage | Blason  | D'argent à deux bandes de sable au chef de sinople chargé de trois quintefeuilles d'argent. Ornements extérieursCouronne murale : trois tours |
| Blason de Villers-Bocage | Détails | Les deux bandes de sable sur argent sont reprises du blason de Gérard d'Auteux (d'argent à deux bandes de sable), seigneur du lieu. Les trois quintefeuilles sont empruntées au blason de Ferri Harlé (écu à la fasce accompagnée de trois quintefeuilles), autre seigneur du lieu. Le sinople a été choisi pour rappeler l'aspect bocager du village,. Adopté le 18 février 1970. |

| Blason de Villers-Bretonneux | Blason  | D'argent à trois lionceaux de sable à la fleur de lys au pied nourri du même en cœur. Ornements extérieursCouronne murale : trois ou cinq tours Soutiens : une branche de laurier et une branche de chêne, un ruban d'or sur lequel est inscrit la devise Décorations : Croix de guerre 1914-1918, Croix de guerre 1939-1945. Devise / CriGueux et Glorieux / Don't forget Australia ! (n'oubliez pas l'Australie) |
| Blason de Villers-Bretonneux | Détails | La commune aurait repris le blason de la famille De Villers, seigneurs du lieu, car aucune source de celui-ci n'a été retrouvée,. Utilisé par la commune, le statut officiel reste à déterminer. |

| Blason de Villers-Faucon | Blason  | De gueules au faucon d'or, la tête contournée, regardant un créquier du même au canton senestre du chef. Ornements extérieursDécorations : Croix de guerre 1914-1918. |
| Blason de Villers-Faucon | Détails | Les émaux et le créquier proviennent du blason de la famille de Créquy (D'or au créquier de gueules), seigneurs du lieu. Le faucon évoque le nom de la commune, dont le nom rappellerait l'existance d'une fauconnerie au XIIIe siècle. Armes parlantes. (faucon) Adopté en avril 2012. Auteur(s)J. Dulphy, D. Juric |

| Blason de Villers-sous-Ailly | Blason  | D'or au lion de sable, armé et lampassé de gueules                                                                                                 |
| Blason de Villers-sous-Ailly | Détails | La commune a repris le blason de la famille Vaillant de Villers, seigneurs du lieu. Utilisé par la commune, le statut officiel reste à déterminer. |

| Blason de Villers-sur-Authie | Blason  | De gueules aux trois molettes d'éperon d'or.                                                                                            |
| Blason de Villers-sur-Authie | Détails | La commune a repris le blason de la famille Truffier, seigneurs du lieu. Utilisé par la commune, le statut officiel reste à déterminer. |

| Blason de Villers-Tournelle | Blason  | D'azur à la croix d'argent chargée d'une tour de gueules ouverte et ajourée de sable et cantonnée de quatre tours d'or ouvertes et ajourées de sable ; au chef de gueules chargé d'un besant d'or surchargé d'une croix pattée [à huit pointes] de gueules et accosté de deux autres besants d'or, plus petits, chacun chargé d'une coquille d'argent. Ornements extérieursDécorations : Croix de guerre 1914-1918. |
| Blason de Villers-Tournelle | Détails | Les cinq tours sont reprises du blason de la famille de La Tournelle (écu à 5 tournelles crénelées de 3, posées en 2, 2 et 1), seigneurs du lieu. La croix blanche symbolise les croisades faites par ces seigneurs. Le chef de gueules et les trois besants d'or rappellent la famille De Fransures (d'argent à la fasce de gueules chargée de trois besants d'or), seigneurs et maires du lieu au XIXe siècle. Les coquilles rappellent le vocable de l'église Saint-Jacques du village. La croix pattée évoque l'existence autrefois, entre Villers-Tournelle et Rocquencourt, d'une ferme de l'Hospital, qui dépendait des Templiers puis des Hospitaliers de Fontaine-sous-Montdidier. Armes parlantes (tour). * Il y a là non-respect de la règle de contrariété des couleurs : ces armes sont fautives (argent sur or). Adopté en 2007. |

| Blason de Vironchaux | Blason  | De sinople au hêtre d'argent et à la scie de bûcheron du même brochant en fasce sur le fût de l'arbre ; chaussé d'or chargé de deux foulques adossées de sable, becquées de gueules. Ornements extérieursCouronne murale : trois tours Soutiens : deux branches de hêtre |
| Blason de Vironchaux | Détails | Le chaussé d'or et les deux foulques sur fond jaune sont repris du blason de la famille Foulques (d'or à trois foulques de sable becquées de gueules). Le chaussé reproduit un V, qui représente l'initiale de Vironchaux tandis que l'arbre sur fond vert évoque le travail des bûcherons. La scie qui croise le tronc du hêtre blanc de la forêt de Crécy, sans le couper, symbolise la tâche qui attend le travailleur,. Adopté le 11 octobre 2016. Auteur(s)J. Dulphy, D. Juric, M. Violet, A. Voronzov |

| Blason de Vismes | Blason  | D'azur fretté d'or entre-semé de fleurs de lis du même.                                                               |
| Blason de Vismes | Détails | Est attribué à la commune le blason de la famille de Visme, seigneurs du lieu. Le statut officiel reste à déterminer. |

| Blason de Vron | Blason  | D'azur à trois chevrons d'or. |
| Blason de Vron | Détails | La commune utilise ce blason, mais n'en connait pas la raison. Aucune famille seigneur ou originaire du lieu, sceau communal, n'utilise ce blason. Armes parlantes ((che)vron). Utilisé par la commune, le statut officiel reste à déterminer. |

Pas d'information pour les communes suivantes : Vadencourt, Vauchelles-lès-Authie, Vauchelles-lès-Domart, Vauvillers, Vaux-sur-Somme, Velennes, Vergies, Vermandovillers, Verpillières, Ville-le-Marclet, Villecourt, Villeroy, Villers-aux-Érables, Villers-Campsart, Villers-Carbonnel, Villers-lès-Roye, Vitz-sur-Authie, Voyennes, Vraignes-en-Vermandois, Vraignes-lès-Hornoy, Vrély
- Haut – A
- B
- C
- D
- E
- F
- G
- H
- I
- J
- K
- L
- M
- N
- O
- P
- Q
- R
- S
- T
- U
- V
- W
- X
- Y
- Z

### W
| Blason de Wiry-au-Mont | Blason  | Parti : au 1er d'or à trois écussons de vair bordés de gueules et au 2e d'argent à l'aigle de sable, becquée et membrée de gueules, au coupeau de sinople mouvant de la pointe et brochant sur la partition. Ornements extérieursCouronne murale : trois tours |
| Blason de Wiry-au-Mont | Détails | Le coupeau de sinople symbolise le mont, composante du nom de la commune. Les trois écus de vair sont repris du blason de la famille De Fontaines, seigneurs du lieu. L'aigle de sable rappelle le blason de Marie-Louise Charlotte Pélard de Givry, enterrée dans l'église du village et épouse du seigneur Nicolas de Fontaines. Adopté le 6 avril 2023. Auteur(s)J. Dulphy, D. Juric, R. Godbert |

| Blason de Woignarue | Blason  | Coupé : au 1er parti au I de sable à la bande d'argent chargée de trois mouchetures d'hermine de sable, au II d'argent à trois bandes de sable, au 2e d'argent à trois tourteaux de gueules ; sur le tout, d'argent à la bordure de gueules. Ornements extérieursDécorations : Croix de guerre 1939-1945. |
| Blason de Woignarue | Détails | Le blason combine ceux de deux familles qui vivaient dans le village au XVIIe siècle : les d'Amerval (d'argent à trois tourteaux de gueules) et les Le Prévost de Romerel du Hautebus (écartelé : aux 1 et 4 de sable à une bande d'argent chargée de trois mouchetures d'hermine; aux 2 et 3 d'argent à trois bandes de sable; un écusson d'argent bordé de gueules sur le tout). Adopté à la fin des années 1980. Auteur(s)D. Troulet |

Pas d'information pour les communes suivantes : Wargnies, Warloy-Baillon, Warlus, Warsy, Warvillers, Wiencourt-l'Équipée, Woincourt, Woirel
- Haut – A
- B
- C
- D
- E
- F
- G
- H
- I
- J
- K
- L
- M
- N
- O
- P
- Q
- R
- S
- T
- U
- V
- W
- X
- Y
- Z

### Y
| Blason de Y | Blason  | D'azur aux trois chevrons d'or. Ornements extérieursDécorations : Croix de guerre 1914-1918.                                       |
| Blason de Y | Détails | La commune a repris le blason de la famille d'Y, seigneurs du lieu. Utilisé par la commune, le statut officiel reste à déterminer. |

| Blason de Yonval | Blason  | Tiercé en fasce: au 1er d'or au lion léopardé de gueules, au 2e de sinople plain, au 3e d'hermine plain. Ornements extérieursCouronne murale : trois tours Décorations : Croix de guerre 1939-1945. |
| Blason de Yonval | Détails | La commune a repris le blason de la famille Le Roy de Valanglart, seigneur du lieu. Adopté en 2006.                                                                                                 |

| Blason de Yvrench | Blason  | D'argent à la fasce vivrée de gueules en chef et à la fasce du même chargée de trois fermaux d'or en pointe, lesdites fasces accompagnées en cœur d'une rose de gueules accostée de deux merles chantants affrontés de sable, becqués et membrés du second. |
| Blason de Yvrench | Détails | Ce blason reprend des éléments de ceux de cinq familles seigneurs du lieu : la fasce vivrée représente les de Grambus (d'argent à la fasce de gueules surmontée d'une divise vivrée du même), les deux merles évoquent les de Ronville mais aussi symbolisent aussi le caractère bocager du village, qui est entouré de pâturages. La rose rappelle les Du Hamel de Canchy, (d'azur à la bande d'or chargée de trois roses de gueules) et la fasce à trois fermaux est repris de la famille De Buissy. Cette composition en trois niveaux évoque aussi les de Belloy, qui portait (d'argent à trois fasces de gueules). Adopté le 17 décembre 2012. Auteur(s)J. Dulphy, D. Juric |

| Blason de Yvrencheux | Blason  | D'argent à la fasce de gueules surmontée d'une divise vivrée du même.                                                   |
| Blason de Yvrencheux | Détails | Est attribué à la commune le blason de la famille de Grambus, seigneurs du lieu. Le statut officiel reste à déterminer. |

| Blason de Yzengremer | Blason  | Parti : au 1er d'azur à trois croissants d'or, au 2e de gueules à trois bourdons de pèlerin d'argent. |
| Blason de Yzengremer | Détails | La commune a repris le blason sculpté sur le château du village : il réunit ceux des De Fautereau (trois croissants) et des La Bourdonnaye (trois bourdons). Utilisé par la commune, le statut officiel reste à déterminer. |

| Blason de Yzeux | Blason  | D'azur au chevron d'or accompagné en chef de deux étoiles et en pointe d'un huchet le tout du même. Ornements extérieursDécorations : Croix de guerre 1939-1945.                                                        |
| Blason de Yzeux | Détails | La commune a repris le blason de Charles Cornet d'Yzeux, bâtisseur du château du village et dont la sépulture est présente dans le cimetière du village. Utilisé par la commune, le statut officiel reste à déterminer. |

- Haut – A
- B
- C
- D
- E
- F
- G
- H
- I
- J
- K
- L
- M
- N
- O
- P
- Q
- R
- S
- T
- U
- V
- W
- X
- Y
- Z